# نبرد مسکو
نبرد مسکو (به آلمانی: Schlacht um Moskau) (به روسی: битва под Москвой) به مجموعه‌ای از نبردها که در بازهٔ زمانی ماه اکتبر سال ۱۹۴۱ تا ماه ژانویه سال ۱۹۴۲ در جبهه شرقی جنگ جهانی دوم در شعاع ۳۰۰ کیلومتری مسکو، پایتخت و بزرگ‌ترین شهر شوروی و خط مقدمی به عرض ۷۰۰ کیلومتر رخ داد گفته می‌شود.
مسکو یکی از اهداف کلیدی سیاسی و نظامی طرح عملیاتی بارباروسا به حساب می‌آمد. این نبرد پس از کسب پیروزی‌های بزرگ اولیه در جریان تهاجم آلمان به شوروی، با ادامه یورش گروه ارتش مرکز ورماخت، به فرماندهی فیلدمارشال فدر فن بک، در قالب عملیات بارباروسا، از روز ۲ اکتبر سال ۱۹۴۱ به سمت شرق به منظور سلطه بر مسکو، علیه جبهه‌های غربی، بریانسک و ذخیره شوروی آغاز شد. ورماخت قصد داشت با اجرای عملیات تایفون، مسکو را از دو طرف شمالی و جنوبی در محورهای کالینین و تولا به کمک نیروهای زرهی به محاصره درآورده و تصرف کند. در جریان پیشروی اولیه، نیروهای آلمانی مقادیر زیادی از نیروهای ارتش سرخ شوروی را در دو ناحیه جداگانه در نبرد ویازما–بریانسک به محاصره درآورده و منهدم نمودند. با این حال، در ادامه با افزایش مقاومت ارتش سرخ و آغاز بارش‌های پاییزه (راسپوتیتسا) و گل‌آلود شدن جاده‌های محدود و عموماً خاکی روسیه که امکان پیشروی و تحرک مناسب را از نیروهای زرهی آلمانی می‌گرفت، پیشروی ورماخت که از پیش دچار مشکلات عدیده تدارکاتی بود، با اختلال شدیدی مواجه و در نهایت در روز ۳۰ اکتبر متوقف گشت. پیگیری تهاجم آلمانی‌ها پس از دو هفته از ۱۵ ماه نوامبر با فرا رسیدن زمستان و یخ بستن سطح جاده‌ها که امکان پیشروی را برای یگان‌های موتوریزه و زرهی مجدداً فراهم می‌آورد، بسیار کند پیش رفت و در نهایت با برخورد به خطوط دفاعی متعدد شوروی و افزایش هر چه بیشتر مقاومت مدافعان، در چند ده کیلومتری مسکو برای بار دیگر متوقف شد. در پی این شرایط، ارتش سرخ با بسیج نیروهای ذخیره و انتقال چندین لشکر از خاور دور و سیبری، از ۵ دسامبر ضد حمله گسترده‌ای برای رفع خطر از مسکو را آغاز کرد که نهایتاً دشمن را ۱۰۰ تا ۲۵۰ کیلومتر از حومه پایتخت عقب راند. با ناکامی در این نبرد، فرماندهی عالی آلمان جهت کوتاه‌تر کردن خط مقدم دستور به عقب‌نشینی گروه ارتش مرکز به سمت غرب داد.
این حوادث نقطه عطفی در تحولات میدانی جنگ جهانی دوم بود و برای نخستین بار از سال ۱۹۳۹، با مغلوب شدن در دروازه‌های مسکو، افسانه شکست‌ناپذیری ورماخت را از بین رفت و کوشش آن برای ساقط ساختن حاکمیت شوروی در عملیات بارباروسا و پایان دادن به جنگ در سال ۱۹۴۱ بی‌نتیجه ماند. متعاقب این نبرد، چندین تن از فرماندهان عالی‌رتبه آلمانی از جمله فیلدمارشال والتر فن براوخیچ، فرمانده نیروی زمینی، از مقام خود عزل شدند.

## پیش‌زمینه

### آغاز و پیشبرد عملیات بارباروسا

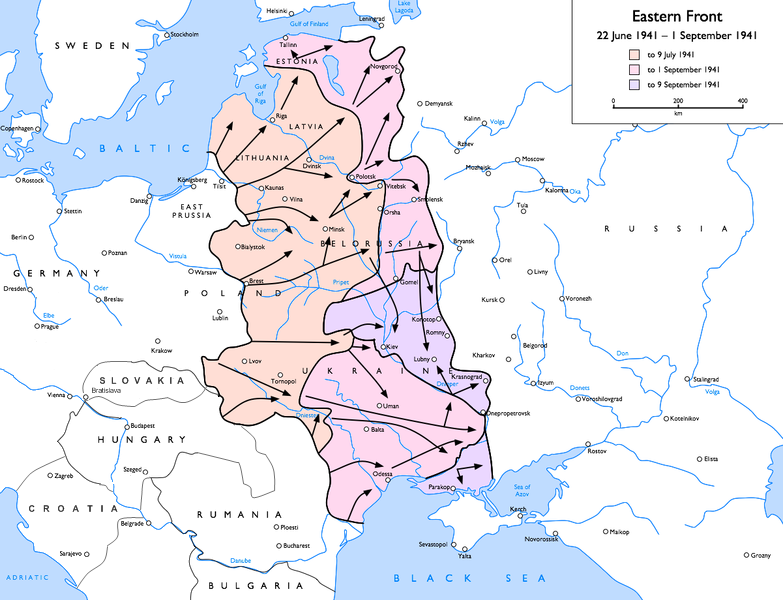
پیشروی ورماخت در جریان عملیات بارباروسا تا ۹ سپتامبر ۱۹۴۱

عملیات بارباروسا، تهاجم آلمان به شوروی، از روز ۲۲ ژوئن سال ۱۹۴۱ آغاز شد. نیروهای آلمانی با در هم کوبیدن دفاع مرزی ارتش سرخ، پیشروی سریعی در سه محور راهبردی در عمق خاک شوروی صورت دادند. تا اوایل ماه ژوئیه ورماخت در مرکز خط مقدم سه ارتش میدانی ارتش سرخ را در غرب مینسک به محاصره درآورد و منهدم کرد و سپس از رودهای دوینا و دنیپر عبور نمود. موفقیت‌های مشابهی نیز در جناحین شمالی و جنوبی صورت گرفت. در مرحله دوم عملیات، آلمانی‌ها، پس از یک ماه مبارزه سنگین، محاصره عمده بزرگ دیگری این بار حوالی اسمولنسک ایجاد کردند و سه ارتش میدانی دیگر شوروی را از بین بردند.
بحث پیرامون چگونگی بهره‌گیری از پیروزی‌های اولیه عملیات بارباروسا و تهاجم به مسکو از ماه ژوئیه در بین آلمانی‌ها در جریان بود. بسیاری از فرماندهان نیروی زمینی، به‌خصوص ارتشبد فرانتس هالدر، رئیس ستاد کل نیروی زمینی، خواهان پیشروی بلافاصله به سمت پایتخت شوروی بودند. چنین تهاجمی با در معرض تهدید قرار دادن مسکو بخش اصلی نیروهای ارتش سرخ را وادار به نبرد می‌کرد و امکان انهدام آن‌ها را فراهم می‌آورد. فرماندهی عالی نیروی زمینی آلمان در طرح میانه ماه اوت خود بدین منظور، یکی از عمده دلایل تأکید بر در اولویت قرار گرفتن تهاجم به مسکو را لزوم انجام گرفتن آن در ماه‌های سپتامبر و اکتبر پیش از فرا رسیدن فصل زمستان در روسیه دانسته بود؛ چرا که با توجه به فواصلی که می‌بایست طی گردد و پیش‌بینی مقاومت شدید دشمن، مدت دو ماه حداقل زمان لازم برآورد شده جهت اجرای این عملیات بود. همچنین بر این مبنا، با ابراز این که گروه ارتش‌های شمال و جنوب قادر خواهند بود بدون کمک گروه ارتش مرکز ماموریت‌های خود را به انجام رساندند، با توجه به فرسایش بالای ادوات موتوری در اراضی گسترده شوروی، توصیه شده بود بدون انحراف از این هدف، توان رزمی قوای متحرک گروه ارتش مرکز جهت دستیابی به مقاصد تعیین‌کننده حفظ شود. هالدر حتی در این میان سعی کرد با تغییر لحن خود و نهادن مقدار مشخصی تأکید بر ملاحظات اقتصادی، ناحیه صنعتی مسکو را از نظر اهمیت با نواحی لنینگراد و اوکراین، جهت جلوگیری از بازسازی ارتش‌های منهدم‌شده شوروی، برابر توصیف کند و خواهان صورتی از پیگیری همزمان این اهداف شد.
با این حال، در نهایت آدولف هیتلر، پیشوای آلمان، با صدور فرمانی خطاب به فرماندهی کل نیروی زمینی، با تأکید بر این که تصرف مسکو مهم‌ترین هدف عملیات بارباروسا نیست، طرح مذکور را رد کرد و به گمانه‌زنی‌ها پایان داد. او سلطه بر اراضی اقتصادی اوکراین، قطع جریان نفت قفقاز و محاصره لنینگراد را مسائل دارای بیشترین اولیت دانست. بنابراین تصمیم به تمرکز نیروهای زرهی گروه ارتش مرکز بر لنینگراد و کی‌یف در شمال و جنوب گرفته شد. با وجود این که این تغییر مسیر موجب موفقیت‌های چشم‌گیر گردید اما حرکت گروه ارتش مرکز به سمت مسکو را با اختلال و تأخیر مواجه ساخت.
در طرف مقابل، در آستانه نبرد مسکو شوروی با مشکلات عدیده‌ای روبرو بود. شوروی مقادیر زیادی از نیروی انسانی، تسلیحات، اراضی، ظرفیت صنعتی و منابع طبیعی خود را از دست داده بود. معضلات تدارکاتی گریبان‌گیر ارتش سرخ و ذخایر سوخت و مهمات و ظرفیت ترابری آن پس از ضد حملات ناحیه اسمولنسک از بین رفته بود. تا این زمان خسارات نبردهای پیشین میانگین توان لشکرهای تفنگ‌دار ارتش سرخ را به حدود تنها ۳ هزار نفر و تعداد یگان‌های متحرک آن در محور مسکو را به تنها یک لشکر و ۱۳ تیپ تانک مجموعاً با ۷۷۰ تانک و دو لشکر موتوریزه کاهش داده بود. با مشارکت فعالانه در عملیات‌های تهاجمی گذشته، هیچ‌یک از سه جبهه شوروی آمادگی خوبی جهت ارائه دفاع مناسب نداشتند. تنها مجموعاً ۱۹۳ هزار نفر جهت جایگزینی تلفات پیشین به این سه جبهه اختصاص یافته بود که بسیار کم‌تر از کاستی‌ها بود. این جبهه‌ها افسران آموزش‌دیده، هواگردهای نوین و تسلیحات مؤثر ضدهوایی و ضد تانک کافی در اختیار نداشتند. یگان‌های تعلق گرفته به هر سه جبهه شوروی ترکیبی از لشکرهای از پیش آسیب‌دیده قدیمی و آرایش‌های جدید داوطلبان مردمی با تسلیحات و آموزش ضعیف بودند. کمبود مداوم ادوات موتوری مدافعان را بسیار کم‌تحرک‌تر از مهاجمان ساخته بود.

### اهمیت و جایگاه مسکو
مسکو به عنوان پایتخت سیاسی و اقتصادی از اهمیت بسیار بالایی برای شوروی برخوردار بود. مسکو نقطه اتصال مرکزی شبکه ریلی، جاده‌ای و هوایی تمام قسمت اروپایی شوروی به حساب می‌آمد. حفظ مسکو نه تنها اهمیت سیاسی زیادی برای شوروی داشت بلکه تأثیر بسزایی در زمینه عملیاتی و راهبردی می‌گذاشت. از دست رفتن این شهر ارتباطات و هماهنگی بین نیروهای شوروی را با پیچیدگی و اختلال عمده‌ای مواجه می‌کرد. بدین ترتیب شوروی می‌بایست به هر قیمتی مسکو را زیر سلطه خود نگاه می‌داشت. از این رو به نظر می‌رسد همانند اتفاقی که برای جبهه غربی شوروی در نبرد بیاویستوک–مینسک افتاد، با امید به این که تمرکز اصلی ورماخت بر نواحی دونتس و قفقاز، مراکز حساس صنعتی و منابع شوروی در جنوب، قرار نخواهد گرفت و با پیش‌بینی پیگیری تهاجم ورماخت با حرکت به سمت پایتخت شوروی در مرکز، قصد اصلی رهبر شوروی در عدم صدور به موقع فرمان عقب‌نشینی، قربانی کردن جبهه جنوب غربی شوروی در نبرد کی‌یف، جهت خریدن زمان برای تقویت دفاع مسکو و استقرار نیروهای ذخیره راهبردی در اطراف آن بوده‌است.

## آماده‌سازی و طرح‌ریزی آلمان

### طرح عملیاتی آلمان
طرح عملیاتی ۱۸ اوت سال ۱۹۴۱ ستاد کل نیروی زمینی آلمان جهت تهاجم به مسکو، تشکیل دو جناح شمالی و جنوبی را به منظور حمله به ترتیب از شرق بلیی و ناحیه توروپتس پیش‌بینی کرده بود. در این طرح نیروهای مرکز خط مقدم که شامل تنها ۱۰ لشکر پیاده‌نظام می‌شدند، اساساً در حالت تدافعی باقی می‌ماندند. بر این مبنا، نتیجه عملیات توسط جناحین قدرتمند تهاجم حاصل می‌شد. این که پس از رخنه در خط دفاعی دشمن، یگان‌های متحرک به پیشروی به سمت شرق ادامه بدهند و مسکو را از شمال و جنوب به محاصره درآوردند یا زودتر به سمت داخل چرخش نمایند تا تمرکز نیروهای قدرتمندی از دشمن را منهدم کنند، بستگی به چگونگی پیشرفت حمله داشت. این طرح نیرویی شامل ۴۲ لشکر پیاده‌نظام، ۱ لشکر سواره‌نظام و ۱۲ و نیم لشکر متحرک بدین منظور پیش‌بینی کرده بود.

#### فرمان پیشوا
پس از آن که فرماندهی عالی نیروی زمینی آلمان جهت تسهیل عملیات در حوالی کی‌یف، با صدور فرمانی روز ۳۰ اوت تمامی یگان‌های گروه ارتش مرکز را که از رود دسنا عبور کرده بودند، تحت فرمان گروه ارتش جنوب قرار داد، هیتلر همان روز به والتر فون براوخیچ، فرمانده کل نیروی زمینی، اطلاع داد که توان گروه ارتش مرکز نبایست برای عملیات در اوکراین به کار گرفته شود بلکه می‌بایست به منظور عمل در جهت مسکو آماده گردد. در این زمان هیتلر معتقد بود آلمان در صورتی می‌تواند شوروی را شکست دهد که مسکو را در سال ۱۹۴۱ تسخیر نماید. روز ۵ سپتامبر هیتلر با احضار هالدر برنامه خود جهت تهاجم به مسکو را با او در میان گذاشت. پیشوا اظهار داشت این تهاجم می‌بایست در عرض ۸ تا ۱۰ روز آینده آغاز شود و گروه ارتش شمال با ارسال یک لشکر زرهی و دو لشکر موتوریزه به گروه ارتش مرکز، از آن پشتیبانی کند. هیتلر همچنین خواهان چرخش گروه زرهی ۲ به سمت شرق پس از پایان نبردهای اوکراین شد.
روز ۶ سپتامبر هیتلر در همراهی با دیدگاه فرماندهی عالی نیروی زمینی در پیگیری درگیری‌های اوکراین با حرکت به سمت مسکو، با صدور فرمان شماره ۳۵ پیشوا تهاجم بزرگ دیگری به سمت شرق توسط گروه ارتش مرکز را برای اواخر ماه سپتامبر کلید زد. این فرمان از نیروهای آلمانی می‌خواست در مدت زمان محدود پیش از رسیدن زمستان، مدافعان مسکو را منهدم کنند و به سمت این شهر پیش بروند. بر مبنای این فرمان گروه ارتش مرکز می‌بایست با اجرای تهاجم در جهت کلی ویازما، «گروه ارتش تیموشنکو» را پیش از عقب‌نشینی منظم آن به سمت مسکو، با تمرکز نیروهای قدرتمند زرهی در جناحین از دو طرف به محاصره درمی‌آورد و منهدم می‌کرد. طبق فرمان پیشوا پس از انهدام بدنه اصلی نیروهای «گروه تیموشنکو»، گروه ارتش مرکز شروع به تعقیب نیروهای دشمن در محور مسکو می‌کرد. هیتلر همچنین در این فرمان از گروه ارتش شمال خواست نیروهای دشمن در ناحیه لنینگراد را به گونه‌ای به محاصره درآورد که حداکثر تا ۱۵ سپتامبر میزان قابل توجهی از نیروهای موتوریزه و ناوگان یکم هوایی جهت عملیات در بخش مرکزی جبهه در دسترس باشند.
هیتلر و هالدر تصور می‌کردند همچنان امکان اجتناب از جنگ زمستانه وجود دارد و این تهاجم بزرگ در نهایت شوروی را به زیر خواهد کشید. این برای نخستین بار در تهاجم به شوروی بود که آلمانی‌ها نیروهای اصلی خود شامل بیشتر یگان‌های زرهی و هوایی جبهه شرقی را تنها در یک جهت یعنی محور مسکو متمرکز می‌نمودند. ادبیات فرمان پیشوا نشان‌گر این بود که برای نخستین بار احساس می‌شد فرصت پایان دادن به جنگ پیش از فرا رسیدن زمستان در حال اتمام است. همچنین بر اساس این فرمان خود مسکو هدف قلمداد نمی‌شد بلکه نیروهای مدافع آن که از سمت آلمانی‌ها آخرین نیروی قابل توجه ارتش سرخ به حساب می‌آمدند، مد نظر بودند.

#### طرح فرماندهی عالی نیروی زمینی آلمان
فرماندهی عالی نیروی زمینی آلمان ۱۰ سپتامبر بر مبنای فرمان پیشوا، فرمانی به منظور «ادامه عملیات‌ها» از جانب خود صادر کرد. این فرمان اهمیت «انهدام گروه ارتش تیموشنکو» را تقلیل داد و ادامه حرکت به سمت مسکو را منوط به «تکمیل محاصره» و «اطمینان از انهدام نیروهای دشمن» دانست. این فرمان با گسترش مقیاس فرمان پیشوا، استفاده از یگان‌های متحرک و لشکرهای پیاده‌نظام را برای حمله مستقیم به مسکو پیش‌بینی می‌کرد. بر این اساس گروه زرهی ۲ و ارتش دوم ورماخت نیز به سمت شمال شرقی یورش می‌بردند و اریول را تصرف می‌کردند. بدین ترتیب بیشتر نیروهای ارتش دوم ورماخت از فرایند انهدام محاصره ناحیه کی‌یف جدا می‌شدند تا همراه گروه زرهی ۲، محور سوم تهاجم به مسکو را مستقل از نیروهای حوزه ویازما، ایجاد و از جناح راست مابقی نیروها محافظت کنند. با ابراز نگرانی فیلدمارشال فدر فون بک، فرمانده گروه ارتش مرکز، از امکان درگیر ماندن نیروهای زرهی در عملیات‌های مناطق تحت محاصره، هالدر به وضوح ابراز داشت توصیف اهداف در این فرمان‌ها نباید خیلی جدی گرفته شود و در پیشروی به سمت مسکو اختلال ایجاد کند.
پیوست شماره ۱ به فرمان فرماندهی عالی نیروی زمینی، علاوه بر قرارگاه فرماندهی یک سپاه به همراه دو لشکر پیاده‌نظام، قرارگاه فرماندهی یک سپاه موتوریزه را همراه دو لشکر زرهی و دو لشکر پیاده‌نظام موتوریزه از گروه ارتش جنوب به گروه زرهی ۲ منتقل کرد. گروه ارتش شمال هم موظف به انتقال قرارگاه فرماندهی گروه زرهی ۴ به همراه قرارگاه فرماندهی سه سپاه، پنج لشکر زرهی و دو لشکر پیاده‌نظام موتوریزه به گروه ارتش مرکز شد. دو لشکر زرهی که از آلمان در راه منطقه عملیاتی بودند، نیز بعداً به نقطه اصلی تهاجم ملحق می‌گشتند.

#### طرح عملیاتی تایفون
در طرح بازبینی شده ستاد گروه ارتش مرکز با اسم رمز «عملیات تایفون» که ۱۶ سپتامبر صادر شد، درحالی‌که فرمان پیشوا دو محور تهاجم با گروه‌های زرهی ۳ و ۴ را پیش‌بینی نموده بود، سه گروه زرهی در سه محور تهاجم را صورت می‌دادند. بر این اساس علاوه بر عملیات گروه زرهی ۳ در جناح شمالی و گروه زرهی ۴ در بخش مرکزی، گروه زرهی ۲ نیز با افزوده شدن به طرح عملیاتی، در جناح جنوبی، از شوستکا در جنوب غربی از راه اریول به سمت مسکو پیش می‌رفت. تهاجم این یگان امکان ایجاد محاصره عمده دیگری علیه نیروهای ارتش سرخ در ناحیه بریانسک را فراهم می‌آورد. در صورت موفقیت، این عملیات هر سه جبهه در حال دفاع ارتش سرخ از مسکو را از بین می‌برد و این شهر را کاملاً بدون دفاع می‌ساخت.
بر اساس طرح گروه ارتش مرکز، گروه‌های زرهی ۳ و ۴، به ترتیب تحت هدایت عملیاتی ارتش‌های نهم و چهارم، در ابتدا می‌بایست نیروهای شوروی را در منطقه ویازما به محاصره درمی‌آوردند تا یک شکاف در جبهه غربی ارتش سرخ ایجاد و بزرگراه اصلی مسکو پاکسازی شود. بر این مبنا، در جناح شمالی، ارتش نهم و گروه زرهی ۳ می‌بایست در مواضع دشمن در بین بزرگراه و ناحیه بلیی رخنه کرده و به سمت خط‌آهن ویازما–رژف پیش می‌رفتند. حمله اصلی این جناح متوجه خولم بود. یگان‌های متحرک در جانب شرقی رود دنیپر به سمت بزرگراه غرب ویازما چرخش می‌کردند. جناحین داخلی این دو ارتش می‌بایست حملات سازمان‌یافته‌ای ترتیب می‌دادند و دشمن را با یورش‌هایی با اهداف محدود، جهت جلوگیری از عقب‌نشینی آن‌ها درگیر نگاه می‌داشتند. در جناح جنوبی، ارتش دوم ورماخت علاوه بر مشارکت در محاصره بریانسک، می‌بایست از جناح جنوبی ارتش چهارم ورماخت حفاظت و به سمت سوخینیچی و مشچوفسک پیشروی می‌کرد. این ارتش در صورت فراهم بودن شرایط، موظف بود ناحیه شهری و صنعتی بریانسک را با یک حمله غافلگیر کننده تصرف کند. گروه زرهی ۲ در همکاری با ارتش دوم، می‌بایست از طریق ناحیه بریانسک در جانب شمال شرقی به سمت تولا یورش می‌برد. همچنین جناح چپ این نیرو می‌بایست با چرخش به جانب شمال، در همکاری با ارتش دوم ورماخت، نیروهای دشمن را در خم رود دسنا منهدم می‌کرد. در نهایت، ارتش‌های دوم، چهارم و نهم ورماخت مسئول پاکسازی مناطق تحت محاصره بودند.
آخرین کنفرانس با اهمیت در این ارتباط روز ۲۴ سپتامبر در قرارگاه گروه ارتش مرکز در اسمولنسک برگزار شد. مهم‌ترین خروجی این کنفرانس تصمیم بر آغاز تهاجم گروه زرهی ۲ تحت امر گودریان دو روز پیش از مابقی نیروهای گروه ارتش مرکز بود تا این یگان بتواند هر چه سریع‌تر به راه‌های مناسب بین بریانسک و اریول برسد. روز ۲۶ سپتامبر گروه ارتش مرکز با جمع‌بندی طرح خود در یک فرمان عملیاتی، اهداف اختصاصی هر یک از ارتش‌ها را با آن‌ها ابلاغ نمود.

### نیروهای آلمان
بخش عظیمی از لشکرهای متحرک ورماخت در جبهه شرقی نقش سرنیزه زرهی این عملیات را بر عهده داشتند. بدین منظور گروه ارتش مرکز ضمن در اختیار داشتن دو گروه زرهی دیگر، با دریافت بیشتر لشکرهای گروه زرهی ۴ از گروه ارتش شمال و چندین لشکر زرهی و موتوریزه از گروه زرهی ۱ از گروه ارتش جنوب، هر چه بیشتر تقویت شد. بدین شکل در کنار ۵۶ لشکر پیاده‌نظام، شمار لشکرهای زرهی این گروه ارتش به ۱۴ لشکر با ۱۲۰۰ تانک و تعداد لشکرهای موتوریزه آن به ۸ لشکر افزایش یافت تا به بزرگ‌ترین تمرکز قوای متحرک آلمان در طول جنگ جهانی دوم بدل شود. بدون در نظر گرفتن نیروهای لوفت‌وافه، شمار نیروهای اختصاص یافته ورماخت به این عملیات ۱٬۹۲۶٬۰۰۰ نفر در قالب ۳ گروه زرهی و ۳ ارتش میدانی بود که حدود ۶۰ درصد از کل نیروهای آلمانی در جبهه شرقی را در برمی‌گرفت.
ناوگان دوم هوایی لوفت‌وافه موظف به تأمین پشتیبانی هوایی برای تهاجم زمینی بود. این ناوگان، با بازگشت سپاه ۸ هوایی از لنینگراد و دریافت دو گروه هوایی از جناح ۳ جنگنده از ناوگان چهارم هوایی و یک گروه هوایی جدید از جناح ۵۲ جنگنده از غرب اروپا، به توان کامل اسمی خود بازگردانده شد. لوفت‌وافه ۱۳۹۰ هواگرد بدین منظور اختصاص داد که تقریباً معادل نیمی از توان آن در جبهه شرقی بود.

##### شرایط نیروهای ورماخت
این نیروهای ورماخت تا این نقطه از جنگ آسیب شدیدی دیده بودند و از مشکلات جدی تدارکاتی از جمله کمبود سوخت و مهمات رنج می‌بردند. ذخایر فراهم شده برای این عملیات توسط آلمانی‌ها نیز بسیار محدود بود. بیشتر یگان‌ها، از جمله تقریباً همه لشکرهای متحرک، مستقیماً از سایر نواحی عملیاتی به این منطقه فرستاده شده و فرصت چندانی برای بازسازی نداشتند. به سبب رزم مداوم و عدم بازسازی، روز ۴ سپتامبر ۳۰ درصد از تانک‌های گروه ارتش مرکز ورماخت کاملاً غیر عملیاتی و ۲۳ درصد از آن‌ها در حال تعمیر بودند. در نیمی از لشکرهای زرهی ورماخت که به این عملیات اختصاص یافته بودند، به‌طور میانگین تنها ۳۴ درصد تانک‌ها آماده به‌کارگیری بودند. میزان ۱۲۵ تانکی که به عنوان جایگزین تأمین شد نیز تغییر زیادی در این شرایط ایجاد نکرد. کمبود حدود ۲۲ درصدی در ادوات موتوری دیگر نیز در هنگام آغاز تهاجم وجود داشت. همان مقدار موجود نیز عموماً خودروهای قدیمی بودند که به صورت سطحی تعمیر شده بودند و احتمال می‌رفت بسیاری از آن‌ها در جریان عملیات مجدداً خراب شوند. تا این زمان، تعدادی از یگان‌های لوفت‌وافه از جمله برخی از بهترین‌های آن، به جهت تلفات سنگین از خط مقدم عقب کشیده شده بودند. توان رزمی ناوگان ۲ هوایی از ۱۲۰۰ هواگرد در ماه ژوئن سال ۱۹۴۱ به ۵۴۹ هواگرد عملیاتی از جمله تنها ۱۵۸ بمب‌افکن تقلیل یافته بود. چنین آماری برای ادوات زرمی ورماخت جهت چنین عملیات پراهمیتی که به رزم متحرک وابسته بود، به شکل شگفت‌انگیزی اندک به نظر می‌رسید.

## آماده‌سازی شوروی
استاوکا، فرماندهی عالی شوروی، انتظار داشت تهاجم نهایی آلمان به مسکو اواخر ماه اوت صورت بگیرد. استاوکا روز ۱۰ سپتامبر دستور به توقف حملات نیروهای خود علیه گروه ارتش مرکز ورماخت در حوالی اسمولنسک و اتخاذ حالت تدافعی داد. با چرخش نیروهای آلمانی به سمت جنوب در ماه اوت و به وقوع پیوستن نبرد کی‌یف، استاوکا تصور می‌کرد با توجه به نزدیک شدن فصل بارندگی (راسپوتیتسا)، آلمان تهاجم عمده دیگری را آغاز نخواهد کرد. با این وجود، پس از دریافت گزارش‌های اطلاعاتی از تهاجم قریب‌الوقوع آلمان در ده روز پایانی ماه سپتامبر، استاوکا ۲۷ سپتامبر به جبهه‌های غربی و بریانسک نسبت به عدم آمادگی لازم در برابر «یک عملیات تهاجمی جدی» هشدار داد و موارد لازم جهت ایجاد دفاع مناسب را مشخص نمود. به هر حال، جبهه غربی شوروی از پیش اقدام به تمهیدات پیشگیرانه از جمله تشدید عملیات‌های شناسایی و تقویت مواضع ضدتانک خود کرده بود. جبهه بریانسک نیز از ۲۸ سپتامبر شروع به صدور فرمان‌ها مشابهی به نیروهای خود نمود. با این حال، صدور این فرمان‌ها از سمت استاوکا در مقابل اقدامات آلمانی‌ها بسیار دیر صورت گرفت و هیچگاه جبهه ذخیره را شامل نشد.

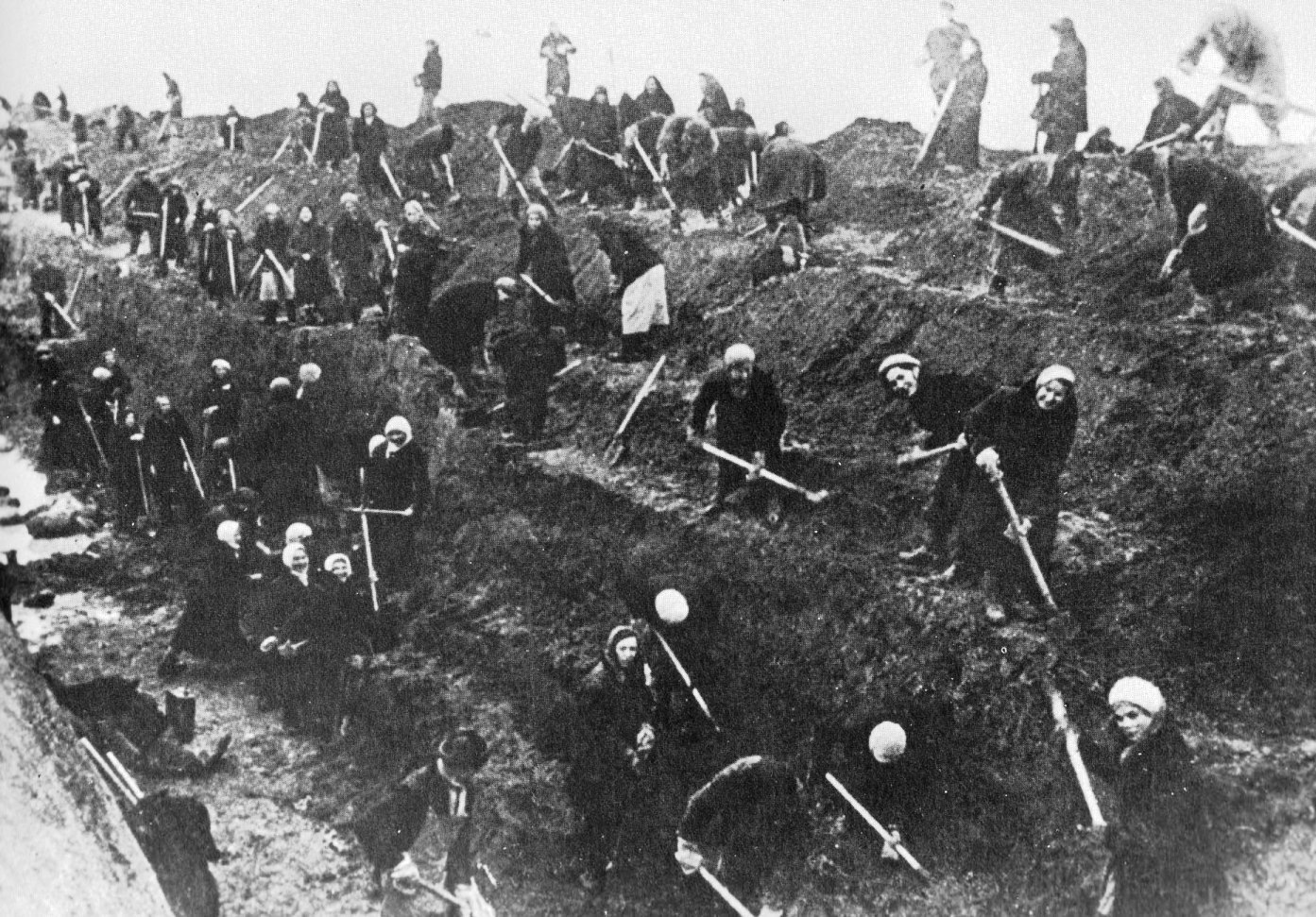
غیرنظامیان در حال ایجاد مواضع دفاعی در مسکو

شوروی از اوایل ماه ژوئیه به کمک مهندسان نظامی و توده غیرنظامیان در حال ایجاد و تقویت استحکامات دفاعی در مسیر مسکو بود. روز ۱۶ ژوئیه به دستور استالین جبهه مسکو به فرماندهی سپهبد پاول آرتمیف ایجاد شد. شورای شهر مسکو از روز ۱۷ ژوئیه رسما جیره‌بندی اقلام متعددی از مواد غذایی را آغاز کرد. در این جیره‌بندی کارگران سهم بیشتری داشتند. شوروی با استفاده از فرصت زمانی به دست آمده در اثر نبردهای محاصره‌ای بزرگ چهار ماه نخست جنگ، منطقه مسکو را به یک ناحیه استحکامات قدرتمند تبدیل و ذخایر نیروی انسانی راهبردی خود را بسیج و در این مواضع دفاعی مستقر کرد. خط دفاعی در طول رودهای دسنا و سودوست در غرب ویازما، ماه اوت به مواضع پیشین مدفعان مسکو بدل گشت. در شرق این خط، خط دفاعی رژف–ویازما شامل دو کمربند مجزا می‌شد که در فاصله ۲۵ تا ۳۵ کیلومتری یکدیگر بودند. مهم‌ترین بخش شبکه دفاعی غرب مسکو خط دفاعی موژائیسک بود که ایجاد آن از ۱۶ ژوئیه آغاز شده بود. کمربند اصلی این خط در طول چهار منطقه استحکامات در وولوکولامسک، موژائیسک، مارویاروسلاوتس و کالوگا قرار گرفت و توسط یک کمربند دیگر در چندین کیلومتری غرب آن محافظت می‌شد. خط دفاعی موژائیسک شامل ۴۷۰ کیلومتر خندق، دندان اژدها و سایر موانع ضد تانک و ۶۱۰ کیلومتر موانع سیم‌دار بود. ده‌ها هزار نفر از غیرنظامیان، عموماً زنان و کودکان، جهت حفر این خطوط و سنگرهای دفاعی به کار برده شدند. با این حال، کار بر روی این استحکامات تا ۳۰ سپتامبر نیمه تمام و در مهم‌ترین قسمت در خط موژائیسک به تنها ۴۰ تا ۵۰ درصد رسید. در همین حال، رهبران شوروی می‌پنداشتند بیشتر نیروهای زرهی ورماخت همچنان حوالی کی‌یف و لنینگراد هستند؛ سرویس اطلاعاتی ارتش سرخ قادر به شناسایی حرکت بیشتر نیروهای گروه زرهی ۴ ورماخت از شمال به مرکز و بازگشت گروه زرهی ۲ از جنوب به مرکز خط مقدم نشد. از این رو آرایش دفاعی شوروی با پیش‌بینی قرار گرفتن محور اصلی تهاجم آلمان از طریق ویازما در طول بزرگراه مینسک، بر محل‌های اشتباه متمرکز شد.
دست کم ۴۰ درصد از تمامی نیروهای ارتش سرخ از دریای بالتیک در شمال تا دریای سیاه در جنوب، در حال دفاع از مسکو بودند. این نیروها شامل جبهه‌های غربی، بریانسک و ذخیره ارتش سرخ مجموعاً با ۱۵ ارتش و یک گروه عملیاتی در خط مقدمی به طول ۸۰۰ کیلومتر می‌شد. این جبهه‌ها شامل ۹۵ لشکر، ۱۳ تیپ و دو منطقه استحکامات مجموعاً با توان ۱٫۲۵ میلیون نفر بودند. از این مقدار ۶۶ لشکر تفنگ‌دار در لایه نخست، ۱۷ لشکر تفنگ‌دار و ۷ تیپ تانک در لایه دوم و ۱۲ لشکر تفنگ‌دار و ۶ تیپ تانک در جایگاه ذخیره قرار گرفته بودند. به هر صورت با وجود این که ورماخت نیروی ذخیره‌ای برای گروه ارتش مرکز قرار نداده بود، ارتش سرخ مقداری نیروی ذخیره برای خود در دفاع از مسکو فراهم کرد. استاوکا سه جبهه را به صورت لایه‌به‌لایه در عمق مستقر ساخته بود تا از پیشروی آلمانی‌ها به سمت مسکو جلوگیری شود. شدیدترین دفاع‌ها در جاده اسمولنسک–مسکو و جاده روسلافل–مسکو قرار گرفت.
ادوات هوایی شوروی تنها بخش قابل قیاس از منظر عددی با توان آلمانی‌ها بود. شوروی تا این زمان شش گروه هوایی ذخیره شامل چهار تا شش هنگ هوایی تحت فرمان مستقیم استاوکا، تشکیل داده بود. ایوان کونیف، فرمانده جبهه غربی شوروی که تنها ۳۷۳ هواگرد پس از نبردهای اطراف یلنیا برایش باقیمانده بود، پنج روز پیش از آغاز تهاجم آلمانی‌ها، از استاوکا درخواست نیروی کمکی در این زمینه کرد. یگان‌های هوایی جبهه غربی بلافاصله با پنج لشکر و چندین هنگ هوایی از منطقه نظامی مسکو و گروه‌های هوایی ذخیره تقویت شدند. بدین ترتیب توان هوایی جبهه غربی شوروی تا ۱ اکتبر به ۸۶۳ هواگرد شامل ۵۷۸ بمب‌افکن و ۲۸۵ جنگنده، رسانده شد. از این مقدار ۳۰۱ بمب‌افکن و ۲۰۱ جنگنده در حالت عملیاتی بودند.

## ترکیب یگان‌ها

### ترکیب یگان‌های ورماخت
از شمال به جنوب:
- گروه ارتش مرکز: فیلدمارشال فدر فون بک
  - ارتش نهم: ارتشبد آدولف اشتراوس
    - گروه زرهی ۳: ارتشبد هرمان هوت

  - ارتش چهارم: فیلدمارشال گونتر فون کلوگه
    - گروه زرهی ۴: ارتشبد اریش هوپنر

  - ارتش دوم: ارتشبد ماکسیمیلیان فون وایخس
  - گروه زرهی ۲: ارتشبد هاینتس گودریان[۵۲]

### ترکیب یگان‌های ارتش سرخ
از شمال به جنوب:
- جبهه غربی: ایوان کونیف
  - ارتش بیست و دوم
  - ارتش بیست و نهم
  - ارتش سی‌ام
  - ارتش نوزدهم
  - ارتش شانزدهم
  - ارتش بیستم
- جبهه ذخیره: سیمیون بودیونی
  - خط مقدم:
    - ارتش بیست و چهارم
    - ارتش چهل و سوم

  - پشت خط مقدم:
    - ارتش سی و یکم
    - ارتش چهل و نهم
    - ارتش سی و دوم
    - ارتش سی و سوم
- جبهه بریانسک: آندری یریومنکو
  - ارتش پنجاهم
  - ارتش سوم
  - ارتش سیزدهم
  - گروه عملیاتی یرماکوف[۵۳]

## محدوده و شرایط جغرافیایی
نبرد مسکو در پهنه جغرافیایی وسیعی به وقوع پیوست که حدود آن به شرح زیر است:
- شمال: رود ولگا از ناحیه رژف تا کالیازین
- غرب: خط‌آهن رژف–ویازما–بریانسک
- جنوب: بریانسک تا ناحیه ریاژسک
- شرق: خط ریاژسک–ریازان–کالیازین

فاصله ویازما تا ریازان از غرب به شرق ۳۵۰ کیلومتر و فاصله رژف تا بریانسک از شمال به جنوب ۴۰۰ کیلومتر است.
سطح این محدوده پهنه‌ای از یک دشت گسترده پست با رشته‌هایی از تپه‌های کوچک ۲۰۰ تا ۲۵۰ متری است. این ناهمواری‌ها از تحرکات عمده نیرو جلوگیری به عمل نمی‌آورد. تنها در ناحیه تولا و کالوگا دره‌های بزرگی با دیواره‌هایی با شیب تند وجود دارد که رودهایی در آن‌ها در جریان هستند و می‌توانند تحرکات نیروها را با دشواری مواجه سازند. حدود یک چهارم از این مساحت پوشیده از جنگل است که غالباً در قسمت شمال شرقی و مرکزی آن قرار دارد. در قسمت جنوبی جنگل کمتری یافت می‌شود و فضا بازتر است. دریاچه‌ها و سدها نیز عموماً در قسمت شمالی قرار دارند. رودخانه‌های ولگا، اوکا و مسکوا در شمال و جنوب مسکو و چندین رودخانه کوچک‌تر در غرب مسکو، هر یک نقش مهمی در خطوط دفاعی بازی می‌کردند و مانع جدی عملیاتی به حساب می‌آمدند. با توجه به این شرایط جغرافیایی، منطقه محل نبرد اجازه عملیات‌های متحرک در مقیاس وسیع برای هر دو طرف را فراهم آورده بود.

## آغاز عملیات تایفون
عملیات تایفون، تهاجم پاییزه ورماخت جهت سلطه بر مسکو، در خط مقدمی به طول ۷۶۰ کیلومتر از ساعت ۵:۳۰ بامداد روز ۲ اکتبر سال ۱۹۴۱ با گلوله‌باران شدید و تهاجم هوایی گسترده علیه مواضع دشمن آغاز شد. تفاوت در تحرک‌پذیری نیروهای آلمان و شوروی بلافاصله پس از آغاز عملیات نمایان گشت. حمله نیروهای گروه ارتش مرکز از دو طرف دفاع اصلی شوروی و یورش گروه زرهی ۲ از جنوب بریانسک، ارتش سرخ را کاملاً غافلگیر کرد. در برخی نقاط بدون مقاومت سازمان‌یافته چندانی، اراضی به سلطه مهاجمان درآمد و ضد حملات محلی تنها از بعد از ظهر روز نخست گزارش شدند. پیاده‌نظام ارتش‌های نهم و چهارم ورماخت در جریان رزم نزدیک سنگر به سنگر، در چندین نقطه خط دفاعی شوروی را شکستند. نیروهای گروه‌های زرهی ۳ و ۴ ورماخت با بهره‌گیری از این شکاف‌ها از خط مقدم دشمن عبور کردند. به هر صورت، با وجود غافلگیری اولیه، پس از مدت کوتاهی مشخص شد شوروی از پیش بسیج نیروهای ذخیره خود را آغاز کرده و آماده است با هر چه در اختیار دارد نبرد نهایی را در غرب مسکو صورت دهد.

## پیشروی اولیه ورماخت (۳۰ سپتامبر تا ۱۰ اکتبر ۱۹۴۱)

### محاصره ویازما
در قسمت شمالی خط مقدم، گروه زرهی ۳ همان روز نخست، با تهاجم متمرکز اتصال بین ارتش‌های نوزدهم و سی‌ام جبهه غربی شوروی را شکافت و در قسمت مرکزی خط مقدم، گروه زرهی ۴ ضربه سختی به ارتش چهل‌وسوم در لایه نخست جبهه ذخیره شوروی وارد آورد و خود را به مواضع ارتش سی‌وسوم شوروی در پشت سر آن رساند. در پی این تحولات، کونیِف، فرمانده جبهه غربی شوروی، شروع به جمع‌آوری نیرو جهت دفع تهاجم زرهی آلمانی‌ها کرد. از این رو، ایوان بولدین، معاون خود را موظف ساخت با دو لشکر تفنگدار، یک لشکر موتوریزه و دو تیپ تانک، جناح راست گروه زرهی ۳ را مورد حمله قرار دهد. این ضد حمله با به پا کردن درگیری‌های سنگین در روزهای ۳ و ۴ اکتبر سرعت نیروهای آلمانی را کاهش داد اما نتوانست آن‌ها متوقف کند. استاوکا که نیروی ذخیره خود را جهت مقابله با گودریان به جنوب گسیل کرده بود، دیگر چیزی برای متوقف ساختن آلمانی‌ها در قسمت شمالی در اختیار نداشت.
روز ۳ اکتبر گونتر فون کلوگه، فرمانده ارتش چهارم ورماخت به گروه زرهی ۴ که ۸۰ کیلومتر در عمق دفاع شوروی نفوذ کرده بود، دستور داد سپاه ۴۶ موتوریزه را به عنوان انبر جنوبی، جهت ایجاد یک محاصره در غرب ویازما، به سمت شمال بچرخاند. بر این اساس بیشتر نیروهای گروه زرهی ۴ با چرخش به سمت شمال، راه یوخنوف در ۸۰ کیلومتری جنوب شرقی ویازما در عمق اراضی پشت سر جبهه غربی شوروی را پیش گرفتند. پیش از آن که استاوکا متوجه این چرخش شود، یوخنوف به تصرف آلمانی‌ها درآمد. در این شرایط، تصمیم استالین بر عدم صدور دستور عقب‌نشینی کاملاً به نفع آلمانی‌ها تمام شد. نیروهای جبهه‌های غربی و ذخیره شوروی همچنان در حال مبارزه در مواضع دفاعی پیشین خود در بین دو انبر محاصره کننده آلمانی بودند.

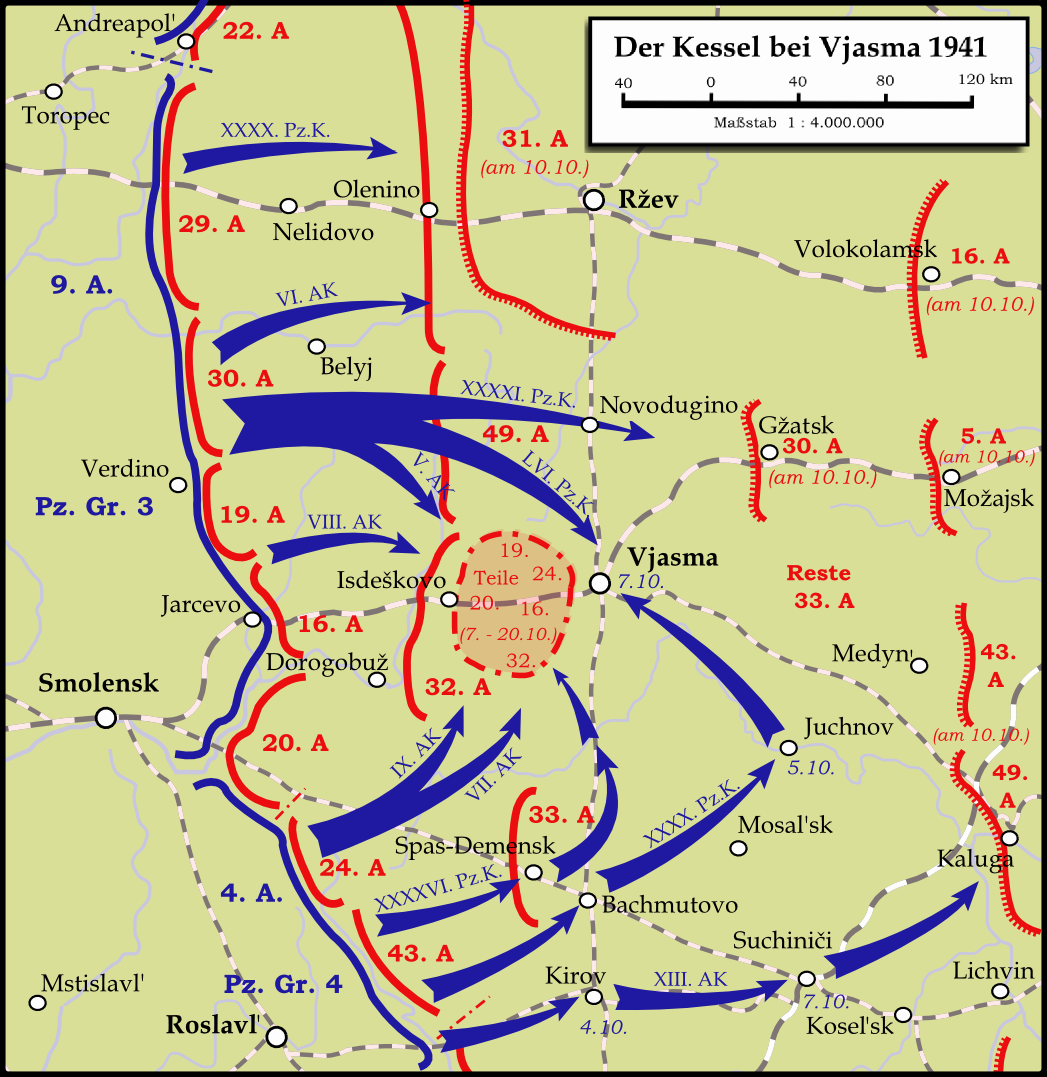
فرایند محاصره ناحیه ویازما، ۲ تا ۷ اکتبر ۱۹۴۱

در قسمت شمالی انبر، با بروز مشکلات تدارکاتی، پس از برخورد گروه زرهی ۳ به ارتش سی‌ودوم در لایه دوم جبهه ذخیره شوروی، ۴ اکتبر ذخایر سوخت آن به پایان رسید و سرنیزه زرهی آن نیازمند کمک‌رسانی توسط لوفت‌وافه شد. این سوخت‌رسانی تا روز بعد به طول انجامید، تا کونیف با استفاده از این فرصت کوتاه بی‌تحرکی دشمن، جهت گریز از افتادن در محاصره، درخواست مجوز عقب‌نشینی کند. او همچنین فرمان به تهاجم بولدین از جنوب و ارتش شانزدهم از شمال علیه جناحین مهاجمان آلمانی به سمت ویازما داد. همان شب ۵ اکتبر استاوکا در نهایت اجازه بیرون کشیدن نیروهای کونیف از محاصره در حال تکمیل در غرب ویازما را صادر کرد. فرمان مشابهی نیز به جبهه ذخیره شوروی ارسال گردید. روز ۶ اکتبر ارتش‌های شانزدهم و نوزدهم جبهه غربی شوروی موظف شدند راه را به سمت شرق باز کنند. همان روز بمب‌افکن‌های شوروی جهت جبران عملکرد نیروی زمینی، مواضع ارتش چهارم ورماخت را در ناحیه یوخنوف مورد حمله قرار دادند و با وجود مواجهه شدید با جنگنده‌های آلمانی، توانستند پل رود اوگرا در مجاورت این شهر را منهدم کنند.
در این زمان ارتشبد گئورگ-هانس راینهارت جانشین هوت در فرماندهی گروه زرهی ۳ شد. اقدامات کونیف بسیار دیر صورت گرفت تا ۷ اکتبر با اتصال لشکر هفتم زرهی گروه زرهی ۳ و لشکر دهم زرهی گروه زرهی ۴ در ویازما، محاصره نیروهای شوروی در غرب آن تکمیل شود و با به دام افتادن ارتش‌های شانزدهم، نوزدهم، بیستم و بیست و چهارم و بخش‌هایی از ارتش سی و دوم، ۴۵ لشکر ارتش سرخ در منطقه‌ای بزرگ به محاصره بیفتند. عملیات در ناحیه ویازما گونه خاصی از موفقیت برای ورماخت به حساب می‌آمد چرا که محاصره نیروهای دشمن در آن در فاصله تنها ۱۰۰ کیلومتری از یارتسفو و ۱۷۰ کیلومتری از روسلافل حاصل شد و به اندازه‌ای به نقطه آغاز تهاجم نزدیک بود که پیاده‌نظام توانست به سرعت خود را به موقعیت برساند و نیروهای زرهی را در تکمیل محاصره یاری کند. با یادآوری تجربیات نبردهای محاصره‌ای پیشین که در اثر وجود حفره‌هایی بخشی از نیروهای دشمن قادر به گریز می‌شدند، آلمانی‌ها هم‌اینک بخش شرقی محاصره را بهتر محافظت نموده و دیواری از لشکرهای زرهی در غرب ویازما ایجاد کردند.
میخائیل لوکین، فرمانده ارتش نوزدهم شوروی به عنوان فرمانده تمامی نیروهای در محاصره ارتش سرخ در ناحیه ویازما منصوب و مأمور به شکستن محاصره از قسمت ضعیف‌تر به سمت گژاتسک در ۶۰ کیلومتری شمال شرقی ویازما شد. تلاش نیروهای در محاصره جهت حرکت به سمت شرق موجب وارد آمدن تلفات سنگین به آن‌ها گردید. روز ۱۰ اکتبر ناوگان ۲ هوایی لوفت‌وافه با ۵۳۷ پرواز علیه این نیروهای جبهه غربی شوروی، ۴۵۰ خودرو و ۱۵۰ قطعه توپ آن‌ها را منهدم کرد. با کوچک‌تر شدن منطقه تحت محاصره و تنگ‌تر شدن حلقه، لوکین به نیروهایش فرمان به تلاش به خروج از محاصره به سمت شمال شرقی داد. با صورت گرفتن این اقدام از روز ۱۱ اکتبر که به مبارزات خونین چندین روزه انجامید، تنها عناصری از لشکر نودویکم تفنگ‌دار ارتش سرخ موفق شدند از حلقه محاصره خارج شوند. مدتی بعد نیروهای شوروی در این ناحیه در دو گروه جداگانه در شمال غربی و جنوب غربی ویازما در حال رزم بودند و اواخر روز ۱۲ اکتبر دست به آخرین تلاش خود برای خروج از محاصره زدند. به هر صورت همه این تلاش‌ها کار به جایی نبرد تا بنا به اعلام آلمانی‌ها در روز ۱۳ اکتبر، نیروهای در محاصره در غرب ویازما کاملاً منهدم شوند. پاکسازی این منطقه تا روز ۱۹ اکتبر منجر به اسارت ۶۷۳ هزار نفر از قوای شوروی گردید. لوکین و دو تن دیگر از فرماندهان ارتش‌های شوروی جزو اسرا بودند.

### محاصره بریانسک
دو روز پیش از آغاز عملیات تایفون، نیروهای ارتشبد هاینتس گودریان در گروه زرهی ۲ پیشروی خود را از روز ۳۰ سپتامبر، به سمت بریانسک و اریول آغاز کردند. این نیروها در نزدیکی گلوخوف در جناح جنوبی جبهه بریانسک شوروی نفوذ و یک شکاف ۲۰ کیلومتری بین گروه عملیاتی یرماکوف و ارتش سیزدهم آن ایجاد کردند. با توجه به آرامش نسبی خط مقدم در نقاط دیگر، آندری یریومنکو، فرمانده جبهه بریانسک تصور می‌کرد این حمله صرفاً یک عملیات «ایذایی» است و حمله اصلی بعداً در محور شهر بریانسک به وقوع خواهد پیوست. در این حال، ضد حمله یرماکوف از روز بعد جهت پوشش دادن شکاف شکست خورد. روز ۱ اکتبر سپاه ۴۷ موتوریزه گروه زرهی ۲ پس تصرف سفسک در ۱۲۰ کیلومتری جنوب شهر بریانسک، به سمت شمال چرخش نمود. این حرکت ارتباط گروه عملیاتی یرماکوف با مابقی نیروهای جبهه بریانسک را کاملاً قطع کرد. با وجود این که یریومنکو دیگر قانع شده بود تهاجم گودریان «ایذایی» نیست، پایداری آرامش در سایر نقاط خط مقدم موجب عدم نگرانی او گردید. او به استاوکا گزارش کرد شرایط حساس نیست و فرمان به ضد حمله مجدد یرماکوف این بار به سمت سفسک داد. یریومنکو تلاش کرد پیشروی گودریان را با فرستادن بخشی از نیروهای ذخیره خود به رود نروسا در ۴۰ کیلومتری شمال سفسک، سد کند. به هر صورت تمامی این تمهیدات بی‌ثمر بودند؛ چرا که سازمان‌دهی نیروهای شوروی بسیار آهسته بود و نیروهای زرهی ورماخت از پیش حرکت زیادی در عمق دفاع آن کرده بودند.
یریومنکو خواهان اجرای یک دفاع متحرک بود اما بوریس شاپوشنیکوف، رئیس ستاد کل ارتش سرخ، اصرار بر «دفاع سرسختانه از خطوط دفاعی» داشت. استاوکا که در پی قطع شدن ارتباطات با یریومنکو در اثر حملات لوفت‌وافه، تصویر روشنی از شرایط نداشت، تلاش کرد با انتقال نیروهای ذخیره به این قسمت، شکاف ایجاد شده را پوشش دهد. از این رو ارتش چهل‌ونهم جبهه ذخیره شوروی به محور جنوبی به عنوان خطرناک‌ترین ناحیه تهاجم آلمانی‌ها منتقل شد. اوایل روز ۲ اکتبر هواگردهای شوروی از تمرکز سنگین ستون‌های زرهی آلمانی در ۱۰ کیلومتری غرب شهر بریانسک خبر دادند. این نیروها به سمت اریول می‌رفتند و خطر قطع کامل اتصال جبهه بریانسک و جنوب غربی شوروی را پدیدآورده بودند. همان روز مقرر گردید سپاه تازه شگل‌گرفته ۱ محافظ شوروی با پشتیبانی یک گروه ویژه هوایی نفوذ دشمن به سمت اریول را از بین ببرد. ظهرگاه ۴۰ بمب‌افکن و ۶۰ جنگنده نیروی هوایی شوروی علیه این هدف عازم شدند. حمله هواگردهای شوروی موجب آشفتگی بین نیروهای آلمانی شد. شوروی مدعی انهدام ۳۰ کامیون و ۴۳ تانک ورماخت در این موضع گشت.

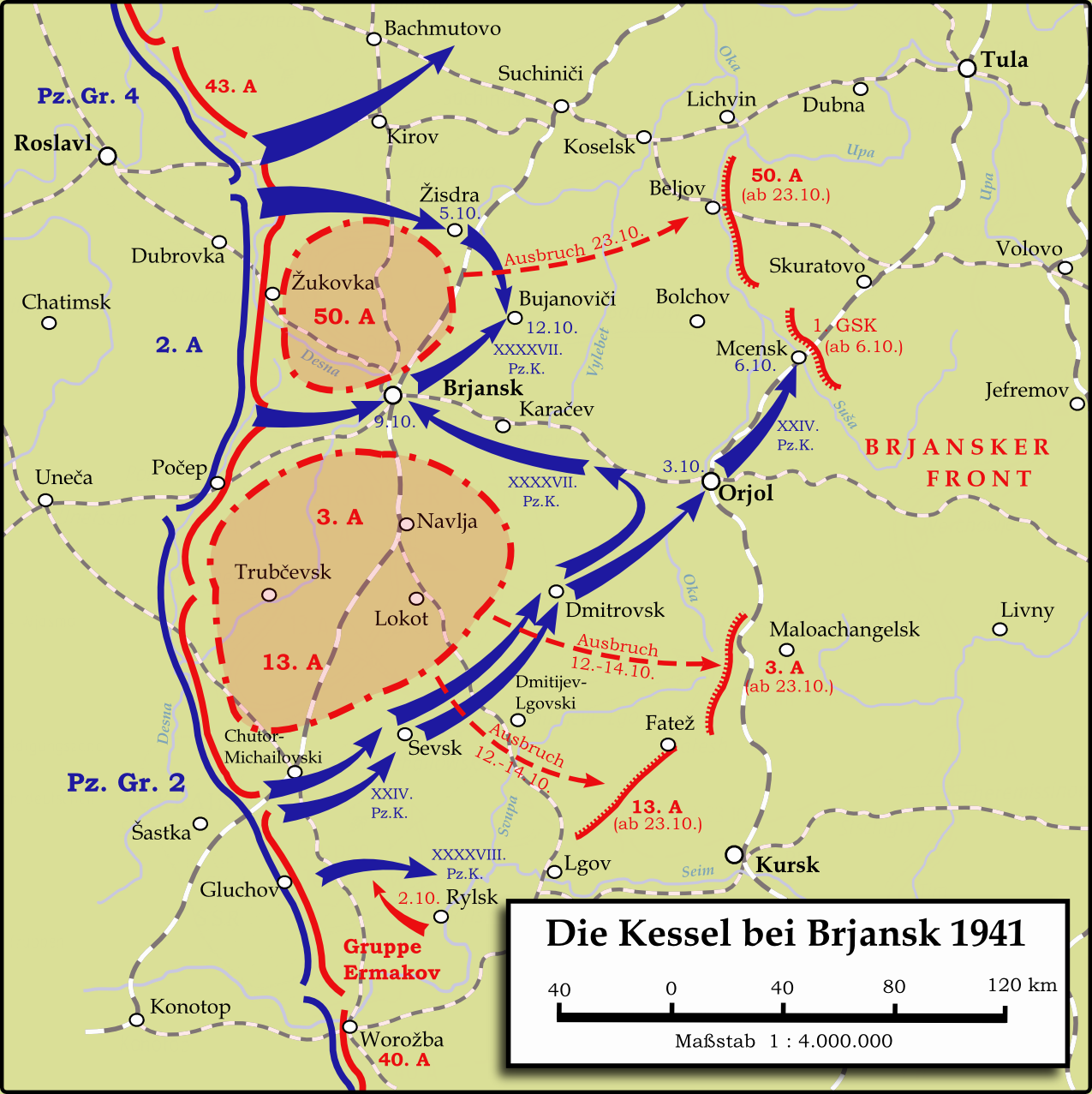
فرایند محاصره ناحیه بریانسک، ۳۰ سپتامبر تا ۱۲ اکتبر ۱۹۴۱

با این وجود، نیروهای گودریان در نهایت در عمق ۲۰۰ کیلومتری به اریول رسیدند. این حرکت به گونه‌ای شوروی را غافلگیر کرد که به اذعان گودریان هنگامی که تانک‌های او وارد این شهر می‌شدند «قطارهای برقی همچنان در حال فعالیت بودند.» با تصرف اریول یک پایگاه هوایی بزرگ در این شهر به دست لوفت‌وافه افتاد تا با استقرار یگان‌های قدرتمند جنگنده در آن برتری هوایی را در آسمان کسب کند. همزمان سپاه ۴۷ موتوریزه ورماخت با ادامه حرکت به سمت شمال در جانب کاراچف در ۴۵ کیلومتری شرق شهر بریانسک، با رخنه در پشت سر ارتش‌های سیزدهم و سوم شوروی، در حال تکمیل محاصره کل نیروهای جبهه بریانسک بود. یریومنکو جهت متوقف کردن این پیشروی، اقدام به ضدحمله به طرف سردینا-بودا کرد و به یرماکوف دستور داد به سمت شرق یورش ببرد. ضد حملات یریومنکو زیر حملات متمرکز صدها هواگرد لوفت‌وافه با شکست مواجه شد. یریومنکو که از همه جهات به شدت تحت فشار بود، اواخر روز ۳ اکتبر از شاپوشنیکوف درخواست مجوز عقب‌نشینی به مواضع دفاعی جدید کرد اما این درخواست مورد پذیرش قرار نگرفت. حملات ۸۰ هواگرد تهاجمی و بمب‌افکن لوفت‌وافه در ۴ اکتبر علیه خطوط آهن و تحرکات نیروهای شوروی در نواحی سومی–لگوف–کورسک ارتباط جبهه‌های بریانسک و جنوب غربی شوروی را کاملاً قطع کرد. روز ۶ اکتبر لشکر هفدهم زرهی ورماخت به شهر بریانسک رسید و قرارگاه جبهه بریانسک را در ۱۱ کیلومتری جنوب آن تصرف کرد. در طول دو روز آینده شهر بریانسک به سلطه ورماخت درآمد و لشکر هجدهم زرهی گروه زرهی ۲ خود را در نزدیکی ژیزدرا در شمال شرقی شهر بریانسک به نیروهای ارتش دوم ورماخت رساند تا ارتش‌های سوم و سیزدهم شوروی در جنوب و ارتش پنجاهم آن در شمال بریانسک به محاصره بیفتند.
اواخر روز ۸ اکتبر ارتش‌های جبهه بریانسک با مجوز استاوکا، شروع به عقب‌نشینی نمودند. ارتش‌های سوم و پنجاهم شوروی بدون برخورد با مقاومت جدی، تا سپیده دم روز بعد ۵۰ کیلومتر به سمت شرق حرکت کردند. با این حال، ارتش سیزدهم شوروی پس از چند تلاش ناموفق جهت گریز از محاصره به سمت جنوب شرقی، روز ۹ اکتبر رو به جنوب آورد و مقدار زیادی از نیروهای آن قادر به عبور از لایه نخست نیروهای سد کننده راه شدند. همان روز با اتصال لشکر صدوسیزدهم پیاده‌نظام ارتش دوم ورماخت به لشکر هجدهم زرهی گروه زرهی ۲ در شمال شرقی بریانسک، نیروهای در محاصره جبهه بریانسک به دو قسمت تقسیم شدند. ارتش پنجاهم شوروی روز ۱۰ اکتبر شروع به عقب‌نشینی به سمت شمال شرقی کرد. پس از مدتی رزم مداوم، حدود ۱۰ درصد از نیروهای این ارتش در نهایت خود را به خطوط ارتش سرخ در بلیوف رساندند. ارتش سوم شوروی از جنوب شهر بریانسک خود را به شمال دمیترووسک-اورلووسوی رساند. این ارتش بین روزهای ۱۷ تا ۲۰ اکتبر مجدداً در این ناحیه در محاصره قرار داشت. در نهایت حدود ۱۳ هزار نفر از نیروهای ارتش سوم شوروی در پونیری به خطوط ارتش سرخ رسیدند. حدود ۱۰ هزار نفر از بقایای ارتش سیزدهم شوروی نیز به کمک حملات گروه عملیاتی یرماکوف، از محاصره خارج و در مواضع دفاعی در ۴۵ کیلومتری شمال غربی کورسک مستقر شدند. پاکسازی منطقه این تحت محاصره توسط آلمانی‌ها در نهایت به اسارت ۵۰ هزار نفر دیگر از نیروهای ارتش سرخ انجامید.

### نتایج دو محاصره

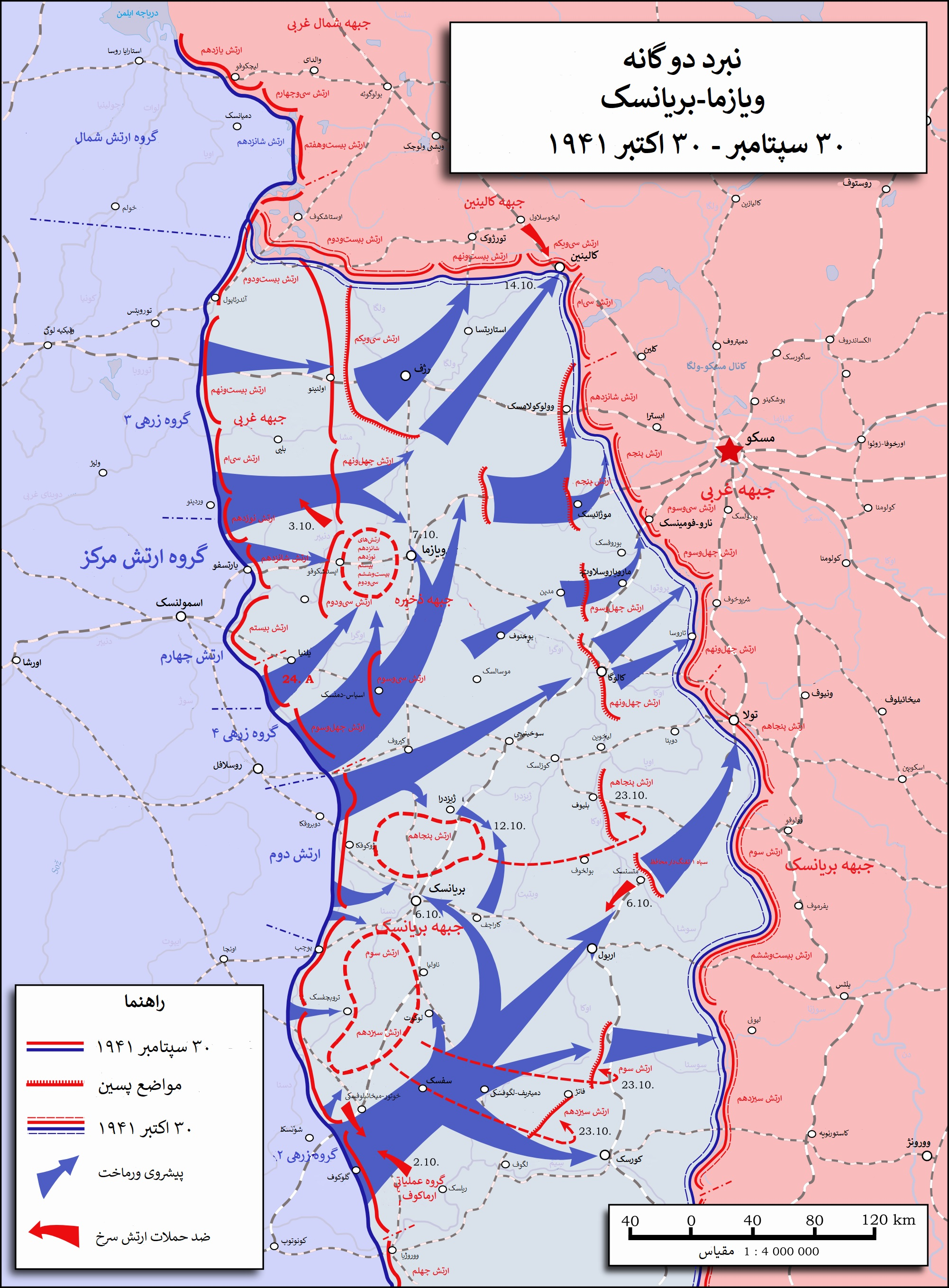
نقشه دو محاصره عمده مرحله نخست عملیات تایفون

در طی دو محاصره بزرگ در مناطق ویازما و بریانسک دو جبهه غربی و ذخیره شوروی تقریباً منهدم و آسیب شدیدی به جبهه بریانسک آن وارد شد. در جریان این محاصره‌ها ۷ ارتش از ۱۵ ارتش، ۶۴ لشکر از ۹۵ لشکر، ۱۱ تیپ تانک از ۱۵ تیپ تانک و ۵۰ هنگ توپخانه از ۶۲ هنگ توپخانه سه جبهه شوروی در محور مسکو منهدم شدند و ارتش سرخ قریب به یک میلیون نفر از قوا (شامل حدود ۷۰۰ هزار اسیر)، ۸۳۰ تانک و ۶ هزار توپ و خمپاره‌انداز خود را از دست داد. نتایج این محاصره دوگانه کاملاً منطبق با قصد عملیاتی هیتلر بود که انهدام توان باقیمانده نیروهای شوروی را بر تصرف مسکو ارجحیت می‌داد. این مسئله سبب شد تا آلمانی‌ها به این باور برسند که تا این زمان به تمامی اهداف خود رسیده‌اند و رسماً اعلام پیروزی کنند. سرمست از موفقیت‌های اولیه گروه ارتش مرکز، رادیو آلمان اقدام به مخابره اعلامیه هیتلر مبنی بر این که «دشمن شکست خورده‌است و دیگر هیچگاه برنخواهد خواست» کرد.
در این شرایط با تصور دستیابی به «پیروزی تعیین‌کننده» در مسیر مسکو، ورماخت تصمیم به انتقال نیمی از یگان‌های ناوگان دوم هوایی از جبهه مسکو به جبهه مدیترانه گرفت. بدین ترتیب از مجموع ۹ گروه جنگنده که در ابتدا از عملیات تایفون پشتیبانی می‌کردند، تنها ۵ گروه جنگنده جهت مشارکت در تهاجم نهایی به مسکو باقی ماند تا لوفت‌وافه پس از یک ماه تنها قادر به به‌کارگیری ۵۰ تا ۱۰۰ جنگنده در مقابل توان رو به افزایش نیروی هوایی شوروی باشد.
ضربه سخت مرحله نخست عملیات تایفون به مدافعان شوروی، یک شکاف بیش از ۵۰۰ کیلومتری در بین مواضع آن‌ها در مقابل مسکو باز کرد و تعداد بسیار اندکی از نیروهای آماده رزم شوروی بین خط دفاعی ویازما و مسکو باقی گذاشت. شوروی هیچ ذخیره راهبردی جهت پوشش دادن این شکاف در اختیار نداشت؛ چرا که استاوکا همه این نیروها را به محور جنوب غربی گسیل کرده بود. در پی این اوضاع، شوروی شروع به آماده‌سازی طرح‌هایی جهت از بین بردن تأسیسات کلیدی مسکو و تخلیه ارگان‌های دولتی از آن کرد.
به هر حال، ادامه عملیات ورماخت نیازمند اتمام کار پاکسازی دو منطقه تحت محاصره بود؛ مأموریتی که مستلزم به‌کارگیری دو سوم از نیروهای گروه ارتش مرکز و صرف یک تا دو هفته زمان بود. از این رو عده‌ای همچون گئورگی ژوکوف حتی سخن از عامدانه بودن قربانی شدن بخشی از نیروها توسط شوروی جهت درگیر نگاه داشتن آلمانی‌ها و خریدن زمان برای تقویت دفاع مسکو به میان آورده‌اند. در همین حال گروه ارتش مرکز در وضعیت تدارکاتی مناسبی به سر نمی‌برد. از همین رو، دقیقاً زمانی که دفاع شوروی در مقابل مسکو فروپاشیده بود، سرعت پیگیری عملیات ورماخت می‌بایست کاهش میافت. این مسئله علاوه بر این که موجب اتلاف وقت آلمانی‌ها و وارد آمدن تلفات به آن‌ها شد؛ بلکه فرصت تنفسی برای شوروی فراهم آورد.

## سازماندهی مجدد و تقویت دفاع مسکو
پس از درگیری‌های اطراف ویازما و بریانسک، عناصر باقیمانده از جبهه‌های غربی و ذخیره شوروی به خط دفاعی بعدی در نزدیکی موژائیسک و کالوگا عقب نشستند. استاوکا به شدت در تلاش جهت بازیابی و تقویت دفاع غرب مسکو بود؛ از این رو به لشکرهای ۱۱۰ و ۱۱۳ تفنگ‌دار دستور داد در مواضع خط دفاعی موژائیسک مستقر شوند و شروع به تشکیل ارتش پنجم با نیروهای ذخیره و یگان‌هایی که از پیش در خط موژائیسک مستقر بودند، کرد. روز ۱۰ اکتبر با ادغام بقایای جبهه ذخیره در آن، گئورگی ژوکوف که به تازگی از لنینگراد بازگشته بود، به فرماندهی جبهه غربی شوروی منصوب شد. بلافاصله ۱۴ لشکر تفنگ‌دار، ۱۶ تیپ تانک و بیش از ۴۰ هنگ توپخانه مجموعاً با ۹۰ هزار نفر از یگان‌های ذخیره یا قسمت‌های دیگر خط مقدم به این جبهه منتقل شدند و چهار ارتش آن را مجدداً تشکیل دادند. ژوکوف روز ۱۳ اکتبر با صدور فرمان شماره ۰۳۴۵، از تمامی نیروهای ارتش سرخ، از فرماندهان ارشد تا سربازان وظیفه خواست تلاش شدیدی از خود نشان دهند. «بزدلان، اضطراب‌آفرینان و افرادی که بدون مجوز مواضع خود را ترک کنند» به عنوان خائنان به وطن می‌بایست در جا اعدام می‌شدند.
جبهه غربی شوروی با نیروهای اندک خود نمی‌توانست خط مقدمی یک‌پارچه در مقابل مسکو ایجاد کند؛ از همین رو ژوکوف توصیه به متمرکز کردن تمامی نیروهای در دسترس در طول خط دفاعی موژائیسک نمود. بر این اساس، فرماندهی عالی شوروی «جبهه ذخیره مسکو» را تحت امر سپهبد پاول آرتمیف، فرمانده منطقه نظامی مسکو، ایجاد کرد تا از مواضع پیشنهادی ژوکوف، به عنوان خط اصلی دفاعی مسکو محافظت کند. فرمان به احداث یک خط دفاعی بیرونی و سه خط دفاعی درون شهر مسکو در عرض ۸ روز داده شد. حدود ۶۰۰٬۰۰۰ نفر از اهالی شهر جهت حفر مواضع دفاعی به صورت اجباری به کار گرفته شدند. راه‌ها و پل‌های منتهی به شهر مین‌گذاری شد. به مردم ساکن در مجاورت رود مسکوا دستور داده شد محل را ترک کنند تا آپارتمان‌های آن‌ها به مواضع دفاعی بدل گردد. به هر صورت در اثر کمبود مهندس و تجهیزات ساخت‌وساز در مهلت مقرر به پایان نرسید و بیشتر موانع ضد تانک ایجاد شده از ارزش چندانی برخوردار نبودند؛ چرا که با رسیدن مهندسان آلمانی به آن خندق‌ها به سرعت پل‌گذاری شده یا پر می‌شدند و زحمات فراوان حفر صدها کیلومتر خندق تا حدود زیادی به هدر می‌رفت. با صدور فراخوان مجدد، با تشکیل یک گردان در هر منطقه شهر، یگان‌هایی با ۱۰ هزار داوطلب شبه‌نظامی، از جمله ۶۰۰ زن، تشکیل شد. در بین این نیروها به صورت میانگین برای هر دو نفر تنها یک تفنگ قدیمی وجود داشت. طرحی نیز توسط ان‌کاوه‌ده در نظر گرفته شد تا در صورت «وقوع بدترین» عده‌ای به شکل «داوطلبانه» پشت خط مقدم آلمان باقی بمانند و گروه‌های مقاومت را تشکیل دهند.

## ادامه عملیات تایفون (۱۰ تا ۳۰ اکتبر ۱۹۴۱)

### طرح ورماخت جهت ادامه عملیات
بسیاری از فرماندهان آلمانی تصور می‌کردند مدافعان غرب مسکو را در ویازما و بریانسک منهدم کرده‌اند؛ در نتیجه ورماخت هم‌اینک می‌بایست توجه خود را معطوف جناحین کند. هالدر نیز معتقد بود باقیمانده نیروهای ارتش سرخ که در حوالی مسکو متمرکز شده‌اند، جهت دفع تهاجم قدرتمند ورماخت کافی نخواهد بود و «با جهت‌دهی منطقی به نبرد و آب‌وهوای نسبتاً خوب»، محاصره مسکو قطعاً موفق خواهد شد. در این زمان هدف هیتلر منزوی کردن مسکو با یک حلقه بزرگ محاصره جهت «وارد آوردن فشار سیاسی» بود و او قصدی برای ورود به شهر نداشت. جوانب امر نشان‌گر این است که او همچنان به خود این شهر علاقه‌ای نداشته بلکه به دنبال انهدام نیروهای باقیمانده دشمن و رسیدن به مواضع زمستانی مناسب جهت عملیات در سال ۱۹۴۲ بوده‌است.
فون بک ۷ اکتبر فرمانی به منظور ادامه عملیات تایفون صادر کرد. بر این اساس، در شمال، ارتش نهم و گروه زرهی ۳ می‌بایست به سمت رژف و کالینین پیش می‌رفتند. هدف این نیروها محاصره مسکو از شمال و شمال غربی بود. اگر دشمن در غرب رژف و جنوب دریاچه ایلمن اقدام به حفظ مواضع خود می‌کرد، بخش‌هایی از گروه زرهی ۳ و ارتش نهم می‌بایست با چرخش به شمال به آن آرایش‌ها حمله می‌بردند. در مرکز، ارتش چهارم ورماخت می‌بایست راه مارویاروسلاوتس و کالوگا را پیش می‌گرفت و گروه زرهی ۴ با تمامی نیروهای در دسترس در طول بزرگراه ویازما–موژائیسک حرکت و در استحکامات دشمن نفوذ می‌کرد. بخش‌هایی از سپاه‌های ۴۰ و ۴۶ موتوریزه گروه زرهی ۴ تا هنگام آزادسازی توسط پیاده‌نظام، حول حلقه محاصره ویازما باقی می‌ماندند و سپس به سمت شرق پیشروی می‌کردند. در جنوب، گروه زرهی ۲ که هم‌اینک به «ارتش دوم زرهی» تغییر عنوان داده بود، می‌بایست با پشتیبانی ارتش دوم ورماخت، به جانب تولا یورش می‌برد. هدف این ارتش تکمیل محاصره مسکو از جنوب و غرب بود. ارتش دوم ورماخت هم وظیفه داشت به سرعت مناطق تحت محاصره را پاکسازی کند. فرماندهی عالی نیروی زمینی آلمان همچنین تأکید ویژه‌ای بر تصرف سریع کورسک در جنوب داشت اما گروه ارتش مرکز نسبت به آن معترض بود. تلاش فون بک برای سپردن این مأموریت به گروه ارتش جنوب با انتقال یک سپاه به آن نیز نتیجه‌ای نداشت.
با بیش از حد محاسبه کردن تأثیر پیروزهای اولیه، فرماندهی عالی نیروی زمینی آلمان ۱۰ اکتبر طرح عملیاتی را تغییر و آن را به سمت شمال گسترش داد تا انهدام جبهه شمال غربی شوروی را نیز شامل شود. بر مبنای «فرمانی از طرف پیشوا»، در جناح چپ، گروه زرهی ۳ می‌بایست جای گروه زرهی ۴ را می‌گرفت تا در جهت کلی شمال حمله‌ای صورت دهد و در همکاری با جناحین داخلی ارتش‌های نهم و شانزدهم ورماخت، نیروهای دشمن بین بلیوف و اوستاشکوف را منهدم نماید. بدین ترتیب، گروه زرهی ۳ موظف شد کالینین، تورژوک و ویشنی وولوچک را تصرف کند و به نیروهای گروه ارتش شمال که به سمت جنوب و شرق در حال پیشروی بودند، متصل شود. این حرکت می‌توانست آلمانی‌ها را بر خط آهن مسکو–لنینگراد مسلط و کار لنینگراد را نیز یک سره کند. طرح نهایی فرماندهی عالی نیروی زمینی آلمان که روز ۱۳ اکتبر صادر شد، از ارتش نهم و گروه زرهی ۳ می‌خواست با ارسال نیرویی قدرتمند از ناحیه کالینین–تورژوک–استاریتسا، هر چه سریع‌تر ناحیه ویشنی وولوچک را تصرف و نیروهایی از دشمن را که برابر جناح شمالی گروه ارتش مرکز و جناح جنوبی ارتش شانزدهم از گروه ارتش شمال هستند، را پیش از آن که قادر به عقب‌نشینی به سمت شرق شوند، منهدم کنند. به هر صورت این پیشروی‌ها به سمت جنوب و شمال خط مقدم گروه ارتش مرکز را با افزایش پنجاه درصدی از ۶۵۰ کیلومتر به حدود ۱۰۰۰ کیلومتر می‌رساند و موجب پراکنده‌تر شدن نیروهای آن می‌شد. اختصاص چنین نیروهای بزرگی به جناحین نیروی گروه ارتش مرکز در تهاجم مستقیم به مسکو را نیز تضعیف می‌کرد

### جناح شمالی
با آغاز مجدد عملیات، در جناح شمالی، روز ۱۰ اکتبر گروه زرهی ۳ حرکت به سمت کالینین را آغاز کرد. ارتش‌های بیست و دوم و بیست و نهم شوروی در ابتدا دفاعی خوبی در مقابل این تهاجم نشان دادند؛ با این حال نیروهای راینهارت بر مدافعان فائق آمدند و با عقب‌نشینی دو ارتش شوروی به سمت خط دفاعی رژف–ویازما، پیشروی قابل ملاحظه‌ای کردند. گروه زرهی ۳ با ایجاد یک شکاف ۸۰ کیلومتری در خطوط دفاعی شوروی، تا روز ۱۲ اکتبر بر گژاتسک، زوبتسوف، رژف و استاریتسا مسلط و روز ۱۴ اکتبر وارد شهر کلیدی کالینین شد. همانند اریول، در کالینین نیز قطارهای شهری همچنان در حال فعالیت بودند و جمعیت محلی از ورود تانک‌های آلمانی به خیابان‌های شهر غافل‌گیر شدند. و در این موقعیت نیروهای راینهارت می‌توانستند محاصره عمیق مسکو را آغاز کنند یا خط دفاعی موژائیسک را از شمال دور بزنند. وضعیت به اندازه‌ای برای شوروی جدی بود که ژوکوف به نیروهای جناح راست جبهه خود دستور داد به شمال رود ولگا عقب بنشینند. او معاون خود، کونیف را مأمور گردآوری و سازمان‌دهی نیرو جهت ضد حمله کرد. هم‌زمان استاوکا به نیکولای واتوتین، رئیس ستاد جبهه شمال غربی شوروی دستور داد ضدحمله‌ای علیه مواضع آلمانی‌ها صورت دهد و آن‌ها را از کالینین بیرون کند. استاوکا روز ۱۷ اکتبر با تمامی نیروهای حاضر در این منطقه شامل ارتش‌های بیست و دوم، بیست و نهم، سی‌ام و سی و یکم و گروه عملیاتی واتونین، جبهه کالینین را به فرماندهی کونیف ایجاد کرد.
با انتقال یگان‌های دیگری توسط طرفین به این شهر، درگیری‌ها بر سر کالینین برای دو هفته به طول انجامید. ضد حمله روز ۱۹ اکتبر نیروهای ارتش سرخ لشکر یکم زرهی گروه زرهی ۳ ورماخت را حوالی کالینین به محاصره انداخت. حلقه این محاصره دو رو بعد با حملات شدید بمب‌افکن‌های شیرجه‌ای لوفت‌وافه شکسته شد. با افزایش فشار بر کالینین، سپاه ۸ هوایی لوفت‌وافه تعداد زیادی از نیروهای خود را در پایگاه هوایی این شهر مستقر کرد. هواگردهای آلمانی در این پایگاه زیر آتش مداوم توپخانه از جنگل‌های انبوه منطقه و گاهی تهاجم تانک‌های دشمن بودند. تنها در روزهای ۲۹ و ۳۰ اکتبر به ترتیب ۱۷ و ۸ هواگرد آلمانی در اثر گلوله‌باران سنگین توپخانه ارتش سرخ منهدم شدند. این خسارات در نهایت موجب شد لوفت‌وافه روز ۳۰ اکتبر پایگاه هوایی کالینین را رها کند.
بی‌توجه به حملات شدید دشمن علیه مواضع ارتش نهم ورماخت در نزدیکی کالینین، فرماندهی عالی نیروی زمینی آلمان ۲۲ اکتبر مجدداً خواهان تهاجم جناح چپ گروه ارتش مرکز به سمت شمال شرقی شد. روز بعد فون بک به جهت وضعیت دشوار ارتش نهم، فرمان به تعویق حملات فراتر از کالینین داد تا ابتدا نیروهای دشمن در شمال سد ولگا شکست داده شوند. روز ۲۸ اکتبر فرماندهی گروه ارتش مرکز به ارتش نهم ورماخت دستور داد تهاجم به سمت شمال را به تعلیق درآورد و در طول خط کالینین–جنوب تورژوک–بولشایا کوشا حالت تدافعی بگیرد. با مستهلک شدن توان مهاجمان در اثر این درگیری‌ها، دیگر امکان پیشروی بیشتر از این نقطه وجود نداشت و با وجود حفظ سلطه ورماخت بر کالینین، ضد حملات ارتش سرخ در نهایت موجب رها شدن میل پیشروی به سمت تورژوک و ویشنی وولوچک شد. بدین ترتیب خط مقدم در جناح چپ گروه ارتش مرکز در بخش شمالی عملیات تایفون با مقاومت سرسختانه نیروهای ارتش سرخ تثبیت گشت.

### قسمت مرکزی
در مرکز خط مقدم، پیش از پایان پاکسازی محاصره ویازما، ارتش چهارم ورماخت از ۱۰ اکتبر پیشروی به سمت خط موژائیسک را آغاز کرد. در این زمان تنها چهار لشکر تفنگ‌دار ضعیف با جناحین باز در خط دفاعی موژائیسک شوروی مستقر بودند. جهت تقویت دفاع غرب مسکو، استاوکا ۱۳ اکتبر جبهه ذخیره مسکو را در جبهه غربی ادغام و ارتش‌های شانزدهم، پنجم، چهل‌وسوم و چهل‌ونهم شوروی را به ترتیب در محورهای وولوکولامسک، موژائیسک، مارویاروسلاوتس و کالوگا مستقر کرد. نیروهای آلمانی بین روزهای ۱۱ تا ۱۶ اکتبر به هر یک از این چهار نقطه رسیدند و شروع به نبرد بر سر آن‌ها کردند. با ارسال مداوم نیروهای تازه‌نفس به این مواضع، تلاش شدیدی از سمت طرفین برای سلطه بر آن‌ها انجام گرفت. در همین وضعیت بارش برف و باران شرایط را دشوارتر می‌ساخت.

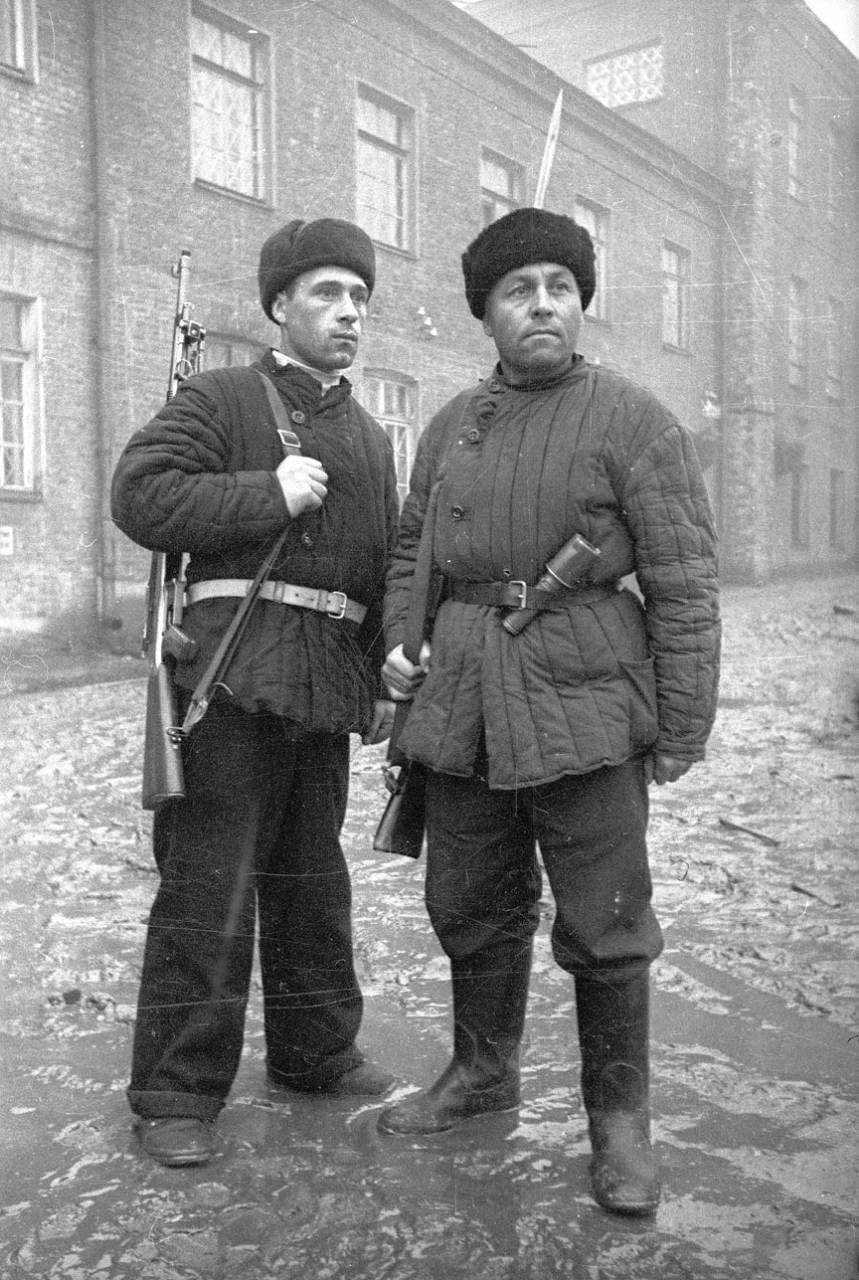
کارگران شبه‌نظامی شوروی در مسکو، ۱۰ اکتبر ۱۹۴۱

در مواجهه با از سرگیری تهاجم ورماخت، استالین و کمیته دفاع کشور شوروی روز ۸ اکتبر فرمان به آماده‌سازی جهت از بین بردن مراکز صنعتی در مسکو و مناطق اطراف آن دادند. کمیته دفاع کشور ۱۲ اکتبر ان‌کاوه‌ده را مسئول امنیت شهر و ناحیه شرق خط کالینین–رژف–موژائیسک–تولا–کولومنا–کاشیرا کرد. ان‌کاوه‌ده این مسئولیت را با ۶ هزار نفر از نیروهای خود به اضافه یگان‌های شبه‌نظامی و دفاع محلی به انجام می‌رساند. فرمان‌ها دیگری تمهیدات سختگیرانه‌ای جهت جلوگیری از ایجاد آشوب و حفظ نظم در مسکو مقرر ساخت. با این حال نزدیک شدن قوای ورماخت به پایتخت موجب به پا شدن هرج و مرج چند روزه در این شهر شد. استالین ۱۵ اکتبر فرمان به تخلیه گسترده مسکو داد. وزارتخانه‌ها و سفارت‌خانه‌ها شروع به انتقال به کویبیشف در فاصله هزار کیلومتری در شرق کردند. درحالی‌که متوقف کردن پیشروی آلمانی‌ها غیرممکن به نظر می‌رسید، با وجود تمامی تبلیغات سیاسی و اقدامات امنیتی، نشانه‌های نگران‌کننده‌ای از باختن روحیه در بین سکنه مسکو بروز کرد. رسیدن نیروهای آلمانی به نزدیکی مسکو توسط حاکمیت شوروی تا روز ۷ اکتبر اعلام رسمی عمومی نشده بود. با وجود نبود چنین قصدی، مردم با مشاهده «گریز» پر عجله سیاست‌مداران و صنعت‌گران، تصور می‌کردند حکومت در حال «رها کردن» مسکو است. بدین شکل در یک «طغیان عمومی» از روز ۱۶ اکتبر شهر نه به دست آلمانی‌ها بلکه توسط مردم وحشت‌زده برای مدتی تقریباً از تسلط استالین خارج شد. با وجود این که خود او همچنان در پایتخت بود، هزاران تن از ساکنان آن آواره شدند. واسیلی گروسمان، نویسنده و خبرنگار اوکراینی، با حضور شخصی در موقعیت، صحنه گریز مردم از مسکو را «نه نهر، نه رودخانه» بلکه به «اقیانوسِ در جریان» تشبیه و آن را همانند «فجایع آخرالزمانی» توصیف می‌نماید. ورود به مسکو به شدت محدود شد و کسانی که از آن تخلیه شده بودند، دیگر اجازه بازگشت به آن را نداشتند. ان‌کاوه‌ده برای به سامان کردن اوضاع، در بزرگ‌ترین حادثه از نوع خود از سال ۱۹۳۸، روز ۱۶ اکتبر بیش از ۲۰۰ نفر را در مسکو به اتهام آشوب‌آفرینی اعدام کرد. در مجموع تا پایان فرایند تخلیه مسکو که تا ۲۵ نوامبر به طول انجامید، ۵۰۰ کارخانه و ۲ میلیون نفر از این شهر خارج شدند.
تا روز ۱۶ اکتبر هر چهار ارتش مورد هدف گروه ارتش مرکز ورماخت در غرب مسکو شکست داده شدند. با این حال مقاومت مدافعان در حال تشدید بود. خط دفاعی موژائیسک تا خود مسکو امتداد پیدا کرده بود. در قیاس با دفاع کم عمق خط ویازما، عمق کمربند دفاعی غرب مسکو در این زمان سه برابر میزان ماه اکتبر بود. این مواضع دفاعی به کمک شبکه ریلی پایتخت تقویت می‌شدند. شوروی اقدام به ایجاد یگان‌های بیشتری از شبه‌نظامیان و تسلیح ۴۴۰ هزار نفر از کارگران کرد. تا به کنون ده‌ها هزار نفر از این نیروها تحت عنوان «اوپولچنیه»، با آموزش و تسلیحات بسیار ضعیف، در مقابل مهاجمان «تکه‌تکه» شده بودند تا با قربانی کردن آن‌ها ارتش سرخ فرصت بیشتری برای بسیج قوای ذخیره خود بیابد. به هر صورت، روز ۱۸ اکتبر موژائیسک در ۱۰۰ کیلومتری غرب مسکو به تصرف سپاه ۴۰ موتوریزه ورماخت درآمد. روز ۱۹ اکتبر به پیشنهاد آرتمیف و با تأیید استالین، «شرایط محاصره» در مسکو اعلام شد. در این شرایط مجدداً گزارش‌هایی نقل شده‌است که استالین از طریق سفیر بلغارستان در مسکو در تلاش برای دستیابی به آتش‌بس بوده‌است. ژوکوف یکی از کسانی است که گزارش از میل استالین به دستیابی به یک صلح جداگانه با آلمان داده‌است. البته هیچ مدرکی در جانب آلمان وجود ندارد که چنین تماسی برقرار شده باشد و هیتلر همواره بر عدم توافق با شوروی تأکید داشت. شوروی نیز بعداً به صراحت این مسائل را رد کرد.
روز ۲۲ اکتبر لوفت‌وافه سعی کرد در روشنایی روز مسکو را مورد حمله قرار دهد. به هر صورت، شدت مقاومت جنگنده‌های شوروی به اندازه‌ای بود که هیچ‌یک از بمب‌افکن‌های آلمانی قادر به رسوخ به آسمان مسکو نشد تا تلفات سنگین این اقدام سبب شود لوفت‌وافه دیگر هیچ حمله‌ای در روشنایی روز علیه مسکو صورت ندهد. در این حال، هفت حلقه هم مرکز دفاع ضدهوایی با فاصله ۳ تا ۵ کیلومتری از یکدیگر، مسکو را احاطه و آن را تقریباً از راه هوایی آسیب‌ناپذیر ساخته بودند.

### جناح جنوبی
در قسمت جنوبی خط مقدم، سرعت پیشروی نیروهای گودریان در ارتش دوم زرهی با اتمام سوخت سپاه ۲۴ موتوریزه به شدت کاهش یافت. هواگردهای لوفت‌وافه که امکان فرود بر سطح گل‌آلود منطقه را نداشتند، سوخت مورد نیاز گودریان را از آسمان برای او پرتاب کردند. چهار هواگرد تهاجمی ایل-۲ با غافلگیر کردن ستونی از نیروهای موتوریزه آلمانی در جاده بین اریول و متسنسک، با حمله در ارتفاع پایین ۱۵ خودروی زرهی و ۳ کامیون سوخت را منهدم نمودند. این گونه حوادث بدین جهت رخ می‌داد که در اثر فواصل بسیار گسترده، جنگنده‌های لوفت‌وافه قادر به پوشش کامل ناحیه عملیاتی نبودند. جناح چپ ارتش دوم زرهی به همراه بیشتر نیروهای ارتش دوم ورماخت تا روز ۲۰ اکتبر همچنان درگیر محاصره بریانسک بود. لشکر نهم زرهی در جناح راست ارتش دوم زرهی ورماخت در حال پیشروی به سمت کورسک بود. روز ۱۲ اکتبر سپاه ۲۴ موتوریزه ورماخت نهایتاً خود را به متسنسک رساند. با مقاومت سرسختانه سپاه ۱ تفنگ‌دار محافظ شوروی، تهاجم گودریان در متسنسک کاملاً متوقف شد تا زمان بیشتری برای ارتش سرخ جهت تقویت دفاع تولا فراهم آید.
با اتمام کار در محاصره بریانسک و آزاد شدن بخشی از نیروهای گودریان، ارتش دوم زرهی ورماخت روز ۲۳ اکتبر تهاجم دیگری را از ناحیه متسنسک آغاز کرد. متسنسک پس از دو روز نبرد سنگین و پرخسارت به تصرف آلمانی‌ها درآمد. در این زمان سپاه ۴۸ موتوریزه که قادر به پیشروی به سمت ورونژ نبود، تحت امر ارتش دوم ورماخت که می‌بایست به سمت این هدف پیش می‌رفت، قرار گرفت و سپاه ۴۷ زرهی از جناح چپ ارتش دوم زرهی به موقعیت سپاه ۴۸ موتوریزه در جناح راست آن منتقل شد. در حین پیشروی آهسته و پر زحمت با دو سپاه موتوریزه، رئیس ستاد عملیات‌های فرماندهی عالی ورماخت روز ۲۶ اکتبر به اطلاع گودریان رساند که هیتلر خواهان آن است که ارتش دوم زرهی ورماخت بیش از تولا به پیشروی به سمت شرق ادامه ندهد؛ بلکه با چرخش به جنوب در جهت ورونژ، نیروهای قدرتمندی از دشمن را به محاصره درآورد. هیتلر نگران بود که این ارتش ادوات پل‌سازی لازم جهت ادامه دادن به مسیر پیشین که دارای رودهای متعددی بود، نداشته باشد. از طرفی معتقد بود ارتش چهارم ورماخت به اندازه‌ای قدرتمند است که با جناح راست خود مأموریت ارتش دوم زرهی در محاصره مسکو را به انجام برساند. عصر روز بعد فرمانی از طرف فرماندهی عالی ورماخت گودریان را ملزم به توقف پیشروی به سمت تولا تا هنگام رسیدن اطلاعات یگان‌های شناسایی از وضعیت راه‌های پیش رو کرد. با این حال، روز ۲۸ اکتبر هالدر در تماس با فون بک که به دلایل تاکتیکی و روانی با توقف گودریان مخالف بود، از او خواست پیشروی ارتش دوم زرهی به سمت تولا را با عنوان «عملیات شناسایی» ادامه دهد. فن بک نیز اذعان داشت به ارتش دوم زرهی دستور خواهد داد پس از رسیدن به ناحیه رود اوپا در نزدیکی تولا، به سمت جنوب شرقی چرخش کند. این اختلاف نظرها در نهایت هیتلر را مجاب کرد همان روز فرمان توقف و تغییر مسیر ارتش دوم زرهی را لغو کند و با توجه به وضعیت ارتش چهارم و شرایط راه‌ها، فرمان به تهاجم آن به سمت کلی شمال شرقی بدهد. بدین ترتیب گودریان موظف شد به سرعت گذرگاه رود اوکا در شرق شرپوخوف را تصرف و خط‌آهن مسکو به سمت جنوب را قطع کند.
نیروهای گودریان پس از طی ۸۰ کیلومتر در عرض ۴ روز، روز ۲۹ اکتبر خود را به حومه تولا رساندند. صرفاً ۶۰ نفر از نیروهای هنگ پیاده‌نظام گروس‌دویچلانت وارد این شهر گشتند اما در عرض چند ساعت عقب رانده شدند. حومه جنوبی تولا موقتاً حد پیشروی گودریان در جناح جنوبی گروه ارتش مرکز به حساب می‌آمد.

## توقف تهاجم آلمانی‌ها (۳۰ اکتبر تا ۱۵ نوامبر ۱۹۴۱)

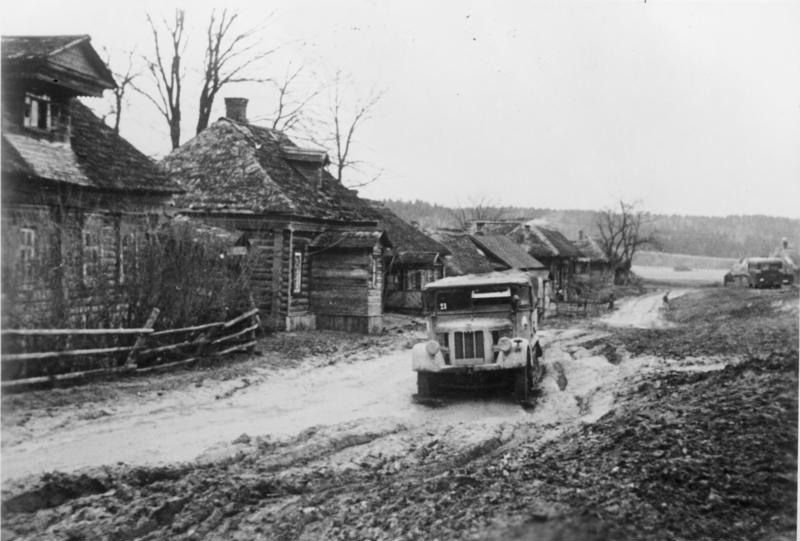
گل‌ولای حاصل از بارش پاییزه در روسیه (راسپوتیتسا)

در این موقعیت بارش برف که از ۶ اکتبر آغاز و ۹ اکتبر با بارش مداوم و سنگین باران پاییزه (راسپوتیتسا) همراه شده بود، به شدت گریبان‌گیر مهاجمان شد. گل‌ولای حاصل از این بارندگی «تحرک»، بزرگ‌ترین مزیت آلمانی‌ها را از آن‌ها گرفت و بلیتس‌کریگ، رزم برق‌آسای ورماخت را زمین‌گیر کرد. این گِل موجب فرورفتن و گیر کردن خودروها و ادوات اسب‌کشنده آن شد. مصرف سوخت که آلمانی‌ها با کمبود آن مواجه بودند، در یگان‌های موتوریزه ورماخت تا سه برابر افزایش یافت. پیاده‌نظام آلمان گاهی تا زانو در این گل فرومی‌رفت. این شرایط وخامت اوضاع تدارکاتی ورماخت را افزایش داد و مکرراً باعث پایان ذخیره جیره و مهمات نیروی‌های آن می‌شد. انتقال تدارکات به خط مقدم و تخلیه مجروحان گاهی برای آلمانی‌ها غیرممکن بود. بزرگراه ویازما–مسکو، مسیر اصلی تدارکات ورماخت مکرراً با انفجار بمب‌های کارگذاشته شده توسط عناصر دشمن قطع می‌شد. جایگزین شدن آب‌وهوای صاف و خشک با بارش برف و باران لوفت‌وافه را نیز وادار به کاهش فعالیت‌های خود کرد. سرعت یگان‌های موتوریزه به تنها یک کیلومتر در ساعت تقلیل یافت. مشکلات در زمینه سوخت و تدارکات علت اصلی کاهش سرعت نیروهای ورماخت بود. تا ۸ اکتبر تدارکات دریافی گروه ارتش مرکز با از دست رفتن خودروها ۲۵ درصد کاهش یافت. در همین وضعیت درحالی‌که طول خطوط تدارکاتی آلمانی‌ها افزایش میافت، مدافعان با عقب‌نشینی به سمت مرکز شبکه ریلی خود رفته‌رفته از مزیت تدارکاتی بیشتری برخوردار می‌شدند.
با پدیداری این شرایط، روزنامه‌های آلمانی با دست برداشتن از سخن دربارهٔ پیروزی قریب‌الوقوع، لحن خود را تغییر دادند و بیشتر به گزارش تحولات میدان نبرد پرداختند. فولکیشر بئوباختر، روزنامه حزب ناسیونال سوسیالیست که پیش از این تیتر «نتیجه کارزار شرق مشخص شد» را زده بود، هم‌اینک با لحنی ملایم‌تر سر تیترهای خود را به «عمیق‌تر شدن رخنه در خط دشمن»، «انهدام ارتش‌های شوروی در شُرُف اتمام» و «پیشرفت عملیات در شرق طبق برنامه» تغییر داد. به اذعان یوزف گوبلس، وزیر تبلیغات رایش، هیتلر امیدوار بود «خدای آب‌وهوا» چند هفته دیگر به او فرصت دهد تا کار را تمام کند. به هر حال، هالدر معتقد بود که اوضاع دشمن «بسیار بدتر» از آن‌هاست. به هر صورت با وجود این که شرایط آب‌وهوایی مشکلات مشابهی برای نیروهای شوروی ایجاد کرده بود اما کاهش هر چه بیشتر سرعت مهاجمان و به‌خصوص بی‌تحرک شدن تانک‌های آن‌ها، به نفع مدافعان تمام شد. گل‌ولای و بارندگی توانایی تحرک سریع را از لشکرهای موتوریزه ورماخت گرفت و تمامی حملات را به یورش‌های مستقیم پر خسارت بدل ساخت. مسیر پیشروی نیروهای زرهی و موتوریزه گروه ارتش مرکز به تعداد اندکی از راه‌های قابل تردد محدود شد که این مسئله به ارتش سرخ اجازه می‌داد منابع ناچیز خود را برکند ساختن آن‌ها متمرکز کند.
با این حال که آلمانی‌ها با بهره‌گیری از تجهیزات بهتر تا پایان ماه اکتبر ۲۳۰ تا ۲۵۰ کیلومتر پیشروی و هر چهار شهر مستحکم دفاعی در مسیر مسکو شامل وولوکولامسک، موژائیسک، مارویاروسلاوتس و کالوگا را تصرف کردند اما این نبردها موجب مستهلک شدن آرایش‌های رزمی و ته کشیدن ادوات زرهی آن‌ها شد. پس از محاصره‌های ویازما و بریانسک، با وجود ادامه فشار بر دفاع ارتش سرخ، ورماخت دیگر موفق به هیچ نفوذی در خط دفاعی شوروی نشد. یکی از دلایل این مسئله درگیر ماندن مقدار زیادی از نیروهای آلمانی در فرایند پاکسازی دو محاصره اولیه بود که باعث شد تعداد اندکی از آن‌ها در تهاجم اولیه به خط دفاعی موژائیسک مشارکت کنند و در نتیجه صرفاً با عقب رانده شدن مدافعان، ورماخت قادر به شکستن خط دفاعی ارتش سرخ در مقابل مسکو نشود. پس از استقرار ارتش سرخ در خط موژائیسک، دفاع شوروی به شکل قابل ملاحظه‌ای سخت‌تر و نقاط مختلف خط مقدم دچار بن‌بست شد. بدین ترتیب خط دفاعی موژائیسک تا این زمان به حد نهایی پیشروی نیروهای آلمانی به سمت مسکو از جانب غرب بدل گشت. در پی این اوضاع بسیاری از افسران آلمانی خواهان توقف عملیاتی به جهت رسیدن تدارکات و نفرات به خط مقدم و همچنین سفت شدن سطح زمین با یخبندان زمستانه برای پیگیری پیشروی بودند. بدین ترتیب به دستور فون بک عملیات تایفون انتهای ماه اکتبر متوقف شد. این توقف به منظور تقویت ظرفیت دفاعی نیروها، احداث مواضع دفاعی و ایجاد پیش‌نیازهای گذراندن زمستان در شرایطی به شدت نامناسب، صورت می‌گرفت.

### رژه سالگرد انقلاب اکتبر
هنگامی که تهاجم آلمانی‌ها متوقف شده بود، با وجود اعتراض و مخالفت برخی فرماندهان از جمله آرتمیف، به جهت اهمیت سیاسی آن و به منظور تقویت روحیه مدافعان، به دستور استالین مراسم رژه نیروهای ارتش سرخ به مناسب بیست و چهارمین سالگرد پیروزی انقلاب اکتبر در میدان سرخ در روز ۷ نوامبر برگزار شد. حدود ۲۸ هزار نفر از جمله دو هنگ توپخانه و دو گردان تانک در این رژه شرکت کردند. استالین با ایراد یک سخنرانی در این مراسم مدعی شد در چهارماهه جنگ آلمان متحمل چهار و نیم میلیون نفر تلفات شده‌است؛ درحالی‌که از نیروهای شوروی تنها ۳۵۰ هزار نفر کشته، ۳۷۸ هزار نفر زخمی و مقداری بیش از یک میلیون نفر زخمی مجروح شده‌اند. او شکست «نازی‌ها» را «بدیهی» دانست. منابعی از شوروی گزارش از اقدام نزدیک به ۲۵۰ هواگرد آلمانی به حمله هوایی به مسکو در حین برگزاری مراسم داده‌اند که البته هیچ‌یک نتوانسته‌است وارد حریم هوایی مرکز شهر شود. به هر صورت مستندات آلمانی هیچ سخنی از این مسئله به میان نیاورده‌اند.

## پیگیری عملیات ورماخت (۱۵ نوامبر تا ۵ دسامبر ۱۹۴۱)

### طرح و آماده‌سازی

#### اهداف و طرح نهایی آلمان
پس از پایان فصل بارندگی تنها یک دوره نسبتاً کوتاه با شرایط آب‌وهوایی مناسب با یخبندان‌های ملایم پیش رو بود. در این حال، بهره‌وری رزمی لشکرهای آلمانی تا این زمان کاهش ۳۵ تا ۵۰ درصدی را نشان می‌داد. در وضعیت بهم‌ریختگی تدارکاتی ورماخت، تنها انتقال دشوار جیره، مهمات و سوخت بسیار ضروری امکان‌پذیر بود و امیدی برای بهبود در کوتاه‌مدت وجود نداشت. در این شرایط گروه ارتش مرکز بدون هیچ یگانی در جایگاه ذخیره، تمامی نیروهای خود را در خط مقدم مستقر نموده بود و این مسئله آغاز مجدد تهاجم را بسیار پر خطر می‌کرد. با این حال، فرماندهی عالی آلمان با مطرح ساختن مکرر پیش‌بینی‌هایی بر اساس تعداد زیاد اسرا، خسارات گسترده مادی و توان فرسایش‌یافته مفروض ارتش سرخ، «دستگاه عظیم جنگ» شوروی را در شرف فروپاشی نشان می‌دادند. رهبران آلمان ذخایر انسانی فراوان شوروی را جهت ایجاد و آموزش نیروی جدید آماده رزم ناکافی و در فاصله چند ده کیلومتری از مسکو، فرصت را جهت یک اقدام همه‌جانبه برای وارد آوردن آخرین ضربه به منظور شکست دشمن پیش از فرصت یافتن آن برای بازیابی، مناسب می‌دانستند. فرماندهی عالی نیروی زمینی آلمان با سنجش این احوال در نهایت تصمیم به از سرگیری تهاجم گرفت.
طبق برنامه‌ریزی‌ها تهاجم می‌بایست به محض این که شرایط آب‌وهوایی و تدارکاتی امکان آن را فراهم می‌آورد، آغاز می‌شد. طرح فرماندهی عالی نیروی زمینی آلمان در پیگیری تهاجم به مسکو که در ۳۰ اکتبر به تأیید هیتلر رسیده بود، شامل دو گروه متحرک از نیروها می‌شد که می‌بایست حداکثر تا ۱۵ نوامبر جناحین جبهه غربی شوروی را مورد حمله قرار می‌دادند تا مسکو را به همراه نیروهای مدافع آن از شمال و جنوب با اتصال در نزدیکی اورخوفا-زوئوا و کولومنا در ۱۰۰ کیلومتری شرق شهر، به محاصره درآوردند. بر این مبنا، گروه زرهی ۳ و ارتش نهم در جناح شمالی با پیشروی از طریق کلین و گذر از کانال مسکو–ولگا و ارتش دوم زرهی در جناح جنوبی با پیشروی به سمت شمال شرقی از طریق تولا و کاشیرا می‌بایست در شرق مسکو به یکدیگر ملحق می‌شدند. گروه زرهی ۴ و ارتش چهارم نیز می‌بایست مستقیماً به سمت شرق در جانب مسکو پیش می‌رفتند و از حرکت جناحین پشتیبانی می‌کردند. این محاصره به شکل همزمان تمامی خطوط ارتباطی اقیانوس اطلس، دریای سیاه و ناحیه قفقاز را با اراضی داخلی شوروی قطع می‌کرد. محاصره رفته‌رفته می‌بایست تنگ‌تر می‌شد. با تجربه درگیری‌های پر خسارت بر سر ورشو در سال ۱۹۳۹ و کیف، جهت اجتناب از رزم شهری مخصوصاً برای قوای زرهی، هیتلر همچنان قصدی برای تسخیر بلافاصله مسکو نداشت. باور بر این بود که یگان‌های بزرگ شوروی جهت اجتناب از قرار گرفتن در محاصره در حال عقب‌نشینی هستند. هدف اصلی گروه ارتش مرکز در این تهاجم، تضعیف دشمن تا اندازه‌ای که تا بهار سال بعد نتواند خود را بازیابد و دستیابی به مواضع آغازین مناسبی جهت تهاجم بهاره بود. هیتلر و فرماندهی عالی نیروی زمینی معتقد بودند پس از توقف صورت گرفته جهت بازسازی، توان رزمی نیروها همچنان جهت رسیدن به این هدف کفایت‌بخش خواهد بود.
هدف عملیاتی فیلدمارشال فن بک در مخالفت شدید با برخی بلندپروازی‌های هالدر، به دنبال یک حلقه محاصره تنگ دور مسکو و ورود به شهر نبود بلکه حداکثر خط دیمیتروف–زاگورسک–اورخوفو—کولومنا در ۶۰ کیلومتری شرق آن را مد نظر داشت. با این حال او با توجه به توان تقلیل یافته نیروهایش، رسیدن به خطی در طول رود موسکوا و کانال مسکو–ولگا در شمال و جنوب شهر، بدون هر گونه محاصره راهبردی، را واقع‌بینانه‌تر می‌دید. به همین ترتیب، در جلسه ۱۳ نوامبر رؤسای ستادهای گروه ارتش‌ها و ارتش‌های آلمان در اورشا، با توجه به نیاز فوری نیروها به بازسازی انسانی و تجهیزاتی و نگرانی از وضعیت آن‌ها در فصل زمستان، تعدادی از افسران ستادی نیز با بسیار جدی دانستن وضعیت، با هر گونه تهاجم عمده دیگر مخالفت کردند. رئیس ستاد گروه ارتش مرکز به نمایندگی از فرمانده گروه ارتش، تنها یک تهاجم مستقیم به مسکو بدون اقدام برای محاصره گسترده آن، را در این شرایط ممکن قلمداد کرد. در این زمان هالدر نیز در نهایت به این باور رسید که تمامی شواهد حاکی از این است که تهاجم بزرگ دوم علیه مسکو می‌تواند موفقیت‌آمیز نباشد. از این رو پذیرفت، در حالتی میانه، به جای طرح گسترده تهاجم پیشین هیتلر و او، یک تهاجم جزئی‌تر منطبق با نیروهای در دسترس و با هدف حومه مسکو اجرا گردد. همچنین در موافقت با فن بک، مقرر شد، بدون آماده‌سازی وقت‌گیر شبکه تدارکاتی از قبل پیش‌بینی شده، این تهاجم با اهداف محدود هر چه سریع‌تر آغاز شود. به هر صورت این تهاجم خطوط آهن شرق مسکو را قطع نمی‌کرد و به دشمن اجازه انتقال مداوم نیروی کمی به آن را می‌داد. از طرفی نیروهای آلمانی در حومه مسکو زیر حملات شدید هوایی و توپخانه‌ای مدافعان قرار می‌گرفتند. به همین جهت تصرف شهر مسکو نیز در نهایت به طرح حمله افزوده شد.
با همه این احوال فرماندهی گروه ارتش مرکز به خوبی می‌دانست بیشتر نیروها زمستان پیش‌رو را در فضای باز و زیر تهدید مداوم حملات دشمن خواهند گذراند. یکی از عواملی که باعث می‌شد چنین تهاجمی با نیروهایی فرسوده بدون ظرفیت جایگزینی، متکی به خطوط تدارکاتی آسیب‌پذیر و بدون تجهیزات مناسب، طرح‌ریزی شود عدم توجه لازم به گزارش‌های واصل شده به فرماندهی عالی آلمان از جمله در ارتباط با شرایط آب‌وهوایی بود. افرادی چون هالدر امید خود را بر برتری نظام فرماندهی و استقامت سربازان آلمانی نهاده بودند.

#### آماده‌سازی دفاعی نهایی شوروی

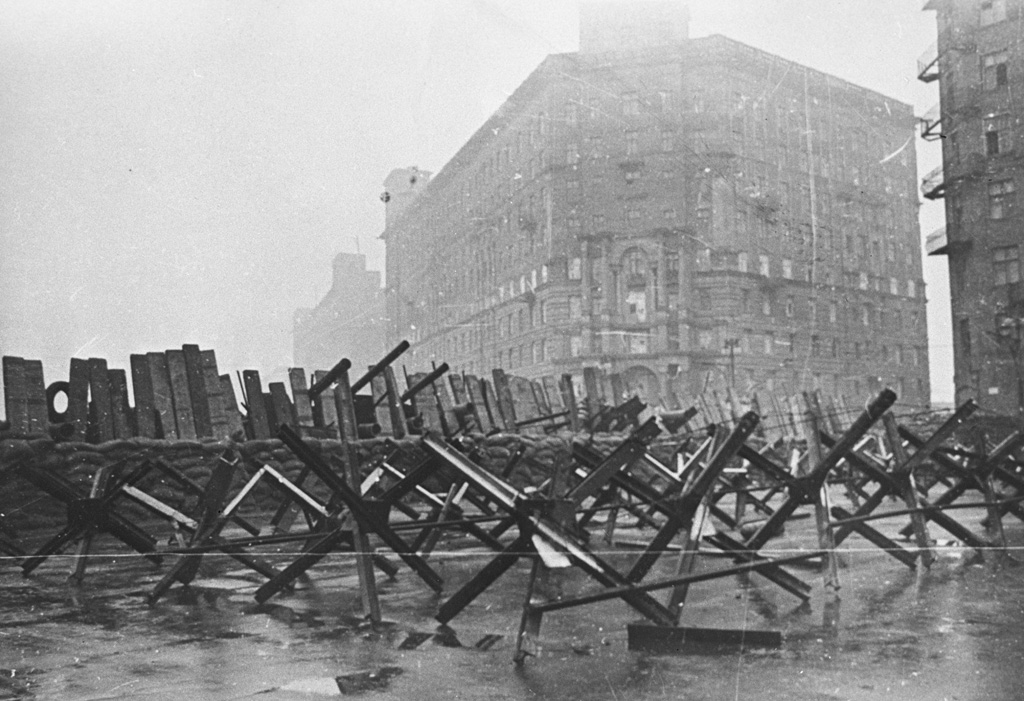
موانع دفاعی درون شهر مسکو، اکتبر ۱۹۴۱

استاوکا به شکل پر شتابی آرایش‌های ذخیره را از خاور دور، سیبری، آسیای مرکزی و سایر مناطق نظامی برای پیوستن به جبهه غربی، گسیل داشت و دستور به ایجاد ۹ ارتش ذخیره شامل ۵۹ لشکر تفنگ‌دار، ۱۳ لشکر سواره‌نظام، ۷۵ تیپ تفنگ‌دار و ۲۰ تیپ تانک داد. استاوکا انتظار داشت تهاجم اصلی آلمانی‌ها از وولوکولامسک و سرپوخوف آغاز شود؛ بنابراین، ارتش‌های شانزدهم، پنجم، سی و سوم، چهل و سوم، چهل و نهم و پنجاهم جبهه غربی که بیشتر آن‌ها در نبردهای گذشته شدیداً آسیب دیده بودند، در مواضع دفاعی جدید از شمال وولوکولامسک تا جنوب تولا جهت حفاظت از مسکو چیده شدند. ارتش‌های بیست و دوم، بیست و نهم، سی و یکم و سی‌ام جبهه کالینین شوروی در جناح راست جبهه غربی، مسئول متوقف ساختن نیروهای آلمانی از اوستاخوف تا جنوب کالینین بودند. نهایتاً ارتش‌های سوم و سیزدهم جبهه جنوب غربی شوروی نیز می‌بایست راه پیشروی آلمانی‌ها در جنوب از طریق یفرموف یا یلتس به سمت مسکو را سد می‌کردند. استاوکا همچنین فرمان به استقرار شبه‌نظامیان و نیروهای امنیتی در مواضع دفاعی داخل و اطراف شهر مسکو و شرق آن صادر کرد. تا اواخر نوامبر ۶۵ هزار نفر از خود شهر مسکو دفاع می‌کردند که عموماً شامل شبه‌نظامیان مردمی بودند. دفاع شهر شامل سه ناحیه دفاعی حول آن می‌شد که خارجی‌ترین آن در شعاع ۳۰ کیلومتری قرار داشت. در داخل شهر نیروهای امنیتی شبکه پیچیده‌ای از موانع و نقاط مستحکم را ایجاد کرده و در آن مستقر بودند. مدافعان مسکو به شکل گسترده‌ای در حال استفاده از تجربیات مدافعان لنینگراد بودند. روز ۱۲ نوامبر ارتش شانزدهم که از محور بسیار پراهمیت وولوکولامسک در غرب مسکو دفاع می‌کرد، با دریافت ۵ لشکر سواره‌نظام تقویت شد. با وجود همه این تمهیدات، جبهه غربی با کشیده شدن در خط مقدمی به طول ۶۰۰ کیلومتر، عمق بسیار کمی داشت. این جبهه روز ۱۵ نوامبر ۴۵ لشکر عموماً بسیار ضعیف با مجموعاً ۲۴۰ هزار نفر نیرو، ۱۲۰۰ توپ در اختیار داشت.

### حملات پیش‌دستانه ارتش سرخ
بر مبنای گزارش‌های اطلاعاتی دریافت شده، با وجود تردید و اعتراض ژوکوف مبنی بر بی‌تاثیر بودن آن‌ها، ۱۴ نوامبر استالین به او به عنوان فرمانده جبهه غربی دستور داد چندین حمله اختلال‌آفرین جهت برهم زدن آماده‌سازی تهاجمی آلمانی‌ها اجرا کند. بر این مبنا به دستور ژوکوف ارتش‌های شانزدهم و چهل و نهم جبهه غربی شوروی حملاتی را در شمال وولوکولامسک و شرق سرپوخوف علیه جناحین ارتش چهارم ورماخت صورت دادند.
ارتش چهل و نهم شوروی در جناح جنوبی جبهه غربی، روز ۱۴ نوامبر با پنج لشکر تفنگ‌دار به چهار لشکر پیاده‌نظام از سپاه‌های ۱۲ و ۱۳ ورماخت در شمال شرقی سرپوخوف حمله برد. پس از حصول رخنه‌های کوچکی در شمال و جنوب ووردنینو، سپاه ۲ سواره‌نظام و لشکر ۱۱۲ تانک شوروی اقدام به بهره‌گیری از این شکاف‌ها کردند اما توسط لشکرهای ۲۶۳ و ۲۶۸ پیاده‌نظام ارتش چهارم ورماخت متوقف شدند. با ضد حمله این دو لشکر آلمان، خط مقدم به شرایط پیشین بازگشت.
ارتش شانزدهم شوروی در جناح شمالی جبهه غربی، روز ۱۶ نوامبر با تهاجم از جناح راست خود توسط لشکرهای ۱۲۶ تفنگ‌دار، ۱۷ و ۲۴ سواره‌نظام و ۵۸ تانک، لشکرهای چهاردهم پیاده‌نظام موتوریزه و هفتم زرهی ورماخت را که خود در حال آماده‌سازی جهت تهاجم بودند، هدف گرفت. با وجود این که مهاجمان با تلفات سنگین پس از تنها ۳ تا ۴ کیلومتر پیشروی متوقف گشتند، به دستور ژوکوف، لشکرهای ۲۰ و ۴۴ سواره‌نظام شوروی نیز وارد میدان نبرد شدند. عواقب این عمل فاجعه‌بار بود. لشکر ۴۴ سواره‌نظام شوروی با حمله در پهنه بازِ پوشیده از برف، در مقابل آتش توپخانه و مسلسلهای آلمانی، بدون این که هیچ‌گونه تلفاتی به لشکر ۱۰۶ پیاده‌نظام ورماخت در مقابل خود وارد کند، دو هزار نفر از نیروهای خود را از دست داد. بدین شکل، ژنرال روکوسوفسکی، فرمانده ارتش شانزدهم شوروی ۱۷ نوامبر دستور به عقب‌نشینی نیروهایش به مواضع دفاعی جدید داد.
مطابق نظر ژوکوف، این حملات با وارد آوردن تلفات سنگین به نیروهای ارتش سرخ، فایده‌ای حاصل نکردند و تنها موجب به‌هم‌ریختگی و تضعیف دفاع شوروی در هنگام آغاز تهاجم آلمانی‌ها شدند. به هر صورت، این حملات نشان‌گر آمادگی ارتش سرخ برای مبارزه بر سر خاک خود در مسیر مسکو بود و بهره‌برداری از موقعیت‌های تاکتیکی را برای آلمانی‌ها دشوارتر از پیش ساخت.

### شرایط آب‌وهوایی
روز ۱۰ نوامبر فرماندهی گروه ارتش مرکز با صدور فرمانی تحت عنوان «دستورالعمل رزم زمستانه و ویژگی‌های خاص زمستان روسیه» خواهان شروع بلافاصله آماده‌سازی‌ها برای فصل زمستان از جمله ایجاد مراکز تدارکات و امنیت‌بخشی به تأسیسات ترابری در پشت خط مقدم شد. به هر صورت تصادم بین تمهیدات این فرمان و لازمه‌های تاکتیکی در میدان‌های نبرد مشکل آفرین گشت و فرسایش حاصل از درگیری‌ها به نیروهای آلمانی اجازه عمل مؤثر به این تمهیدات را نداد. با فرا رسیدن زمستان کاهش هر چه بیشتر دما از میانه ماه نوامبر با وجود منجمد کردن گل و لای و تسهیل و افزایش سرعت پیشروی آلمانی‌ها، مشکلات دیگری پدیدآورد. یخبندان هر چه نصیب آلمانی‌ها کرد چیز بیشتری از آن‌ها ستاند. این وضعیت تأثیری مخربی بر روحیه نیروهای خط مقدم داشت. عدم دریافت به موقع اقلام تدارکاتی نظیر ضدیخ برای خودروها و البسه زمستانی، بار مشکلات آلمانی‌ها را تشدید ساخت. ارتشبد گودریان در خاطرات خود دمای هوا در روز ۱۲ نوامبر را ۱۵− درجه سانتیگراد، روز بعد آن ۲۲− درجه سانتیگراد و روز ۴ دسامبر ۳۵− درجه سانتیگراد و در کمترین میزان ۵۰− درجه سانتیگراد ثبت کرده‌است و اضافه نموده در این شرایط سربازان همچنان البسه سبک به تن داشتند. رئیس بخش تدارکات نیروی زمینی آلمان اصرار داشت البسه زمستانی ارسال شده‌است اما بعداً مشخص شد محموله در اثر نبود قطار و خرابکاری پارتیزان‌های دشمن در خطوط آهن، برای چند هفته در ایستگاه ورشو گیر کرده‌است. در این حال سربازان آلمانی وادار شده بودند لباس گرم را از تن سربازان مرده و اسیر شوروی درآورده و بپوشند.
کاهش دما تأثیر تسلیحات آلمانی‌ها از جمله ادوات توپخانه را نیز کاهش داده بود. نیروهای ورماخت جهت فعال نگاه داشتن خودروها و تانک‌های خود مجبور به گشودن آتش زیر موتور آن‌ها بودند که موجب اتلاف سوخت ارزشمندی می‌گشت که آلمانی‌ها در مضیقه آن بودند. سرمای هوا با سفت‌تر کردن روغن موتور و سخت‌تر روشن شدن هواگردها، عملیات‌های لوفت‌وافه را نیز با اختلال مواجه ساخته بود. در این حال، نیروی هوایی شوروی با در اختیار داشتن پایگاه‌های هوایی مجهز و گرم در وضعیت بسیار بهتری به سر می‌برد.

### یورش نهایی ورماخت

#### محور کالینین–کلین (شمال)
تهاجم ورماخت با نیروهایی از رمق افتاده و منابعی اندک، از ۱۵ نوامبر مجدداً از سر گرفته شد. در جناح شمالی درگیری‌های شدیدی بر سر بزرگراه کالینین–مسکو درگرفت. تهاجم اولیه نیروهای آلمانی با هدف گرفتن ضعیف‌ترین نقطه در دفاع دشمن، اتصال بین ارتش‌های شانزدهم و سی‌ام شوروی را شکست. ارتش سی‌ام شوروی که با فاصله کمی توسط ارتش نهم ورماخت تعقیب می‌شد، به مواضع دفاعی در طول رود ولگا در شمال سد ولگا عقب نشست. ارتش نهم ورماخت با دستیابی به گذرگاه‌هایی در کرانه شمالی ولگا، از روز ۱۹ نوامبر حالت تدافعی گرفت تا از جناح چپ گروه زرهی ۳ که به سمت شرق پیش می‌رفت، محافظت کند. سرلشکر زاخاروف، به دستور ژوکوف، با دو لشکر سواره‌نظام، یک لشکر موتوریزه و دو تیپ تانک مسئول پوشش دادن شکاف ایجاد شده در نزدیکی کلین شد. ژوکوف که تقریباً تمام نیروی ذخیره خود را صرف حملات پیش‌دستانه کرده بود، دیگر قادر به اجرای ضد حملات در زمان و مکان مناسب نبود. نیروهای راینهارت در گروه زرهی ۳ با پیشروی مداوم، روز ۲۳ نوامبر به کلین دست یافتند. در جناح راست این گروه زرهی، لشکر دوم زرهی سولنچنوگورسک در ۲۰ کیلومتری جنوب کلین را نیز تصرف کرد. با رسیدن سپاه ۵ به کلین، راینهارت می‌توانست به سمت کانال مسکو–ولگا پیش برود یا مستقیماً راه مسکو در جنوب شرقی را پیش بگیرد.
در این شرایط استاوکا و ژوکوف در تلاش برای اجرای بلافاصله تمهیداتی جهت دفع خطر از مسکو بودند. به روکوسوفسکی فرمان داده شد ارتش شانزدهم شوروی را به خط دفاعی جدید از جنوب سولنِچنوگورسک تا شهر ایسترا در طول رود ایسترا در امتداد مواضع ارتش پنجم شوروی منتقل کند. با بهره‌گیری از عقب‌نشینی ارتش شانزدهم شوروی، راینهارت در مقابل مقاومت ضعیف، از کلین به سمت شرق پیش رفت. با این حرکت جناح چپ ارتش سی‌ام شوروی وادار به عقب‌نشینی به سمت شمال شد تا شکاف دیگری در مواضع ارتش سرخ پدیدار شود. با استفاده از این شکاف، لشکرهای چهاردهم پیاده‌نظام موتوریزه و هفتم زرهی ورماخت تا روز ۲۹ نوامبر خود را در یاخروما و جنوب آن در ۳۵ کیلومتری شمال مسکو، به کرانه غربی کانال مسکو–ولگا رساندند و بر چندین گذرگاه کوچک بر آن مسلط شدند. تا این زمان تنها ۳۶ تانک عملیاتی برای لشکر هفتم زرهی ورماخت باقی مانده بود.

#### محور مرکزی

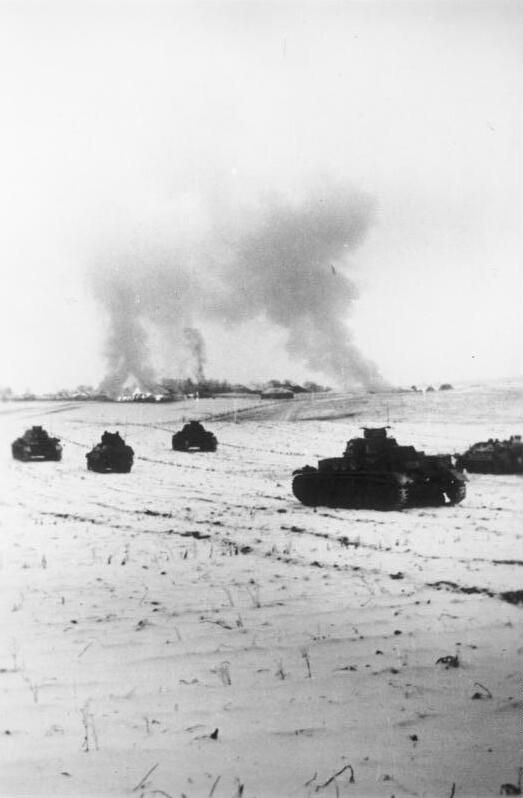
نیروهای زرهی ورماخت در ایسترا، ۲۵ نوامبر ۱۹۴۱

در مرکز خط مقدم، سه لشکر تفنگ‌دار، دو لشکر سواره‌نظام و یک تیپ تانک شوروی در تلاش برای جلوگیری از پیشروی نیروهای هوپنر در گروه زرهی ۴ ورماخت بودند. حرکت هوپنر آهسته و به شکل پر خسارتی دنبال می‌شد. نیروهای او در مقابل مقاومت شدید، در عرض ۳ روز تنها ۴ تا ۶ کیلومتر پیشروی نمودند. به هر صورت، گروه زرهی ۴ در نهایت قادر به نفوذ در کمربند اصلی دفاعی ارتش نوزدهم شوروی شد. هوپنر با نارضایتی از کندی حرکت، ۱۹ نوامبر هر سه سپاه خود را به کار گرفت و توانست بن‌بست را بشکند و تا پایان روز ۲۰ نوامبر ۱۸ تا ۲۳ کیلومتر دیگر پیش برود. نیروهای هوپنر با درهم‌شکستن دفاع ارتش شانزدهم شوروی در سولنِچنوگورسک و ایسترا به سمت مسکو یورش بردند. روز ۲۷ نوامبر ایسترا به تصرف مهاجمان درآمد. روز ۳۰ نوامبر لشکر دوم زرهی گروه زرهی ۴ کراسنایا پولیانا را در ۳۰ کیلومتری شمال مسکو به سلطه خود درآورند تا این شهر در برد توپخانه ورماخت قرار گیرد. از این نقطه افسران آلمانی با دوربین‌های خود قادر به مشاهده پایتخت شوروی بودند. در این زمان، با نزدیک شدن سپاه‌های ۴۶ و ۴۰ موتوریزه و ۵ پیاده‌نظام گروه زرهی ۴ به شهر، درگیری‌های سنگینی از دریوکوو تا ددوفسک در دروازه‌های شمال غربی مسکو به پا شد. با وجود فرمان اکید بر حفظ موقعیت، نیروهای ارتش شانزدهم شوروی قدم به قدم عقب رانده می‌شدند.
استاوکا روز ۳۰ نوامبر برای بازگرداندن ورق، ارتش‌های یکم شوک و بیستم را از ذخیره راهبردی خود به جبهه غربی ملحق ساخت. ژوکوف موظف شد خط کانال مسکو–ولگا را حفظ کند. ژوکوف بلافاصله هر دو ارتش را وارد شکاف بین ارتش سی‌ام و شانزدهم شوروی کرد. او ارتش یکم شوک را مسئول دفع آلمانی‌ها از کانال مسکو–ولگا و ارتش بیستم را مسئول دفاع از ناحیه کراسنایا پولیانا نمود.

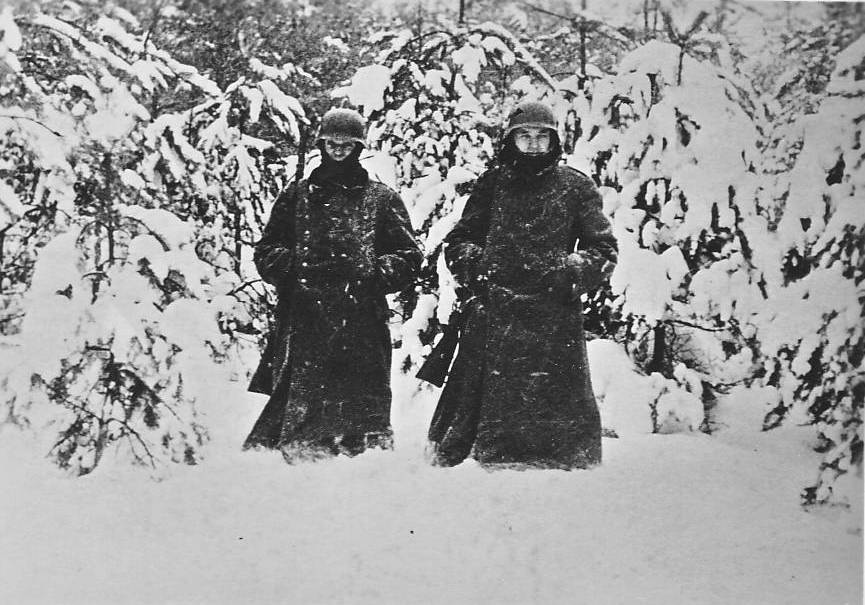
سربازان ورماخت در غرب مسکو، دسامبر ۱۹۴۱

در این شرایط فن بک و هادر عمیقاً به این نتیجه رسیده بودند که یک تلاش پایانی دشمن پیشروی آن‌ها را منهدم خواهد کرد و «پیروزی نصیب طرفی خواهد شد که بیشتر پایداری کند». با اطمینان از ضعیف بودن دفاع شوروی در غرب مسکو و فرارسیدن زمان تهاجم تعیین‌کننده نهایی، فیلدمارشال فن بک اواخر ماه نوامبر به ارتش چهارم ورماخت دستور داد به منظور حمله مستقیم به سمت مسکو از جانب غرب، مواضع ارتش سرخ در جنوب زونیگورود و نارو-فومینسک را مورد یورش قرار دهد و با پیشروی متمرکز به سمت کوبینکا و گولیتسینو، ارتش‌های پنجم و سی و سوم شوروی را به محاصره درآورد. متعاقب این تهاجم، نیروهای فیلدمارشال فن کلوگه در ارتش چهارم می‌بایست در طول بزرگراه‌های مینسک و کیف وارد مسکو می‌شدند.
با آغاز این تهاجم، استاوکا نیروی کمکی بیشتری به منطقه نظامی مسکو فرستاد تا در دفاع بیرونی شهر قرار گیرند. ارتش چهارم با تشکیل سه گروه شوک، از ۱ دسامبر به گولیتسینو حمله برد. این حمله از پشتیبانی زرهی چندانی برخوردار نبود و مستقیماً با مواضع آماده دفاعی دشمن برخورد کرد. ارتش پنجم شوروی لشکر دویست و شصت و هفتم پیاده‌نظام ورماخت را دفع نمود و تا نقطه آغاز حرکت عقب راند. لشکر یکم تفنگ‌دار موتوریزه محافظ شوروی در نارو-فومینسک مقاومت جانانه‌ای از خود نشان داد؛ با این وجود، لشکرهای دویست و پنجاه و هشتم پیاده‌نظام و سوم پیاده‌نظام موتوریزه ورماخت توانستند ۴ تا ۹ کیلومتر در دفاع شمالی و جنوبی آن نفوذ کرده و خود را به جنوب گولیتسینو برسانند. این مسئله سبب شد روز ۲ دسامبر فن بک به فرماندهان ارتش‌های خود اعلام کند دشمن در آستانه فروپاشی است. در همین حال نیروی کوچکی از ارتش سی و سوم شوروی شامل تیپ ۱۸ تفنگ‌دار، تیپ‌های ۵ و ۲۰ تانک و گردان‌های ۲۳ و ۲۴ اسکی، جناحین نیروهای نفوذ کننده آلمانی را مورد حمله قرار داده و آن‌ها را در نزدیکی آپرلفکا تقریباً محاصره کردند. به هر صورت، روز بعد دو لشکر آلمانی خود را از محاصره بیرون کشیده و به مواضع ارتش چهارم در طول رود نارا بازگشتند. در همین حین درگیری شدید هوایی نیز بر فراز نبردگاه در جریان بود. روز ۲ دسامبر جنگنده‌های شوروی از ساقط ساختن ۱۷ هواگرد دشمن گزارش دادند. با این حال طبق اعلام لوفت‌وافه تنها ۴ هواگرد آلمانی در این روز از دست رفتند.
استاوکا روز ۳ دسامبر «حوزه دفاعی مسکو» را با ارتش‌های بیست و چهارم و شصتم به عنوان لایه دوم راهبردی پشت سر جبهه غربی، پدیدآورد. استاوکا همچنین ارتش‌های سی‌ام و پنجم را تقویت کرد.
در همین حال، هوپنر که تلاش می‌کرد از سد ارتش‌های شانزدهم و بیستم شوروی بگذرد، از شمال غربی مسکو گزارش کرد توان گروه زرهی ۴ کاملاً تحلیل رفته‌است و توصیه به صدور فرمان جهت برقراری مواضع دفاعی در طول رود ایسترا کرد. پیش از آن که پاسخی از مراتب بالاتر دریافت شود، هوپنر با مشاهده وضعیت نیروهای خود و قوای دشمن، به ابتکار خود دست به این اقدام زد. در همین زمان، در جناح شمالی گروه ارتش مرکز، گروه زرهی ۳ در درگیری با ارتش یکم شوک شوروی، به مرور در حال عقب نشستن از جنوب غربی یاخروما بود. تا ۵ دسامبر پیشروی هر دو گروه زرهی ۳ و ۴ ورماخت که با حملات مکرر هوایی دشمن به ستون‌های تدارکات آن‌ها فاقد سوخت و مهمات شده بودند، به‌ناچار و نهایتاً در ۱۵ تا ۲۸ کیلومتری خطوط اصلی دفاعی مسکو، کاملاً متوقف شد.

#### محور تولا (جنوب)
در جناح جنوبی، نیروهای گودریان در ارتش دوم زرهی تهاجم خود را پس از تأخیر ایجاد شده در اثر حملات پیش‌دستانه شوروی، از روز ۱۸ نوامبر آغاز کردند. قوای گودریان به اندازه‌ای فرسوده شده بودند که او نیروهای باقیمانده زرهی خود را تنها در یک تیپ در لشکر تضعیف‌شده چهارم زرهی متمرکز ساخت. تا میانه ماه نوامبر این تیپ تنها ۵۰ تانک در اختیار داشت؛ با این حال می‌بایست نقش سرنیزه زرهی کل ارتش دوم زرهی ورماخت را ایفا می‌نمود.
با هدف گرفتن مواضع بین جبهه غربی و جنوب غربی شوروی، قوای زرهی گودریان به آهستگی راه خود را در میان نیروهای ارتش سرخ در جنوب تولا باز کردند. این نیروها قصد داشتند به عنوان جای پایی در مسیر مسکو، تولا را از جانب شرقی به محاصره درآوردند. روز ۱۸ نوامبر ددیلوفو در ۴۰ کیلومتری جنوب شرقی تولا به سلطه سپاه ۲۴ موتوریزه ورماخت درآمد. همزمان، لشکر هفدهم زرهی ورماخت شروع به پیشروی به سمت ونیوف و کاشیرا کرد. در این وضعیت، ارتش دوم ورماخت تمامی توان خود را بر محافظت از جناح شمالی گروه ارتش جنوب در کورسک و پیشروی آن به سمت وورونژ، متمرکز ساخته بود. این مسئله سبب شد بیشتر سپاه ۴۷ موتوریزه گودریان مصروف حفظ اتصال با ارتش دوم ورماخت شود. سپاه ۲۴ موتوریزه روز ۲۱ نوامبر محل اتصال ریلی در اوزلوفایا بر خط مسکو–روستوف-نا-دونو را تصرف و از رود شات عبور کرد. روز ۲۴ نوامبر درحالی‌که لشکر بیست و نهم پیاده‌نظام موتوریزه از سپاه ۴۷ موتوریزه در حال محافظت از جناح طولانی راست گودریان بود، میخائیلوف در صد کیلومتری شرق تولا، به تصرف لشکر دهم پیاده‌نظام موتوریزه از سپاه ۲۴ موتوریزه در جناح چپ ارتش دوم زرهی درآمد.

نیروهای ارتش سرخ در نزدیکی تولا، نوامبر ۱۹۴۱

در این زمان، استاوکا ۲۳ تا ۲۵ نوامبر به ارتش‌های دهم، بیست و ششم و شصت و یکم شوروی دستور داد به ترتیب در ریازان، ریاژسک و راننبورگ (خطی در ۵۰ کیلومتری شرق میخائیلوف) مستقر شوند تا از هر گونه پیشروی بیشتر دشمن به سمت شرق جلوگیری نمایند. ارتش پنجاهم شوروی در تولا، خط مقدم و جناح چپ گودریان را آماج ضد حملات خود قرار داده بود. با کاهش شدید دما و اتمام سوخت، مهمات و خودروهای عملیاتی، پیشروی نیروهای آلمانی در این قسمت رفته‌رفته در حال متوقف شدن بود. گودریان مکرراً خواهان پایان یافتن عملیات تهاجمی بود اما فرماندهی عالی نیروی زمینی آلمان نمی‌توانست بدون موافقت هیتلر، چنین فرمانی صادر کند. به هر حال به نظر می‌رسد هالدر با دریافت گزارش‌هایی از موفقیت‌های نیروهای گودریان، تصور می‌کرد تهاجم به خوبی پیش می‌رود و نیازی به جدی گرفتن شرایط نیروها نیست. از این رو، با توصل به این عقیده که پیشروی در هر صورت و در هر حالتی باید ادامه یابد، درخواست ۲۴ نوامبر گودریان برای عقب کشیدن یگان‌های متحرک جهت بازسازی که موجب توقف رزم متحرک نیروهای او می‌گردید، رد شد. بدین ترتیب، با توجه به شرایط، گودریان در حال از دست دادن امید نسبت به امکان تحقق مأموریت نیروهایش در دستیابی به گذرگاهی بر رود اوکا در کاشیرا در ۹۰ کیلومتری شمال تولا، بود. با این وجود، ارتش دوم زرهی با ادامه حملات خود موجب انهدام دو لشکر شوروی در منطقه و عقب رانده شدن دشمن از استالینوگورسک گشت. گودریان در نهایت روز ۲۵ نوامبر در تضاد با فرمان دریافت شده از گروه ارتش، در اثر ضد حملات شدید دشمن پیشروی به سمت کاشیرا را متوقف کرد و به نیروهای خود دستور به ایجاد مواضع دفاعی پیشین در طول رودهای دن، شات و اوپا داد. روز ۲۷ نوامبر فن بک ناچار با این تصمیم موافقت نمود. مأموریت اصلی گودریان در تصرف کاشیرا و قطع خط‌آهن مسکو–روستوف به انهدام مؤثر این خط توسط یک «گروه تخریب» تقلیل یافت که به هر صورت آن نیز محقق نگشت. تنها هدف عملیاتی بااهمیت باقیمانده برای گودریان تسخیر تولا بود.
اواخر ماه نوامبر، درحالی‌که تولا تقریباً محاصره شده بود، ژوکوف به سپاه ۲ سواره‌نظام شوروی فرمان داد به هر قیمتی که شده شرایط را در جناح جنوبی جبهه غربی به سامان کند. از میزان بسیار اندک نیروهای ذخیره در دسترس، نیمی از لشکر ۱۱۲ تانک، دو گردان مستقل تانک، مقداری توپچی ضدهوایی، یک هنگ مهندسی رزمی، یک یگان از راکت‌اندازهای جدید کاتیوشا و مدرسان و دانشجویانی از چندین دانشکده نظامی به این سپاه ملحق گشتند. روز ۲۶ نوامبر این نیروی مرکب «سپاه ۱ سواره‌نظام محافظ» نام گرفت و موظف به حمله به سرنیزه زرهی گودریان در مسیر کاشیرا شد. نیروهای جلودار آلمانی به اندازه‌ای پراکنده شده بودند که این سپاه شوروی تقریباً بدون این که شناسایی شود از خط مقدم آن‌ها عبور نمود. ضد حمله سپاه ۱ سواره‌نظام محافظ شوروی از روز ۲۷ نوامبر، نیروهای ورماخت را عقب راند و فشار بر تولا را تا حدودی بر طرف کرد.
به هر صورت، گودریان همچنان به دنبال یافتن راهی برای به محاصره درآوردن ارتش پنجاهم شوروی در تولا بود. بدین منظور تمامی زره‌پوش‌های باقیمانده ارتش دوم زرهی شامل تنها ۳۲ تانک در دو گروه شوک کوچک در سپاه ۲۴ موتوریزه متمرکز شدند. این دو گروه شوک موظف گشتند در شمال تولا با حمله به جانب غرب، جاده مسکو–تولا را قطع کنند و به سومین گروه شوک که با نیروهای لشکرهای ۳۱ و ۲۹۶ پیاده‌نظام از سپاه ۴۳ ارتش چهارم ورماخت تشکیل شده بود و می‌بایست از شمال غربی شهر به سمت شرق حمله می‌کردند، متصل گردند. با آغاز تهاجم از روز ۲ دسامبر، دو گروه شوک موفق گشتند جاده حیاتی مذکور را قطع کنند اما با ضد حملات شدید از جانب قوای شوروی مواجه گردیدند. در این زمان دمای هوا در حوالی تولا به ۳۵ درجه زیر صفر رسید و دیگر امکان تأمین پشتیبانی هوایی برای نیروهای آلمانی وجود نداشت. همزمان لشکرهای تفنگ‌دار شوروی حمله لشکر ۳۱ پیاده‌نظام ورماخت از جانب غرب را دفع کردند تا تلاش آلمانی‌ها برای محاصره تولا به نتیجه نرسد و گودریان وادار شود نیروهای فرسوده‌اش را عقب بکشد و حالت دفاعی بگیرد. بدین ترتیب عملیات ارتش دوم زرهی روز ۵ دسامبر جهت حفظ باقیمانده توان نیروها کاملاً متوقف شد.

### توقف مجدد ورماخت
درگیری‌های سنگین هر دو طرف را تا پایان ماه نوامبر متحمل خسارات فراوانی کرد. موفقیت تهاجم آلمانی‌ها وابسته به فروپاشی سریع دفاع شوروی بود اما ارتش سرخ با تحمل حملات دشمن همچنان پایداری می‌کرد و با اجرای ضدحملات برخی دستاوردهای ورماخت را از بین برد. بدتر از همه برای آلمانی‌ها این که نیروی هوایی شوروی از اوایل دسامبر برتری هوایی را نیز در آسمان در اخیار گرفته بود. هواگردهای ارتش سرخ بین ۱۵ نوامبر تا ۵ دسامبر ۱۵٬۸۴۰ پرواز انجام دادند که حدوداً پنج برابر پروازهای لوفت‌وافه بود.
تا پایان ماه نوامبر، عملیات تایفون به اندکی بیش از درگیری‌های پراکنده بدون انسجام راهبردی بدل گشت. برای یک ماه تمام در تدارکات دریافتی توسط گروه ارتش مرکز مهمات و سوخت بر هر چیز دیگری از جمله لباس، اولویت یافته بود. رسیدن به مسکو آخرین ذخایر نیروهای ورماخت را نیز به پایان رساند. دیگر هیچ نیروی کمکی و جایگزینی برای گروه ارتش مرکز قابل تصور نبود. در این موقعیت ورماخت در عمق ۱۰۰۰ کیلومتری اراضی شوروی متوقف شده، جنگ تحرک آن در دروازه‌های مسکو گیر کرده و تهاجم همه‌جانبه آن برای تصرف پایتخت دشمن به شکل قطعی شکست خورد. نیروهای ورماخت از منظر جسمی و روانی به حد تاب‌آوری خود رسیده و آب‌وهوای سرد، البسه ناکافی، کمبود مواد غذایی، سختی مراقبت از بیماران و مجروحان و تلفات سنگین تأثیر بدی بر اتکاپذیری و آمادگی رزمی آن‌ها گذاشته بود. اغلب این موارد به اضافهٔ خسارات جدی وارد آمده به تسلیحات و تجهیزات، ورای اقدامات دشمن بودند. در این شرایط پیاده‌نظام ارتش چهارم در نارو-فومینسک در غرب شهر ۷۰ کیلومتر و یگان‌های زرهی گروه زرهی ۴ در کراسنایا پولیانا در شمال شهر ۳۲ کیلومتر همچنان با مرکز مسکو فاصله داشتند. روز ۲۹ نوامبر فیلدمارشال فن بک در مواجهه با توان زیاد ارتش سرخ در مقابل خود و با نگرانی از بدل شدن مسکو به «وردون دوم»، به هالدر گزارش کرد تهاجم نیروهای ورماخت می‌بایست متوقف گردد مگر این که در روزهای آینده تصمیم مؤثری گرفته شود. او معتقد بود گل‌ولای پاییز، مشکلات خطوط آهن و دست کم گرفتن طاقت دشمن ورماخت را به این وضعیت بهرانی کشانده‌است. فن بک که شک داشت گزارش‌های او دربارهٔ وضعیت نیروهایش به درستی به هیتلر مخابره می‌شود، روز ۱ دسامبر با ارسال پیام دیگری به قرارگاه فرماندهی عالی نیروی زمینی ضمن تشریح شرایط سخت نیروهای خود از جمله فرسودگی آن‌ها و کاهش شدید دما، از آن خواست یا برای او نیروی کمکی و تدارکات ارسال نموده تا به پیشروی ادامه دهد یا در غیر این صورت گروه ارتش مرکز وادار خواهد شد جهت دستیابی به خط مقدمی کوتاه‌تر و قابل دفاع‌تر عقب بنشیند. با این حال، هالدر در پاسخ، با وجود ابراز همدلی، از او خواست فشار خود بر دشمن را حفظ کند و به آن در شرایطی دشوار فرصت بازیابی ندهد. از این رو، ۴ دسامبر فن بک به ستاد عملیات‌های فرماندهی عالی ورماخت اطلاع داد با وجود این که توان نیروهایش تقریباً به پایان رسیده‌است، او به حمله در تمامی طول خط مقدم ادامه خواهد داد و با «چنگ و دندان» مقاومت نموده و عقب‌نشینی نخواهد کرد. با این حال فن بک خاطر نشان کرد او می‌داند که نقطه توقف نزدیک است و در آن هنگام تغییر به حالت تدافعی بسیار دشوار خواهد بود.
دقیقاً همان روز دمای هوا در اطراف مسکو با تشدید شرایط رقت‌بار نیروهای آلمانی، به ۳۵ درجه سانتیگراد زیر صفر رسیده بود. تا این زمان برای همه روشن بود ورماخت به نقطه بهرانی رسیده و به هیچ وجه قادر به ادامه تهاجم نیست. در این شرایط درحالی‌که توان نیروهای آلمانی هر لحظه تحلیل می‌رفت و از زمان آغاز عملیات تایفون حتی یک لشکر به عنوان نیروی کمکی به گروه ارتش مرکز ارائه نگشته بود، در طرف مقابل، با ایجاد و استقرار یگان‌هایی معادل ۷۵ لشکر و تأمین بیش از ۲۷۰ هزار نفر نیروی جایگزینی، توان ارتش سرخ در حال رشد بود. ایجاد و کاربرد نیروهای ذخیره راهبردی بر اساس فرمان‌ها ۲۴ و ۲۵ نوامبر استاوکا، نقشی تعیین‌کننده در شکست آلمان در دروازه‌های مسکو بازی کرد. در همین مدت ضد حملات ارتش سرخ به جناحین نیروهای آلمانی در تمامیت جبهه شرقی، امکان یاری‌رسانی توسط گروه ارتش‌های شمال و جنوب به جناحین راهبردی گروه ارتش مرکز آن را نیز از بین برده بود.

## ضد حمله ارتش سرخ (۵ دسامبر ۱۹۴۱ تا ۲۰ ژانویه ۱۹۴۲)

### آماده‌سازی و طرح‌ریزی شوروی

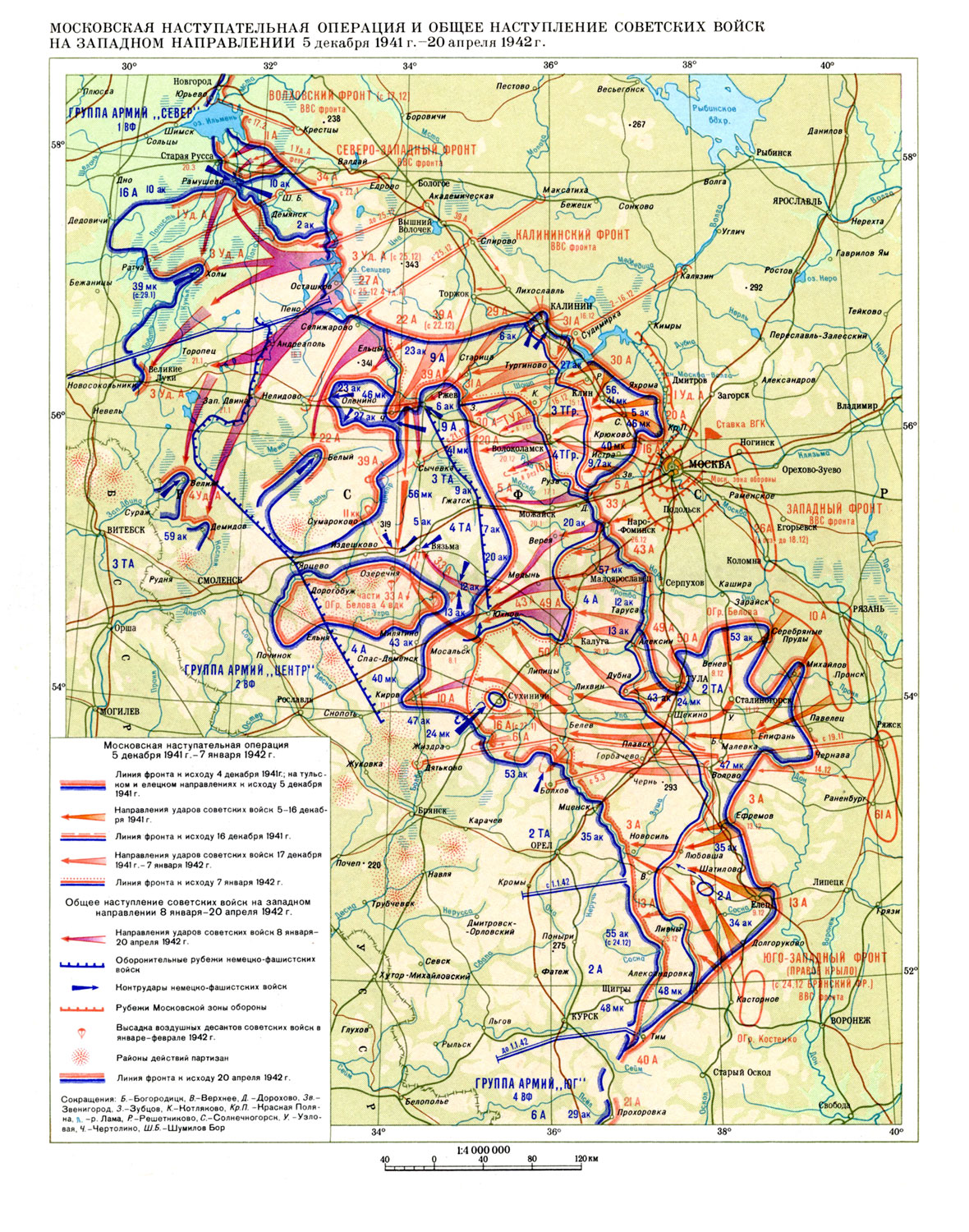
نقشه ضد حمله ارتش سرخ، ۵ دسامبر ۱۹۴۱ تا ۲۰ ژانویه ۱۹۴۲

درحالی‌که عده‌ای در آلمان تصور می‌کردند ورود امپراتوری ژاپن به جنگ با متفقین، شوروی را وادار خواهد کرد نیروهای زیادی را در خاور دور حفظ و حتی نیروهایی را از اروپا به آن‌جا منتقل نماید و این مسئله موجب کاهش فشار بر ورماخت در جبهه شرقی خواهد شد، میانه ماه اکتبر، با آگاهی اطلاعاتی از قصد امپراتوری ژاپن در تهاجم به جنوب و عدم تمایل آن به درگیر شدن با شوروی در شمال، شوروی شروع به انتقال نیروهای خود از خاور دور به مناطق غربی کرد. شوروی با اتکا بر شبکه راه‌آهن خود، نیروهایی را در فاصله ۲ تا ۴ هزار کیلومتری با سرعت ۴۰۰ تا ۵۰۰ کیلومتر بر روز به نواحی عملیاتی غربی منتقل نمود. بدین ترتیب تا پایان ماه ۱۳ لشکر تفنگ‌دار و ۵ تیپ تانک در مواضع جدید حوالی مسکو مستقر گردیدند. سرویس اطلاعاتی آلمان کاملاً از این آماده‌سازی بی‌اطلاع بود. با این وجود هواگردهای شناسایی برد بلند لوفت‌وافه گزارش از مشاهده «تحرکات ترابری وسیع در خطوط آهن منتهی به پایتخت شوروی از سمت شرق» می‌دادند. با این حال هیچ اقدامی از سوی هواگردهای آلمانی علیه این تحرکات صورت نگرفت.
در تمامی مدتی که سایر نیروهای شوروی در مناطق غربی متحمل خسارت فراوانی شدند، نیروهای خاور دور آن دست نخورده باقی مانده بودند. این نیروها آب‌دیده شرایط بد جوی بودند و با تسلیح متناسب، به رزم در سخت‌ترین سرما عادت داشتند. درحالی‌که آلمانی‌ها تصور می‌کردند بدون داشتن ذخیره چندانی، ارتش سرخ قادر به اجرای ضد حمله در برابر گروه ارتش مرکز نیست، ترکیب این قوا و آرایش‌های تازه تشکیل شده، تا انتهای ماه نوامبر نیروی ذخیره‌ای با ۵۸ لشکر برای شوروی ایجاد کرد. یگان‌های به شدت آسیب‌دیده نیروی هوایی شوروی در ناحیه مسکو نیز نیروی کمکی فراوانی از جمله دو لشکر هوایی از جبهه شمال غربی دریافت کردند.
استاوکا از اوایل ماه نوامبر پس از توقف موقت تهاجم ورماخت، شروع به برنامه‌ریزی جهت اجرای ضد حمله کرد. هنگامی که گروه ارتش مرکز ورماخت از میانه ماه نوامبر تهاجم خود را از سرگرفت، استاوکا موقتاً این ضد حمله را به تعویق انداخت و قوای ذخیره را جهت متوقف ساختن آلمانی‌ها به کار برد. در همین حال، ستاد کل ارتش سرخ طرح‌ریزی مربوط به تمامی جوانب ضد حمله را به انجام رساند. روز ۲۹ نوامبر ژوکوف درخواست مجوز آغاز ضد حمله را کرد. او معتقد بود نیروهای آلمانی مستهلک شده‌اند اما اگر رخنه آن‌ها به دفاع مسکو هم‌اینک از بین نرود، قادر خواهند شد نیروهای مرکزی خود را به کمک ذخایر بزرگی از جناحین تقویت نمایند که می‌تواند وضعیت جدی دربرداشته باشد. استاوکا با این درخواست موافقت و همان روز مأموریت جبهه‌های غربی و جنوب غربی در این رابطه را مشخص کرد. روز بعد دستور به الحاق جبهه کالینین به ضد حمله داده شد.
سه جبهه کالینین، غربی و جنوب غربی ارتش سرخ با ۱۵ ارتش، ۳ سپاه سواره‌نظام و یک سپاه هوابرد مجموعاً شامل ۱۰۴ لشکر آماده اجرای ضد حمله بودند. جبهه غربی نقش اصلی را ایفا می‌نمود. بر اساس طرح استاوکا، جناحین راست و چپ جبهه غربی، در همکاری با جبهه‌های کالینین و جنوب غربی، می‌بایست نیروهای اصلی دشمن را که قصد محاصره مسکو از شمال و جنوب را دشتند، منهدم می‌کردند. شوروی با به‌کارگیری نسل جدیدی از فرماندهان جوان‌تر که جایگزین فرماندهان بی‌کفایت پیشین شده بودند، در حال پیاده کردن آموزه‌های تجربیات نبردهای شش ماه گذشته بود. این ضد حمله برخلاف ضد حملات پیشین ارتش سرخ، نه یک تهاجم مستقیم محض بلکه یک ترکیب عملیاتی از حملات مستقیم و جناحی به حساب می‌آمد که هدف آن به محاصره درآوردن نیروهای آلمانی در مقابل مسکو بود. در مقیاس گسترده عملیات نیروهای ارتش سرخ به دنبال محاصره گروه ارتش مرکز ورماخت در یک ناحیه بسیار وسیع توسط یک انبر شمالی از طریق اوستاشکوف به سمت ویتبسک و یک انبر جنوبی از طریق اریول و بریانسک به سمت اسمولنسک بود. اگر این طرح موفق می‌شد ارتش سرخ را قادر می‌ساخت پشت سر دو گروه ارتش دیگر ورماخت را نیز مورد تهاجم قرار دهد. با این حال بیشتر نیروهای شوروی همچنان آموزش ضعیفی دیده و به شکل ناقصی تسلیح شده بودند و آمادگی کاملی جهت عملیات تهاجمی نداشتند.
طرح ضد حمله یک پیشروی اولیه ۶۰ کیلومتری در شمال و ۱۰۰ کیلومتری در جنوب مسکو را پیش‌بینی می‌کرد. ارتش‌های سی‌ام، یکم شوک، بیستم و شانزدهم جبهه غربی از روزهای ۳ و ۴ دسامبر و ارتش‌های بیست و نهم و سی و یکم جبهه کالینین از روزهای ۵ و ۶ دسامبر تهاجم را آغاز می‌نمودند. ارتش‌های جناحین راست و مرکز جبهه کالینین می‌بایست به صورت «فعالانه» از ناحیه سلیژارفو–تورژوک محافظت می‌کردند و ارتش‌های جناح چپ آن می‌بایست در همکاری با جناح راست جبهه غربی، به تجمع نیروهای دشمن در کلین یورش برده و آن را منهدم می‌نمودند. در همین زمان، نیروهای جبهه جنوب غربی موظف بودند تجمع نیروهای دشمن در یلتس–لیونی را محاصره و منهدم، پشت سر ارتش دوم زرهی ورماخت را تهدید و در همکاری با جناح چپ جبهه غربی نیروهای آلمانی را منهدم می‌کردند. همزمان ارتش‌های پنجم، سی و سوم، چهل و سوم و چهل و نهم در مرکز خط مقدم جبهه غربی، می‌بایست نیروهای دشمن را درگیر نگاه می‌داشتند و اجازهٔ کمک‌رسانی توسط آن‌ها به جناحین را نمی‌دادند. تمامی نیروی هوایی جبهه غربی شوروی وارد این تهاجم می‌شد. سه چهارم از این نیرو در شمال و یک چهارم آن در جنوب عمل می‌کرد.
بر اساس آمار رسمی شوروی، تا روز ۶ دسامبر این سه جبهه شوروی ۲۷ لشکر دیگر دریافت کردند و مجموع توان آن‌ها به ۱٫۱ میلیون نفر با پشتیبانی ۷۶۵۲ توپ و خمپاره‌انداز، ۷۷۴ تانک و هواگرد رسید. بر مبنای همان آمار، این نیروها ۱۷۰۸۰۰۰ نفر قوای آلمانی مجهز به ۱۳۵۰۰ قطعه توپ، ۱۱۷۰ تانک و ۶۱۵ هواگرد را در مقابل خود داشتند. این آمار به روشنی توان نیروهای آلمان و شوروی را بیش از واقع و به نادرستی آلمانی‌ها را در هر زمینه‌ای جز تعداد هواگردها برتر نشان می‌داد. در حقیقت توان رزمی مؤثر ارتش سرخ در ۵ دسامبر حدود ۳۸۸ هزار نفر با پشتیبانی ۵۶۳۵ قطعه توپ، ۵۵۰ تانک و توان نیروهای آلمانی حدود ۲۴۰ هزار نفر با پشتیبانی ۵۳۵۰ توپ و ۶۰۰ تانک بود. این آمار نشان‌گر این است که هر دو طرف در پایان توان خود بودند و اسکلتی از توان پیشین نیروهای تقابل‌گر باقی مانده بود.
در طول این مدت در شرایط آب‌وهوایی تغییرات عمده‌ای پدید آمد. دمای هوا که در ماه نوامبر بر اساس استانداردهای روسیه «معتدل» به حساب می‌آمد، اوایل ماه دسامبر افت قابل ملاحظه‌ای کرد. نیروهای ورماخت که عموماً در فضای باز قرار داشتند، دیگر نمی‌توانستند کاری بکنند. بدین ترتیب ابتکار عمل به دست شوروی افتاد. شوروی در این ناحیه تانک و هواگرد کمتری نسبت به گروه ارتش مرکز ورماخت در اختیار داشت اما نیروهای آن تازه‌نفس و دارای تجهیزات مناسب زمستان و وضعیت تدارکاتی بهتری بودند. در طرف مقابل، نیروهای آلمانی بیش از حد پراکنده، بدون تسلیحات مناسب زمستان، بدون نیروی ذخیره و مستقر در مواضع غیر آماده بودند. درحالی‌که نیروهای شوروی موقتاً بر تعداد اندکی از نقاط حساس متمرکز شده بودند. بدین ترتیب ژوکوف در جناح راست خود در شمال مسکو به برتری عددی دو به یک در تعداد نیروها و برتری کمتری در زمینه توپخانه دست یافته بود. به همین ترتیب، در شرایطی که لوفت‌وافه در وضعیت زیرساختی و تدارکاتی بسیار بدی به سر می‌برد، نیروی هوایی ارتش سرخ از مزیت پایگاه‌های هوایی مجهز و قرار گرفتن در مجاورت مرکز ارتباطات ریلی و جاده‌ای شوروی بهره‌مند بود.

### عقب‌نشینی اولیه گروه ارتش مرکز
آلمانی‌ها تصور می‌کردند سه ماه دیگر طول می‌کشد تا ارتش سرخ بتواند نیروی جدیدی ایجاد کند. در نتیجه ضد حمله شوروی آلمانی‌ها را غافلگیر کرد. در شرایطی که توان رزمی نیروهای ورماخت همچنان در حال تقلیل بود و هیچ امیدی برای دریافت به موقع نیروی جایگزین وجود نداشت، با آگاهی یافتن از انتقال نیروی کمکی برای ارتش سرخ در ناحیه مسکو و در مواجهه با حملات اولیه دشمن، جهت قرار گرفتن در مواضع زمستانی و کاهش تلفات، فیلدمارشال فن بک از ۵ دسامبر شروع به کار بر روی طرحی جهت عقب‌نشینی به مواضع دفاعی بهتر کرد. روز بعد هیتلر با اکراه با این عقب‌نشینی که پیش‌بینی می‌شد دو روز به طول بینجامد، جهت «کوتاه‌تر کردن خط مقدم» موافقت نمود. با این حال، ضد حمله شوروی در میانه این عقب‌نشینی و پیش از این که نیروهای آلمانی بتوانند در مواضع دفاعی قرار بگیرند، آغاز شد. بیشتر عقب‌نشینی‌های نیروهای آلمانی به گونه‌ای زیر فشار شدید دشمن بود که فرماندهان میدانی ورماخت آزادی اندکی در انتخاب خطوط دفاعی مناسب داشتند.

### اجرای ضد حمله ارتش سرخ
ضد حمله ارتش سرخ سپیده دم روز ۵ دسامبر در قسمت جبهه کالینین آغاز شد و در عرض دو روز به تمامی خط مقدم گسترش یافت. این ضد حمله در قسمت شمالی خط مقدم هنگامی آغاز گردید که دمای هوا ۲۶ درجه زیر صفر و عمق برف روی زمینی بیش از یک متر بود. ارتش‌های بیست‌ونهم و سی‌ویکم جبهه کالینین جناح شمالی منطقه محدب کلین را مورد حمله قرار دادند. ارتش پنجم شوروی نیز همان روز به تهاجم پیوست. ضد حمله ارتش سرخ در شمال مسکو توسط ارتش‌های سی‌ام، بیستم‌ویکم شوک از ۶ دسامبر آغاز شد. همان روز ارتش‌های ارتش‌های دهم و سیزدهم شوروی نیز در جنوب مسکو به قوای گودریان حمله بردند. نیروهای مرکز خط مقدم و جناح شمالی ارتش شانزدهم شوروی و جناح جنوبی گروه عملیاتی کوستنکو از روز ۷ دسامبر به نیروهای ورماخت حمله کردند. در نهایت مابقی نیروهای ارتش شانزدهم شوروی، گروه عملیاتی بلوف و ارتش‌های سوم و پنجاهم شوروی نیز از ۸ دسامبر وارد معرکه شدند. تا این زمان، درگیری‌ها در محورهای کالینین، کلین، سولنِچنوگورسک، ایسترا، تولا و یلتس به پا گشته بود.
اوایل ماه دسامبر بالاترین اولویت استاوکا از بین بردن انبرهای شمالی و جنوبی ورماخت که مسکو را تهدید می‌کردند، بود. با وجود مقداری موفقیت اولیه، نیروهای ارتش سرخ تا اواخر روز ۸ دسامبر، در خط مقدمی به طول ۲۹۰ کیلومتر، تنها ۳ تا ۲۰ کیلومتر، به شکل نابرابری در قسمت‌های مختلف، پیش رفتند. از این رو، ژوکوف روز ۹ دسامبر با صدور فرمانی رزم مستقیم با دشمن را «قاطعانه ممنوع» اعلام کرد و از نیروهای خود خواست با باقی گذاشتن نیروی اندکی در مقابل دشمن، آن‌ها را با حملات «شبانه‌روزی»، در عمیق‌ترین حالت ممکن، به محاصره درآوردند. او همچنین خواهان ایجاد گروه‌های شوک جهت عمل در عمق اراضی دشمن شد. تاکتیک گروه‌های شوک ژوکوف مؤثر واقع گشت و به آهستگی دفاع آلمانی‌ها را از هم گسیخت. درحالی‌که یگان‌های دیگر ورماخت در حال گریز از دام دشمن بودند، آلمانی‌ها نیروهای ذخیره اندک خود را مداوما عقب و جلو می‌فرستادند تا شرایط قسمت‌های مورد تهدید را بهبود ببخشند.

#### محور شمالی ضد حمله
ارتش‌های بیست‌ونهم و سی‌ویکم شوروی بامداد روز ۵ دسامبر از سمت غرب و شرق کالینین به دشمن یورش بردند اما در مقابل دفاع آماده ارتش نهم ورماخت تنها پیشروی محدودی انجام دادند. ارتش سی‌ویکم شوروی با حمله از شرق کالینین، گذرگاهی بر رود ولگا به دست آورد و جاده کالینین–تورگینوفو را قطع نمود تا نیروهای آلمانی را در خطر محاصره از جانب شرق قرار دهد. روز ۶ دسامبر، ارتش‌های سی‌ام، یکم شوک و بیستم شوروی از مواضعی در شمال و جنوب دمیتروف به سمت کانال مسکو–ولگا حمله کردند. با نفوذ در دفاع گروه زرهی ۳، ارتش سی‌ام شوروی از جانب شمال شرقی به کلین نزدیک شد. آلمانی‌ها مقاومت شدیدی در کلین از خود نشان می‌دادند چرا که سلطه بر نقطه اتصال جاده‌ای در آن جهت پدیدآوردن امکان عقب‌نشینی نیروهای جلودار گروه زرهی ۳ حیاتی بود. از این رو، روز ۶ دسامبر پس از اطلاع به فن بک، راینهارت به پنج لشکر زرهی و موتوریزه خود دستور داد با اجرای مبارزه در حین عقب‌نشینی، به کلین بازگردند. ارتش‌های یکم شوک و بیستم شوروی از روز ۷ دسامبر از یاخروما و کراسنایا پولیانا رو به غرب پیش رفتند. با وجود پیشروی بسیار آهسته این نیروها، فشار آن‌ها موجب ایجاد راهبندان بزرگی در بین یگان‌های راینهارت که در تلاش بودند پیش از قطع شدن مسیر عقب‌نشینی، خود را به کلین برسانند، شد. آلمانی‌ها هنگام عقب‌نشینی با عجله، برخی از ادوات خود از جمله چندین تانک و هویتزر سنگین را پشت سر باقی گذاشتند. لشکر یکم زرهی ورماخت در شرایطی که در خطی به طول ۴۰ کیلومتر کشیده شده بود و سوخت اندکی در اختیار داشت، موظف گشت با چرخش مجدد به سمت شرق پیشروی نیروهای ارتش سرخ به سمت کلین را سد کند.
با ورود نیروهای ارتش شانزدهم شوروی به درگیری از روز ۷ دسامبر، شرایط بد آلمانی‌ها در جناح شمالی تشدید شد. حمله نیروهای شوروی به دفاع لشکر سی‌وپنجم پیاده‌نظام ورماخت در جناح راست گروه زرهی ۳، خطر گسسته شدن اتصال آن با گروه زرهی ۴ را پدیدآورد. درگیری شدید از ۸ دسامبر در اطراف کلین درگرفت. ارتش سی‌ام شوروی موفق به قطع کردن خط آهن کلین–کالینین شد. به دستور فیلدمارشال فن بک گروه زرهی ۳، با وجود اعتراض راینهارت، تحت امر گروه زرهی ۴ قرار گرفت تا هوپنر و فن کلوگه مسئولانه‌تر در قبال نیروهای راینهارت عمل کنند. در این زمان، مأموریت هر سه فرمانده بیرون کشیدن گروه زرهی ۳ از ناحیه کلین بود تا گروه زرهی ۴ نیز بتواند عقب‌نشینی کند و از جناح راست ارتش چهارم محافظت نماید.
روزهای بعدی جناح راست جبهه غربی کمند خود دور کلین را تنگ‌تر کرد. تا اواخر روز ۱۲ دسامبر ارتش بیستم شوروی سولنِچنوگورسک و ارتش شانزدهم آن ایسترا را از آلمانی‌ها پس گرفتند. در این حال نیروهای آلمانی سد ایسترا بر رود ولگا را منفجر کردند تا جریان آبی به عرض ۶۰ متر ایجاد و به حائلی بین نیروهای ورماخت و ارتش سرخ بدل گردد. این سیل پیشروی ارتش شانزدهم شوروی را متوقف ساخت. در این وضعیت، در حالی که دیگر لشکرهای گروه زرهی ۳ به دشواری خط دفاعی شرقی را حفظ می‌نمودند، لشکر یکم زرهی ورماخت در تلاش بود راه عقب‌نشینی به غرب را باز نگاه دارد. راینهارت قصد داشت نیروهایش را تا خط دفاعی وولوکولامسک–روسا که در حال ایجاد بود، عقب ببرد. ارتش‌های سی‌ام و یکم شوک شوروی با ایجاد یک گروه متحرک، به دنبال قطع کردن راه گریز آلمانی‌ها در غرب بودند. این نیروها موفق شدند تا پایان روز ۱۴ دسامبر به دیاتلوو در ۳۵ کیلومتری غرب کلین نفوذ کنند اما پیش از رسیدن به جاده کلین–وولوکولامسک در فاصله ۵ کیلومتری، توسط نیروهای ورماخت متوقف گشتند. با این وجود، در نهایت، ساعت ۲ بامداد روز ۱۵ دسامبر کلین به تصرف ارتش سرخ درآمد. با سقوط کلین، روز بعد ارتش نهم ورماخت کالینین را نیز رها کرد تا نیروهای جبهه کالینین شوروی وارد آن شوند.
در این شرایط، ارتش شانزدهم شوروی همچنان قادر به عبور از مانع سیل ایجاد شده نگردیده بود؛ از این رو سعی کرد با ایجاد دو گروه متحرک، سد ایسترا را از شمال و جنوب دور بزند. به دستور ژوکوف ارتش پنجم شوروی نیز وارد تهاجم شد. او با الحاق سپاه ۲ سواره‌نظام محافظ به همراه دو گردان مستقل تانک، یک گروه متحرک دیگر نیز ایجاد نمود. روز ۱۳ دسامبر ارتش‌های شانزدهم و پنجم شوروی با سه گروه متحرک خود حمله را ادامه دادند. ارتش پنجم شوروی سه لشکر تفنگ‌دار و چند تیپ تانک را در خط مقدمی باریک، به سمت روسا گسیل داشت. با ایجاد شکاف در خط مقدم آلمانی‌ها، سپاه ۲ سواره‌نظام محافظ شوروی وارد شکاف گردید. نیروهای این سپاه در عرض ۲ روز ۱۶ کیلومتر پیش رفتند و راه عقب‌نشینی آلمانی‌ها را ۱۵ دسامبر در غرب زونیگورود قطع کردند. گروه زرهی ۴ در این حال وادار به تسریع عقب‌نشینی خود شد. گروه متحرک ارتش سی‌ام شوروی خود را به ۱۷ کیلومتری شمال شرقی وولوکولامسک رساند. با رها کردن بیشتر تسلیحات و محدود شدن به جاده‌ها در اثر بارش شدید برف، گروه زرهی ۴ با سرعت زیادی در حال عقب‌نشینی بود. این نیرو در حین عقب‌نشینی راه‌ها و پل‌های پشت سر خود را تخریب می‌نمود.
در عرض ۱۱ روز ارتش‌های جناح راست جبهه غربی ۳۰ تا ۶۵ کیلومتر و ارتش‌های جبهه کالینین ۱۰ تا ۲۲ کیلومتر پیشروی نمودند. بدین ترتیب با وجود محدودیت در مقیاس، ضد حمله ارتش سرخ نیروهای ورماخت را از محدوده شمالی و شمال شرقی مسکو عقب راند و گروه‌های زرهی ۳ و ۴ آن را وادار به عقب‌نشینی در آشفتگی بی‌سابقه به مواضع دفاعی جدید در غرب کرد. اواخر ماه دسامبر ارتش‌های جبهه کالینین شوروی در حال نزدیک شدن به استاریتسا و رژف و ارتش‌های جناح راست جبهه غربی شوروی در حال عقب راندن گروه‌های زرهی ۳ و ۴ به سمت غرب در شمال و جنوب وولوکولامسک بودند. وولوکولامسک روز ۲۰ دسامبر به تصرف ارتش سرخ درآمد و آغاز سال ۱۹۴۲ نیروهای جبهه کالینین شوروی خود را به استاریتسا و حومه رژف و زوبتسوف رساندند. با عقب‌نشینی ۱۰۰ تا ۱۲۵ کیلومتری، نیروهای آلمانی در اراضی شمالی هم‌اینک جهت حفظ مواضعی که میانه ماه نوامبر از آن تهاجم به سمت مسکو را آغاز کرده بودند، تحت فشار شدید بودند.
با آغاز سال ۱۹۴۲، نیروهای شوروی موفق به حصول رخنه بزرگی در مرز بین گروه ارتش مرکز و گروه ارتش شمال در جناح شمالی ارتش نهم ورماخت شدند. این نیروها با این رخنه، از طریق اوستاشکوف به سمت توروپتس پیش رفتند. در همین زمان، پارتیزان‌ها خط‌آهن رژف-سیچفکا، تنها خط تدارکاتی گروه زرهی ۳ و ارتش نهم ورماخت را قطع کردند. ارتش سرخ توانست تا روز ۷ ژانویه سال ۱۹۴۲ ناحیه شهر رژف را از سه طرف احاطه کند و ارتش نهم ورماخت را در حوزه علیای رود ولگا در خطر محاصره قرار دهد.
اواخر ماه ژانویه مرز گروه ارتش مرکز و گروه ارتش شمال ورماخت در شرایط بسیار حساسی قرار داشت. تا این زمان، ارتش سرخ یک شکاف ۲۰۰ کیلومتری در خط مقدم ورماخت بین بلیی و خولم باز کرده و امکان دسترسی جبهه کالینین به ناحیه ویتبسک-ولیکیه لوکی را برای ایجاد نموده بود. جبهه کالینین شوروی با تسلط بر این ناحیه می‌توانست، در انبر شمالی محاصره، در پشت خط مقدم گروه ارتش مرکز، به سمت اسمولنسک حرکت کند. در این زمان، نیروهایی از ارتش سرخ که وارد این شکاف می‌شدند پشت سر گروه زرهی ۳ و ارتش نهم ورماخت را هدف می‌گرفتند. دو ارتش شوروی پشت سر ارتش نهم ورماخت در غرب سیچفکا قرار گرفته بودند. همزمان، ارتش سرخ از طریق هوایی در حال ارسال تدارکات و نیروی کمکی به پشت سر ارتش چهارم ورماخت در ناحیه ویازما بود. بدین ترتیب موقعیت کلی گروه ارتش مرکز ورماخت تقریباً به مبارزه مرگ و زندگی بدل گشته بود. دمای پایین هوا تحرکات آلمانی‌ها را با اختلال مواجه ساخته و اقدامات مقابله‌ای آن‌ها را کند کرده بود. اوایل ماه فوریه سرنیزه زرهی شوروی به حومه ولیژ و ولیکیه لوکی رسید.

#### محور جنوبی ضد حمله
در محور جنوبی نیروهای ارتش سرخ موفقیت‌های بزرگ‌تری کسب کردند. در این محور ارتش‌های جناح چپ جبهه غربی نیز در تلاش بودند حرکت انبری مشابهی علیه ارتش دوم زرهی گودریان به اجرا بگذارند. ژوکوف با متمرکز کردن نیروهای خود در شرقی‌ترین نقطه پیشروی گودریان، برتری عددی بیش از سه برابری در آن برای ارتش سرخ پدیدآورده بود. یک گروه سواره‌نظام-مکانیزه متشکل از نیروهای ارتش‌های پنجاهم و دهم شوروی حمله متمرکزی را صورت دادند تا مسیر عقب‌نشینی عناصر پیشتاز گودریان در ناحیه ونیوف و استالینوگورسک را قطع و آن‌ها را محاصره کنند. در این حال، نیروهای گودریان در منطقه محدب شرق تولا در موقعیت آسیب‌پذیری قرار داشتند و تنها چهار لشکر از جناح طولانی راست آن محافظت می‌کردند. تهاجم غافلگیرانه ارتش جدید دهم شوروی علیه نیروهای گودریان، موجب آشفتگی بین نیروهای آلمانی شد. با حمله از روز ۶ دسامبر، این نیروها در عرض دو روز مبارزه سنگین، میخائیلوف و را از دشمن پس گرفتند و ۳۰ کیلومتر در عمق دفاع گودریان پیش رفتند تا یک سوم از نیروهای او را در معرض محاصره قرار دهند. ژوکوف به ارتش پنجاهم شوروی دستور داد از تولا به جانب جنوب و جنوب شرقی یورش ببرد و محاصره را تکمیل کند. گودریان به برخی از نیروهای خود فرمان داد تا رودهای شات و دن عقب بنشینند؛ درحالی‌که مابقی می‌بایست نیروهای در حال پیشروی شوروی را متوقف می‌ساختند. با بهره‌گیری از تحرک‌پذیری بهتر، چهار لشکر گودریان ۱۷ تا ۲۵ کیلومتر عقب‌نشینی کردند و خود را به ناحیه ددیلوفو رساندند. حمله ارتش پنجاهم شوروی به سمت جنوب با برخورد به لشکر ۲۹۶ پیاده‌نظام ورماخت، بدون دستاورد چندانی متوقف شد. در همین حال، گردان‌های اسکی ارتش سرخ نیروهای گودریان را در حال عقب‌نشینی، زیر حملات خود گرفته بودند. به هر حال، نیروهای اصلی شوروی بسیار ضعیف‌تر و کندتر از آن بودند که منطقه محدب را پیش از عقب‌نشینی نیروهای گودریان از آن، کاملاً به محاصره درآوردند.
در همین حال، ارتش دوم ورماخت در جناح جنوبی گودریان، نیز در وضعیت خوبی قرار نداشت. این ارتش که تا روز ۶ دسامبر مداوما در حالت تهاجمی بود، تا هنگام آغاز ضد حمله جبهه جنوب غربی شوروی علیه آن، قادر به اتخاذ مواضع دفاعی مناسبی نشده بود. روز ۶ دسامبر حمله پوششی ارتش سیزدهم شوروی به مواضع پیشین ارتش دوم ورماخت در یلتس، موجب انحراف نیروهای ذخیره این ارتش از نقطه اصلی تهاجم جبهه جنوب غربی گشت. صبح روز بعد گروه عملیاتی کوستنکو شوروی دفاع تضعیف‌شده ارتش دوم ورماخت در محور کاستورنویه–لیونی در جنوب یلتس را هدف گرفت. ارتش سیزدهم شوروی ۹ دسامبر یلتس را تصرف و روز بعد کوستنکو با ایجاد یک حفره ۲۵ کیلومتری بین لشکرهای ۳۵ و ۹۵ پیاده‌نظام ورماخت، راه عقب‌نشینی سپاه ۳۴ ارتش دوم ورماخت به لیونی را قطع کرد. دو لشکر این سپاه در حالی به محاصره افتادند که سرمای هوا، بارش برف و اتمام سوخت اجازه استفاده و جابه‌جا کردن ادوات توپخانه را از آن‌ها گرفته بود. روزهای بعدی ارتش چهلم شوروی نیز از جنوب یلتس وارد تهاجم شد. در این شرایط ارتش دوم ورماخت در حال تقسیم شدن به دو نیم در حوالی اریول و کورسک توسط دشمن بود. با این حال، این ارتش به شدت تلاش می‌کرد شکاف در حال ایجاد بین خود نیروهای گودریان را پوشش دهد. روز ۱۴ دسامبر والتر فن براوخیچ، فرمانده کل نیروی زمینی آلمان ارتش دوم ورماخت را تحت امر ارتش دوم زرهی قرار داد و به گودریان اجازه داد تا جایی که امکان حفظ اریول وجود دارد، عقب‌نشینی نماید. درحالی‌که مهمات، سوخت و غذا در ناحیه تحت محاصره به اتمام رسیده و تدارکات‌رسانی هوایی وعده داده شده به سپاه ۳۴ ورماخت در بارش برف و باران محقق نگردید، تا روز ۲۱ دسامبر نیروهای ارتش سرخ سپاه آلمانی در محاصره را تقریباً از بین بردند.
روز ۸ دسامبر ارتش دوم زرهی گزارش کرد در یکی از سپاه‌های آن ۱۵۰۰ مورد سرمازدگی اتفاق افتاده‌است که در ۳۵۰ مورد از آن نیاز به قطع عضو می‌باشد. این ارتش زرهی همچنین اعلام نمود درحالی‌که روحیه نیروها به شدت افت کرده و تدارکاتش رو به پایان است، هنگام عقب‌نشینی چاره‌ای جز رها کردن بسیاری از خودروها و توپ‌های خود ندارد.
با حمله گروه بلوف از روز ۸ دسامبر، ونیوف در ۹ دسامبر و استالینوگورسک در ۱۱ دسامبر به سلطه ارتش سرخ درآمد. با این حال، تا اواخر روز ۹ دسامبر لشکر ۱۱۲ پیاده‌نظام ورماخت و سایر نیروهای در حال عقب‌نشینی، ارتش دهم شوروی را در طول رود شات و دن متوقف کردند. پیگیری حملات ارتش سرخ از ۱۱ دسامبر نیز به جایی نرسید چرا که ارتش پنجاهم شوروی پس از نبرد بریانسک و درگیری‌های اطراف تولا به شدت تضعیف شده بود. تا این زمان نیروهای ارتش دهم شوروی ۶۰ کیلومتر پیشروی کرده بودند اما در برابر مقاومت آلمانی‌ها، دیگر نمی‌توانستند بیش از این حرکت کنند. به هر صورت، نیروهای گودریان نیز به آستانه تحمل خود رسیده بودند و در تلاش بودند از فاجعه جلوگیری کنند. ژوکوف مجدداً به بلوف و بولدین دستور داد، به ترتیب، با حرکت به سمت پلافسک و جنوب تولا، آلمانی‌ها را محاصره کنند. ارتش سرخ نیروهای خود را از استالینوگورسک متوجه پلافسک ساخت تا محاصره بزرگ‌تری علیه آلمانی‌ها ایجاد نماید. به هر صورت بازسازماندهی این نیروهای شوروی سه روز به طول انجامید و نیروهای ارتش پنجاهم نیز با مقاومت شدیدی مواجه گشتند. با این حال، تا ۱۶ دسامبر ددیلوفو توسط گروه بلوف و بوگورودیتسک توسط ارتش دهم شوروی تصرف شدند. ارتش چهل و نهم شوروی نیز با پیوستن به تهاجم در شمال تولا، ۵ تا ۵۰ کیلومتر در جناح راست ارتش پنجاهم شوروی پیشروی کرد و با رسیدن به رود اوکا، توانست شهر تاروسا و آلکسین را تصرف نماید. با ادامه حملات ارتش پنجاهم شوروی شچکینو در ۲۰ کیلومتری جنوب تولا روز ۱۷ دسامبر به سلطه ارتش سرخ درآمد.
تا این زمان نیروهای گودریان در تمامی طول خط مقدم در حال عقب‌نشینی بودند و با عبور از رود اوپا موفق به گریز از محاصره شدند. روز ۱۹ دسامبر، برخلاف مجوز پیشین فن براوخیچ جهت عقب‌نشینی، هیتلر به گودریان فرمان داد همان جایی که هست مقاومت کند. با گشوده شدن یک شکاف بین ارتش دوم زرهی و ارتش چهارم در شمال و جنوب کالوگا، یکپارچگی خط مقدم آلمان به خطر افتاد. گروه ارتش مرکز موظف شد با هر نیرویی که در اختیار دارد این شکاف خطرناک در جناح جنوبی خود در غرب تولا را پوشش دهد. با این حال، آلمانی‌ها که برای حرکت به جاده‌های اصلی محدود شده بودند، قادر به بستن این شکاف نبودند. گودریان ۲۰ دسامبر به راستنبورگ رفت تا وضعیت مستاصلانه خود را به پیشوا توصیف کند. او به هیتلر گفت نیروهایش البسه، تجهیزات و پناهگاه ندارند و می‌بایست به خطوط قابل دفاع‌تری عقب بنشینند. به هر صورت، پس از آن که بدون اطلاع به قرارگاه فرماندهی گروه ارتش مرکز، نیروهای خود را تا خط اوکا–شوسا عقب کشید، به درخواست فن کلوگه، فرمانده جدید گروه ارتش و تأیید بلافاصله هیتلر، گودریان روز ۲۵ دسامبر از مقام خود در فرماندهی ارتش دوم زرهی ورماخت عزل شد.
نیروهای آلمانی در محور جنوبی در مجموع تا پایان ماه دسامبر ۲۵۰ کیلومتر به طرف غرب عقب‌نشینی کردند. این موقعیت بسیار فرا تر از جایی بود که این نیروها تهاجم میانه ماه نوامبر خود به سمت مسکو را آغاز کرده بودند. نفوذ ارتش سرخ در شکاف بین ارتش‌های دوم زرهی و چهارم ورماخت، عمق آن را تا میانه ماه ژانویه سال ۱۹۴۲ تا فرا تر از سوخینیچی در ۹۰ کیلومتری غرب کالوگا، رساند. نیروهای شوروی همچنین خط مقدم ورماخت در شمال غربی مارویاروسلاوتس را نیز گسستند.

#### محور مرکزی ضد حمله
لشکر نهم محافظ از ارتش شانزدهم شوروی روز ۷ دسامبر با آغاز ضد حمله، ضربه سختی به دفاع لشکر موتوریزه رایش اس‌اس در اسنگیری در ۴۰ کیلومتری غرب مسکو وارد آورد و پس از یک روز مبارزه خونین در جناحین آن نفوذ کرد تا لشکر آلمانی وادار به عقب‌نشینی شود. هوپنر تنها توانست بخشی از لشکر دهم زرهی را جهت تقویت این بخش راهی آن کند؛ مابقی لشکر جهت کمک به راینهارت در حفظ کلین، راهی شمال شد.
اواخر ماه دسامبر، در اوج درگیری‌های جناحین شمالی و جنوبی، به دستور ژوکوف دو ارتش باقیمانده سی و سوم و چهل و سوم شوروی نیز در مرکز خط مقدم تهاجم خود به سمت غرب مسکو را آغاز کردند. ارتش چهارم ورماخت استحکام بالایی در مقابل حملات این ارتش‌های شوروی نشان داد. این دو ارتش شوروی که به منظور این عملیات نیروی کمی دریافت نکرده بودند، پیشروی کندی صورت دادند؛ به وجهی که تصرف نارو-فومینسک در نزدیکی خط مقدم اولیه برای ارتش سی و سوم شوروی تا ۲۶ دسامبر و تصرف مارویاروسلاوتس برای ارتش چهل و سوم شوروی تا ۲ ژانویه سال ۱۹۴۲ به طول انجامید.

## نتایج و پیامدها
روز ۸ دسامبر هیتلر با صدور فرمان شماره ۳۹ پیشوا با اشاره به «زمستان زود هنگام» و مشکلات تدارکاتی حاصل از آن، بر لزوم پایان عملیات تهاجمی و گرفتن حالت تدافعی اذعان نمود. با این وجود، فن بک به هالدر گزارش کرد گروه ارتش مرکز در هیچ نقطه‌ای از خط مقدم قادر به متوقف ساختن حملات گسترده ارتش سرخ نیست. شدت ضد حمله ارتش سرخ، او را وادار ساخت روز ۱۶ دسامبر درخواست مجوز عقب‌نشینی بیشتر و اصلاحات لازم در مواضع نیروهای خود را بکند. هیتلر یک عقب‌نشینی کلی را غیرقابل قبول می‌دانست. روز ۱۸ دسامبر فن بک که نمی‌خواست مسئولیت و عواقب سر برتافتن از فرمان پیشوا گریبان‌گیر او شود، فرماندهی گروه ارتش مرکز را به ظاهر به جهت مشکلات سلامتی به گونتر فن کلوگه، فرمانده ارتش چهارم سپرد. هیتلر هر گونه عقب‌نشینی عمده را ممنوع اعلام کرد و از گروه ارتش مرکز خواست جهت برگرداندن ورق، تا هنگام رسیدن نیروی کمکی «مقاومت متعصبانه» نشان دهد.
در مجموع، با مبارزه سنگین یک‌ماهه قوای شوروی موفق شدند دشمن را ۱۰۰ تا ۲۴۰ کیلومتر عقب برانند و پایتخت را سایه تهدید آن‌ها خارج سازند. موفقیت نسبی ضد حمله شوروی در اثر غافلگیری ورماخت و مشکلات عمیق تدارکاتی آن حاصل گشت. نیروهای آلمانی در این درگیری‌ها متحمل تلفات سنگینی شدند و گروه ارتش مرکز ورماخت در آستانه فروپاشی قرار گرفت. هیتلر روز ۱۵ ژانویه سال ۱۹۴۲، نخستین بار در طول جنگ جهانی دوم دستور به یک عقب‌نشینی گسترده داد. او با اذعان به این که گروه ارتش مرکز قادر به بستن شکاف‌های خط مقدم خود در شمال مدین و غرب رژف نیست، به فرماندهی این گروه ارتش اجازه داد تا خط مشخص شده در شرق یوخنوف-شرق گژاتسک-شمال شرقی رژف عقب بنشیند. بر این اساس، پیشروی دشمن قطعاً می‌بایست در این طول خط متوقف می‌گشت. همچنین هیچ مجروحی نباید پشت سر باقی گذاشته می‌شد و تمامی خطوط‌آهن، پل‌ها و … می‌بایست منهدم می‌گردید.
به هر صورت، همین میزان عقب‌نشینی خطوط ارتباطی ورماخت را کوتاه‌تر کرد و برخی مشکلات تدارکاتی آن را بهبود بخشید. با وجود موفقیت‌های عمده تاکتیکی و رخنه در مواضع دفاعی ورماخت در برخی نقاط، ارتش سرخ قادر به حصول هدف راهبردی نهایی خود در محاصره و انهدام گروه ارتش مرکز ورماخت نشد. با افزایش مقاومت نیروهای آلمانی، تا اواخر ماه ژانویه سال ۱۹۴۲، شوروی به مرور دست بالا را از دست داد و تهاجم آن، با گرفتاری به مشکلات فرماندهی و تدارکاتی، رفته‌رفته در نهایت متوقف شد و گروه ارتش مرکز ورماخت خط مقدم خود را در خط رژف–غرب استاریتسا–یوخنوف–سوچینیتسی–بلیوف–چرن، بسیار شرق‌تر از حدود پیش‌بینی شده توسط شوروی، تثبیت کرد. این خط تقریباً برابر با خطی بود که فیلدمارشال فن بک قصد داشت از ابتدا داوطلبانه به آن عقب‌نشینی کند. از این جهت، شاید اگر در چارچوب مأموریت گروه ارتش مرکز، به او آزادی عمل اعطا می‌شد عقب‌نشینی آلمانی‌ها در طول خطی مطلوب‌تر جهت متوقف کردن حملات ارتش سرخ به پایان می‌رسید تا ضمن تحمل تلفات کمتر، ورماخت تهدید بالقوه بر مسکو همچنان حفظ می‌نمود.
با هر احتسابی، شکست نیروهای آلمانی در نبرد مسکو حقیقی و شکه‌کننده بود و به افسانه شکست‌ناپذیری ورماخت پایان داد. ارتش سرخ در این نبرد عملیات بارباروسا را بی‌نتیجه گذاشت و ابتکار عمل راهبردی را لااقل برای مدتی، در دست گرفت. نبرد مسکو جنگ بین آلمان و شوروی را پایان نداد اما ورماخت را به شکست نهایی خود بسیار نزدیک‌تر کرد. با وجود این که تاکتیک «جنگ برق‌آسا» در ناحیه مسکو در نهایت متوقف شد اما آلمانی‌ها در ادامه جنگ همچنان از آن به‌خصوص در نبردهای حوزه رود دن در تابستان سال ۱۹۴۲ استفاده کردند.

## تلفات
ورماخت در جریان تهاجم به مسکو در طول ماه‌های اکتبر و نوامبر سال ۱۹۴۱ متحمل ۱۴۵ هزار نفر تلفات شد. حدود ۴۸ هزار نفر این مقدار مربوط به نبردهای مناطق ویازما–بریانسک بود. مجموع تلفات گروه ارتش مرکز ورماخت در تمامی طول نبرد مسکو، از ۱ اکتبر سال ۱۹۴۱ تا ۳۱ ژانویه سال ۱۹۴۲ حدود ۳۷۰٬۰۰۰ نفر بود. تا پیش از آغاز ضد حمله شوروی، بیش از صد هزار نفر از آلمانی‌ها دچار سرمازدگی شدند که حدود ۱۴٬۳۰۰ مورد از آن‌ها به قطع عضو انجامید. به هر صورت ژوکوف مدعی شد آلمان در نبردگاه مسکو بیش از نیم میلیون نفر، ۱۳۰۰ تانک، ۲۵۰۰ توپ و بیش از ۱۵٬۰۰۰ خودروی خود را از دست داده‌است.
در طرف مقابل، طبق آمار رسمی، از ۱ اکتبر تا ۳۱ دسامبر سال ۱۹۴۱، ارتش سرخ مجموعاً ۱٬۶۵۶٬۵۱۷ را در تمامی طول خط مقدم از دست داده‌است. این میزان شامل ۶۳۶٬۳۸۳ کشته، اسیر و مفقود می‌باشد. به هر صورت، این آمار بسیار کم‌تر از واقع به نظر می‌رسد؛ چرا که تلفات شوروی تنها در نبردهای ویازما–بریانسک حدود یک میلیون نفر برآورد می‌شود. میزان واقعی تلفات ارتش سرخ در این مدت احتمالاً بیش دو میلیون نفر بوده‌است.